# ホンダF1
ホンダF1（Honda F1）は、モータースポーツ世界選手権「フォーミュラ1」で活動している日本のレーシングチーム。正式名称は、ホンダ・レーシング・F1チーム（Honda Racing F1 Team）。
1964年に初参戦。2015年以降はエンジンサプライヤーとして参戦している。母体は自動車メーカーの本田技研工業。
ホンダは、エンジンサプライヤーとしてコンストラクタータイトル6回、ドライバーズタイトル6回の獲得を記録。また、フルワークス体制で3勝を挙げており、F1に参戦した日本のメーカーの中で最も成功したメーカーである。

## 歴史
ホンダのF1参戦は、シャーシ、エンジン含め全て自社製造しフルワークス体制でチームとして参戦した1964年から1968年の第1期、1983年から1992年までエンジン供給を行った第2期、当初エンジン供給の形で始まり、後にフルワークス体制のホンダF1チームに移行した2000年から2008年の第3期、エンジンとエネルギー回生システム（ERS）をパッケージしたパワーユニット（PU）のサプライヤーとしての2015年から2021年までの第4期に分かれる。
厳密には、参戦母体は以下のようになる。（#拠点も参照）
- 第1期・第2期：本田技研工業、本田技術研究所
- 中間期（1992年 - 2000年）：無限
- 第3期：ホンダ・レーシング・ディベロップメント（HRD）
- 第4期：本田技術研究所
- 2022年 - ：ホンダ・レーシング（HRC）

本記事では、第2期終了後にエンジン供給を行った「無限ホンダ」時代、2022年以降のHRCによるPU供給についても触れる。

## 第1期

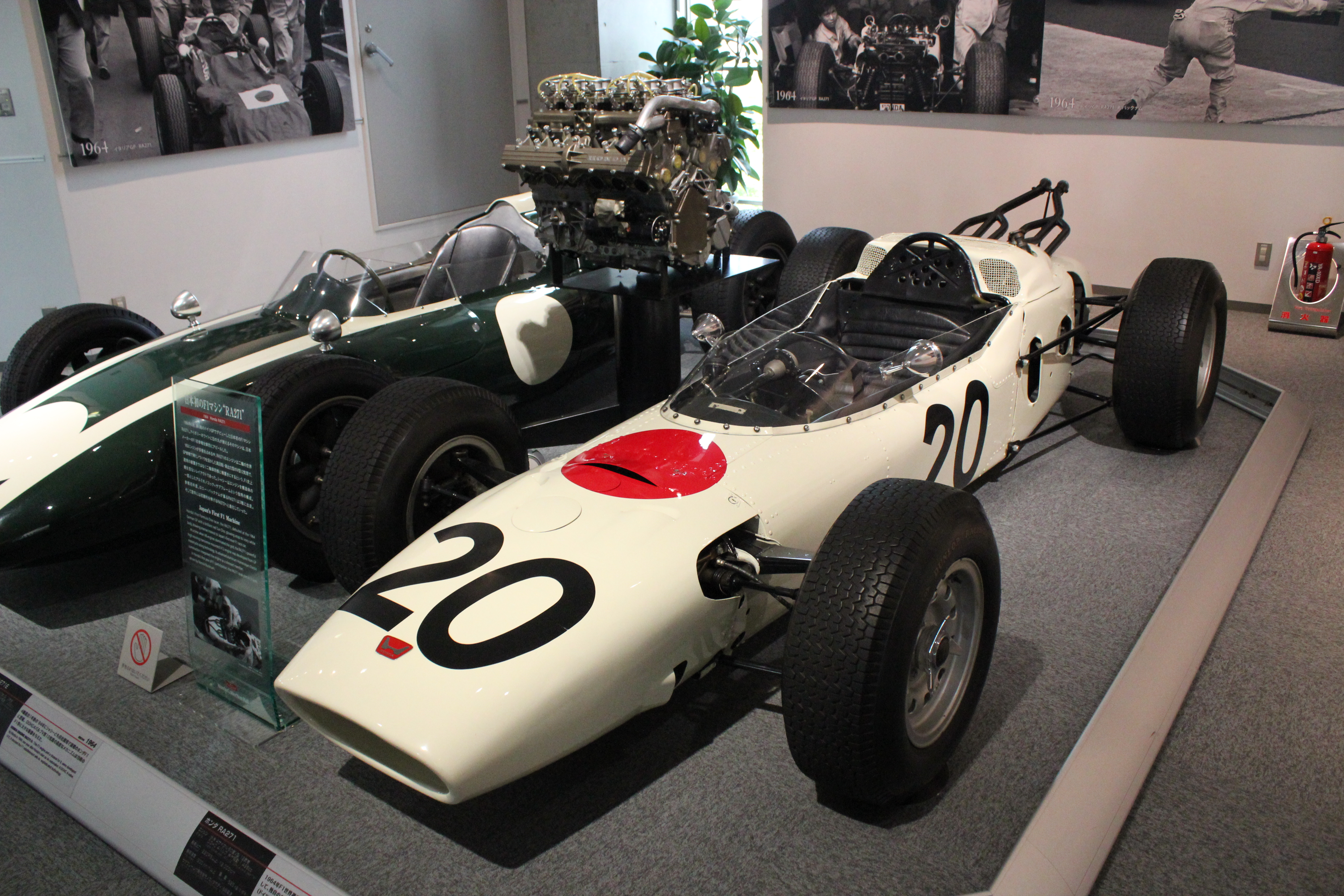
RA271（1964年）

1964年にF1参戦した当時のホンダは、マン島TTレースを制したものの、単なるオートバイメーカーに過ぎず、四輪車は軽トラックを発売しただけという四輪車メーカーとしては弱小メーカーでしかなかった。F1参戦の準備は、順風満帆の2輪部門の陰でこっそりと行われ、当初はエンジンサプライヤーとして参戦する予定だった。
1961年からF1の排気量は1.5Lと決まっており、横置きの1.5LV型12気筒エンジンを開発することに決定。エンジン技術者である中村良夫は、開発したエンジンを使ってもらうコンストラクターを探し始める。フェラーリとBRMは自社製エンジンを使っているため除外され、ブラバムとロータスとクーパーのうちブラバムにほぼ内定した。その後ブラバムのシャシーに載せることを前提にエンジンの熟成が進められた。
1963年秋、ロータスのコーリン・チャップマンが急きょ来日、ホンダ本社に訪れこう言った。「2台走らせるロータス・25のうち1台はクライマックスエンジンを載せるが、もう1台にホンダを載せたい。場合によってはジム・クラークにドライブさせてもいい」と。これを機にコンストラクターはブラバムからロータスに変更され、エンジン開発もロータス・25にあわせて行われた。
ところが参戦を予定していた1964年2月、チャップマンから電報が届いた。「2台ともクライマックスエンジンでやる。ホンダのエンジンは使えなくなった。あしからず」というものだった。コンストラクターを探す時間はなく、自社でシャシーを造るフルコンストラクターとして参戦することになった。
急きょシャシーを急造することになるが、ナショナルカラーの問題が発生する。1960年代のF1マシンは国ごとにナショナルカラーが決まっており、イギリスはブリティッシュグリーン、フランスはブルー、イタリアはレッド、ドイツはシルバーという具合だった。日本は初出場なためナショナルカラーは決まっていなかった。宗一郎が好きな色だったゴールドが提案されたがすでに南アフリカが登録済み、日の丸をイメージした白と赤を申し出たがかなわず、アイボリーホワイトに日の丸を入れたものに決定した。
1964年8月2日のドイツGP（ニュルブルクリンク）で初参戦。チャップマンから絶縁電報を受け取ってからわずか6か月後のことであった。
1965年には全戦出場し最終戦の第10戦メキシコGPでリッチー・ギンサーが念願の初優勝を果たすが、これは1.5Lエンジン時代のF1最終戦での勝利であると同時に、その後F1に参加したタイヤメーカーの中では最多の368勝をあげることになるグッドイヤーの初勝利でもあった。
1966年に大幅なレギュレーションの改正が行われ、エンジンの排気量がそれまでの1.5Lから倍の3.0Lになった。ホンダはこのレギュレーションに対応するべく新しいV型12気筒エンジンの開発を行ったが、既存のエンジンを結合したり、スポーツカーレースのカテゴリで使っていたエンジンを流用した他のチームと比べると、大幅に出遅れた。結局このシーズンは終盤のイタリアGPでようやくエンジンが完成して参戦した。同年のF2ではホンダエンジンを供給したブラバムが開幕11連勝を達成。最終戦でシーズン全勝は逃すものの、圧倒的な強さを見せた。
1967年にはジョン・サーティースがチームに加入した。1964年のワールドチャンピオンの加入はチームに大きな力を与えた。このシーズンのドライバーはサーティース1人だけだったが、彼はホンダのマシンで優勝1回、3位1回と2回表彰台に昇り20ポイントを獲得、コンストラクターズランキング4位につけた。特に優勝したイタリアGPは2位のジャック・ブラバムに対してわずか0.2秒差での勝利で、この1967年の成績が第1期ホンダの最高成績となった。
1968年のワークスマシンは昨シーズンサーティースがイタリアで劇的な勝利をもたらしたRA300の進化版RA301であった。一方これとは別に、創始者の本田宗一郎が固執していた空冷エンジン（V型8気筒）を搭載したRA302が制作され、この年のフランスGPに持ち込まれたが、スポット参戦でドライブしたジョー・シュレッサーが炎上死する悲劇に見舞われた。

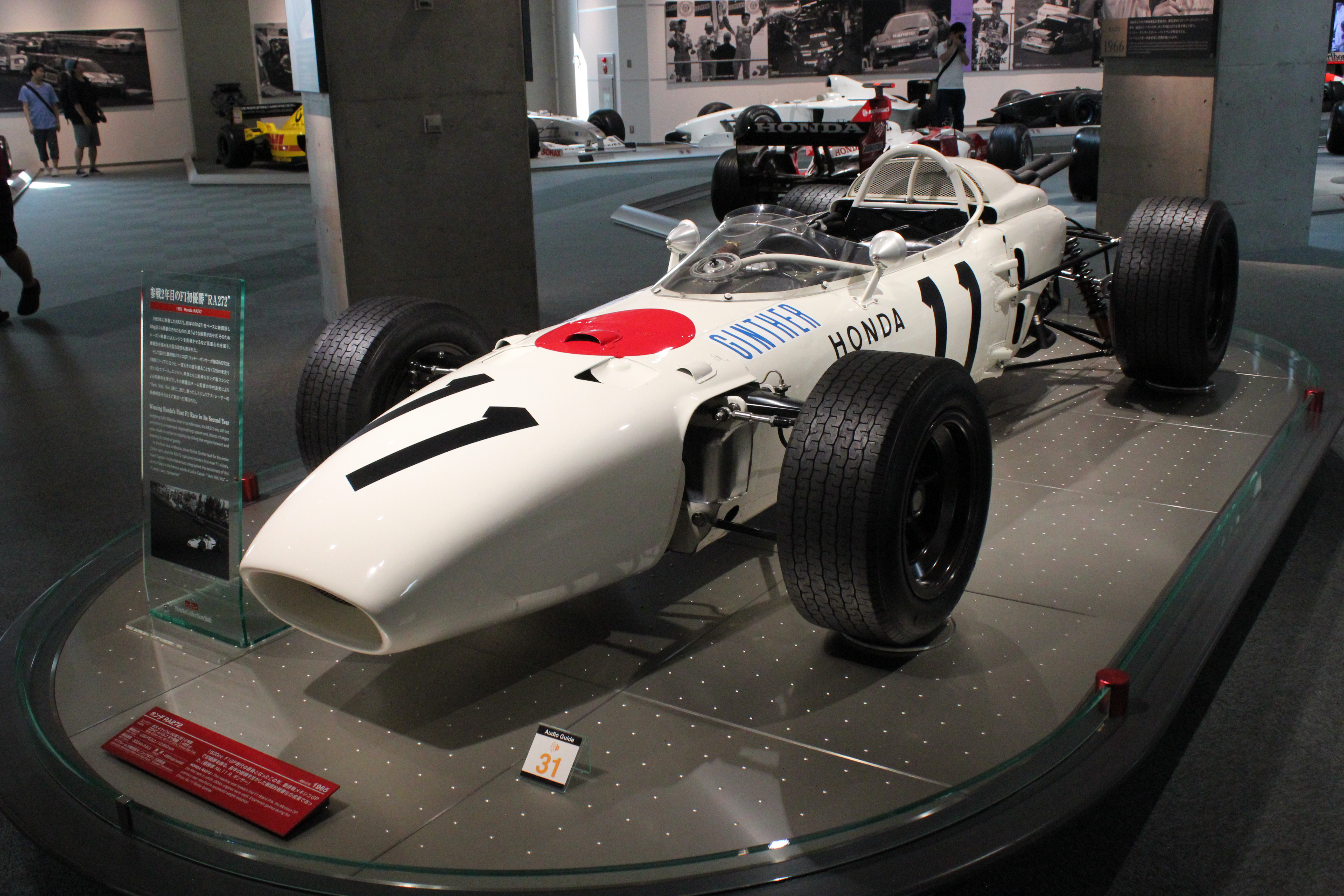
初優勝を果たしたRA272（ホンダコレクションホール所蔵）

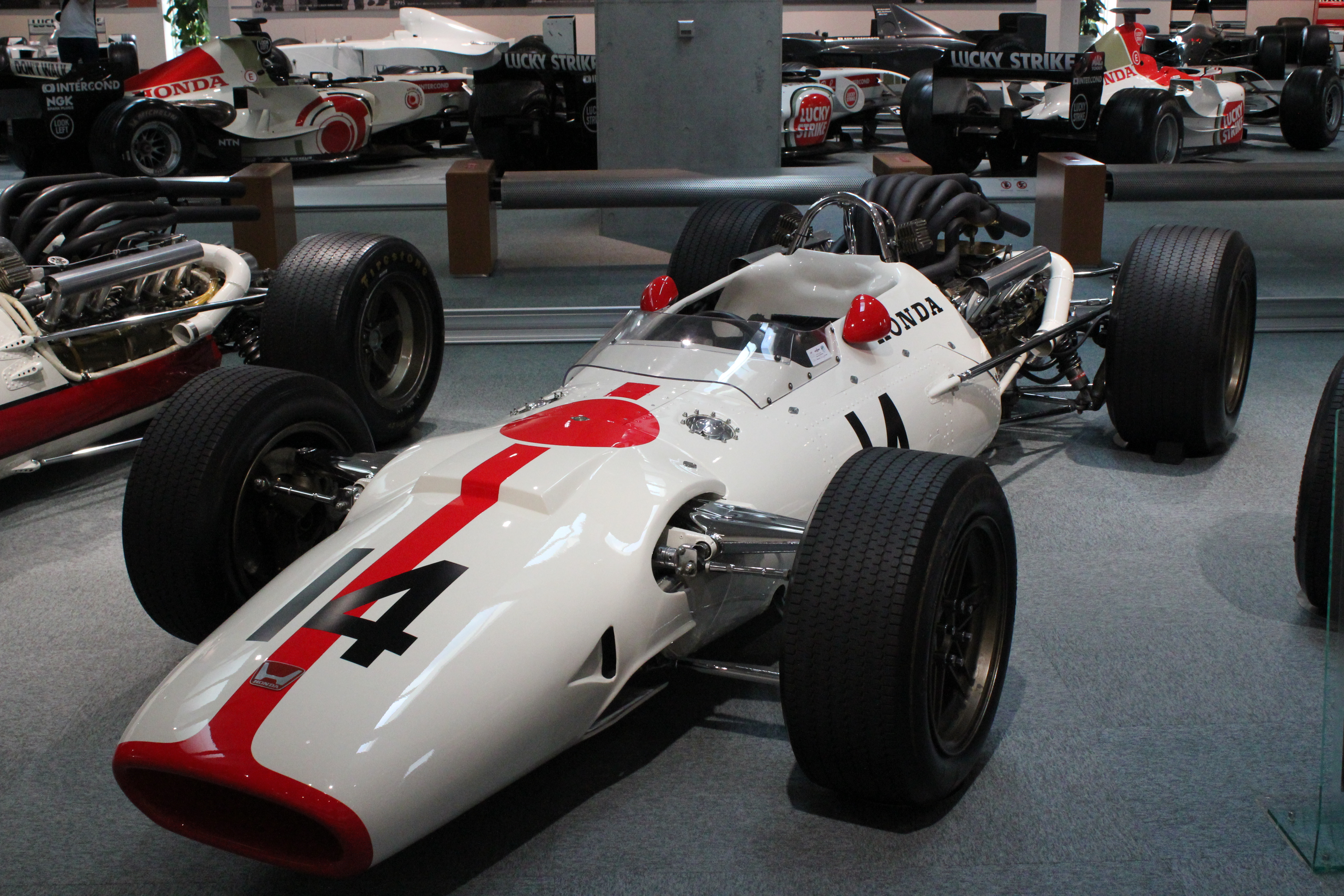
イタリアでの劇的なレースを制したRA300。このマシンはサーティースの仲介によってローラがシャーシーの制作に加わった。

この事故の後、ホンダはF1を撤退するのではないかとささやかれ始めた。この頃社会問題になっていた大気汚染に対する市販車用低公害型エンジンの開発を理由として、結局1968年シーズン終了後F1活動休止を発表した。この年は初めてフォード・コスワース・DFVエンジンを搭載したマシンがドライバーズとコンストラクターズのチャンピオンになった。DFVエンジンの登場はグランプリからワークスチームの退場と、プライベーターチームの百花繚乱をもたらした。

## 第2期

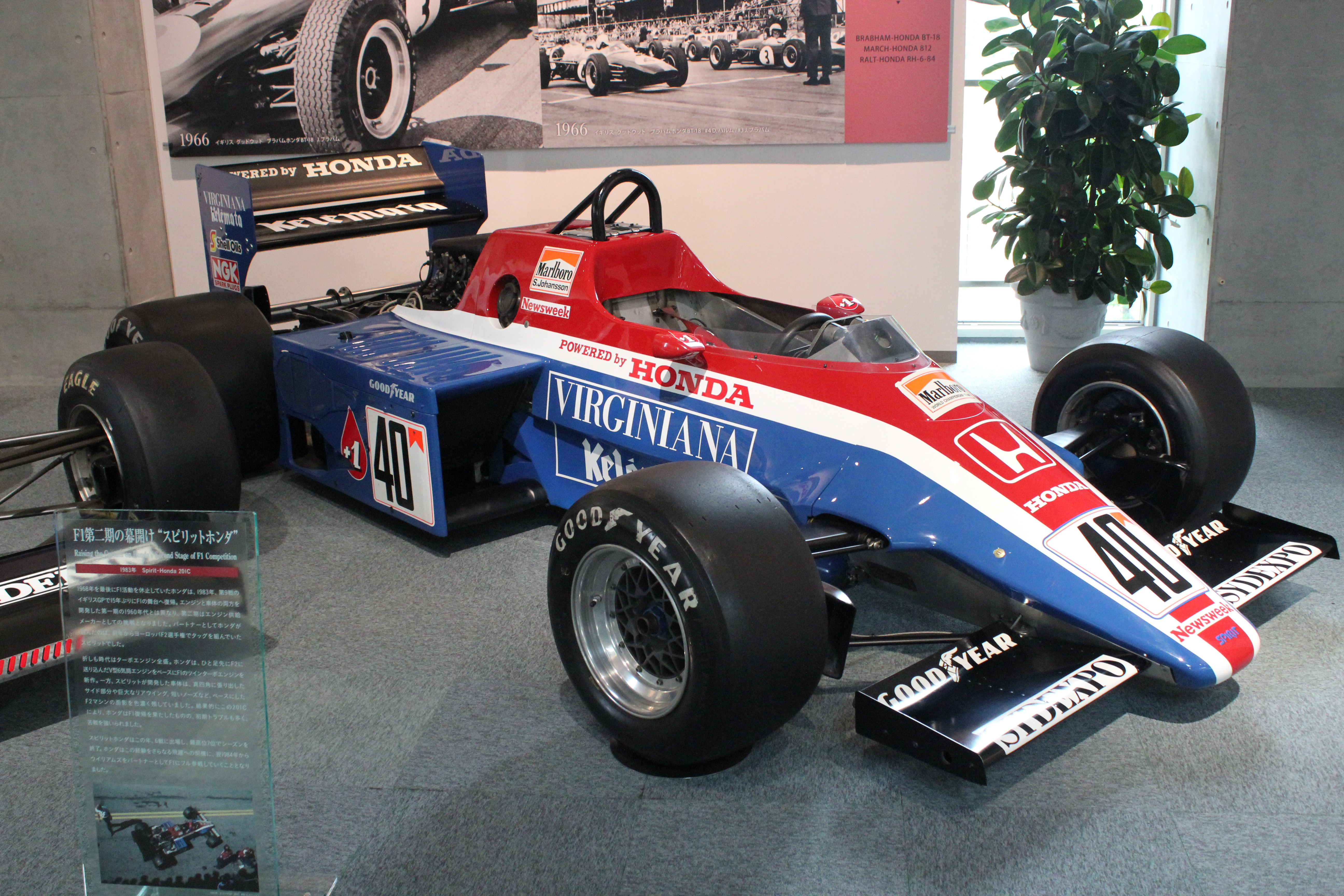
スピリット201C・ホンダ（1983年）

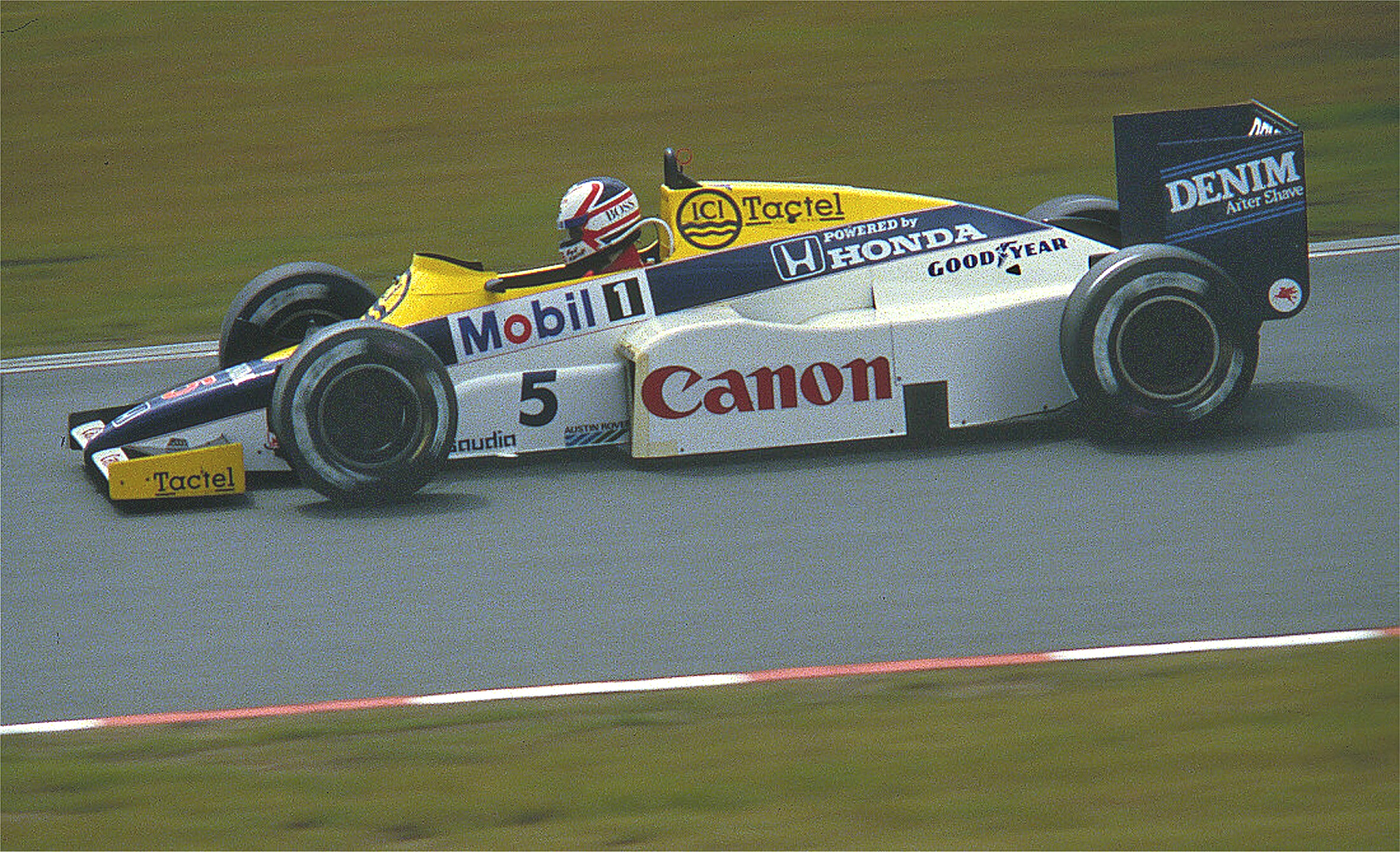
ウィリアムズFW10・ホンダ（1985年）

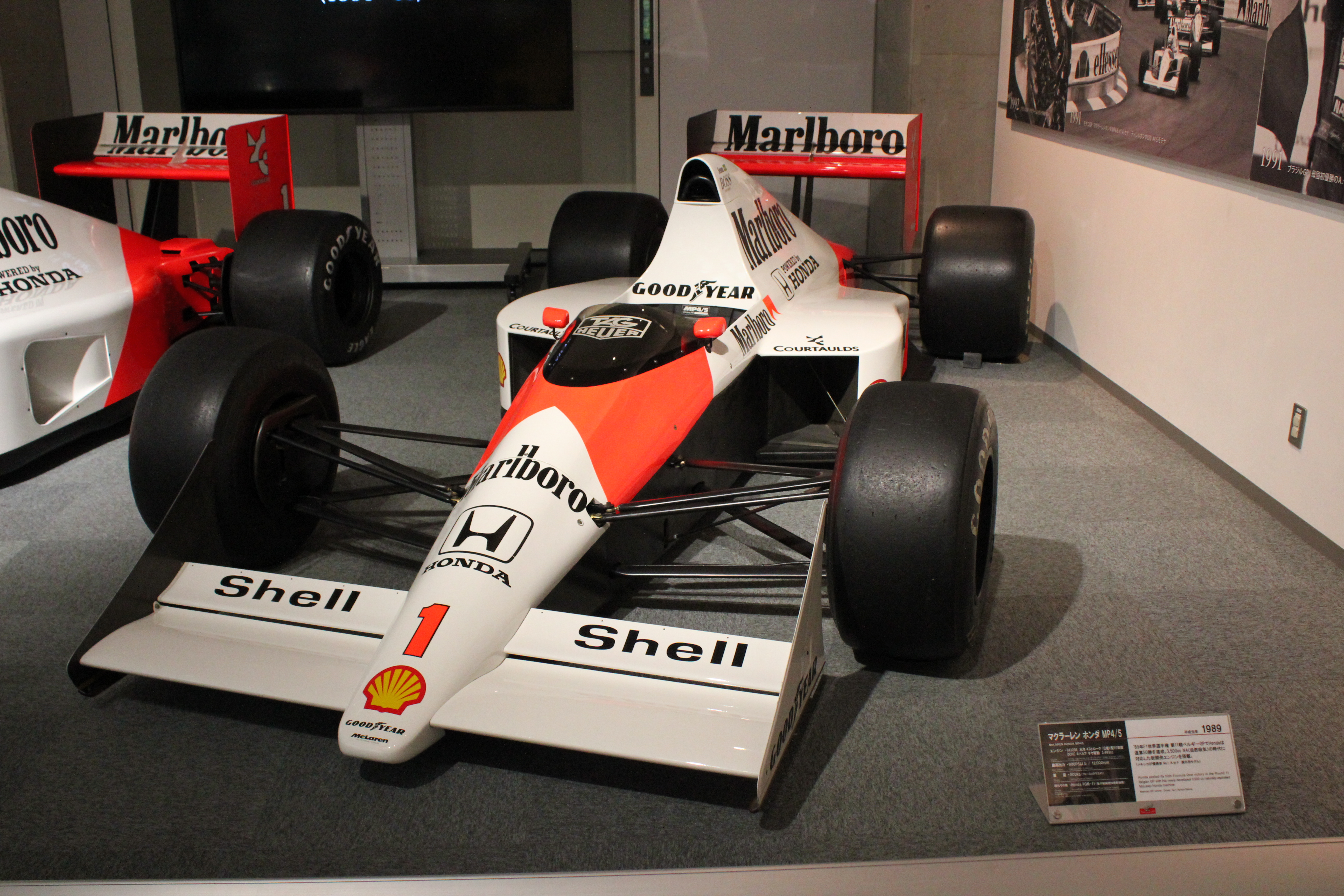
マクラーレンMP4/5・ホンダ（1989年）

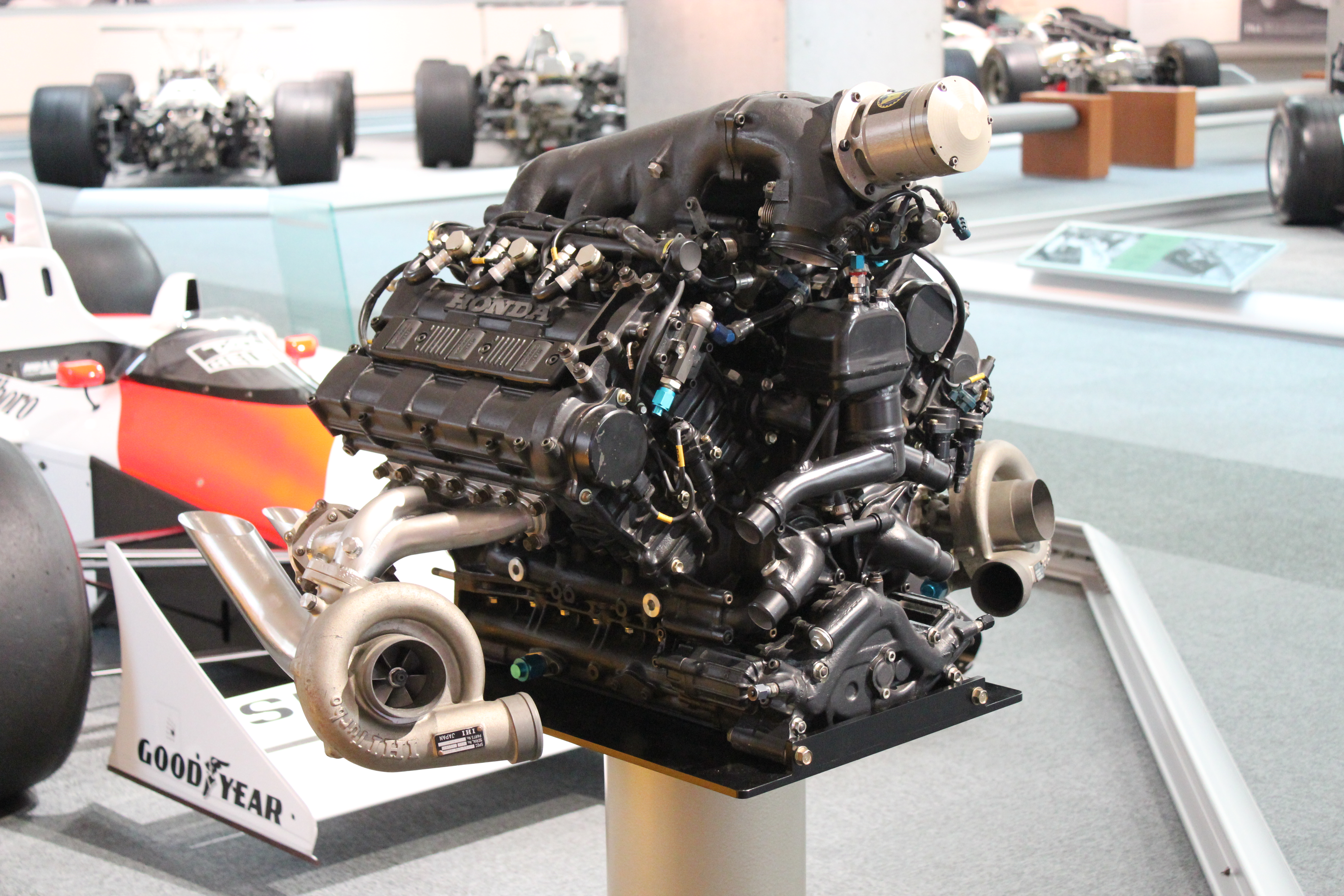
ターボエンジン・RA168E（1988年）。この年マクラーレンのプロストとセナによってイタリアGP以外のすべてのレースに勝利した

ルノーによって先鞭が付けられたターボエンジンの登場は、自動車メーカーに対してF1へのカムバックを促した。ホンダはまずヨーロッパF2選手権や全日本F2選手権にエンジン供給を行い、マーチ・エンジニアリングから主要人物2人を引き抜いてイギリスに拠点を置く小規模チーム「スピリット・レーシング」をホンダの資本により設立。スピリットチームをテストベッドとしてターボエンジンを供給し、1983年からF1へ15年ぶりに復帰した。その年の最終戦南アフリカGPからチャンピオンチームであるウィリアムズへのV型6気筒エンジンRA163Eの供給を開始し、翌1984年第9戦アメリカGPでケケ・ロズベルグにより復帰後初勝利をあげた。
開発初期にはターボラグの解消に悩まされたが、量販車の技術を応用した低燃費・高出力のターボエンジンの開発に成功。車載センサーからリアルタイムでデータを収集するテレメトリーシステムを導入し、衛星回線を通じて日本の研究所でも分析を行った。さらに1986年まで中嶋悟が鈴鹿サーキットなどでウィリアムズシャシーを使ったエンジンテストを行いつつ、ヨーロッパでもホンダエンジンを搭載したラルトでF2に参戦した。その後中嶋悟は1987年にロータス（この年からエンジンを供給）から日本人初のフル参戦を果たした。なお、ホンダは中嶋の個人スポンサーでもあった。
また第2期F1活動中の1980年代後半には、1986年と1987年にはコンストラクターズ・タイトル、1987年にはネルソン・ピケのドライバーズ・タイトルを獲得した上に、1988年にホンダエンジンを搭載したマクラーレンが16戦中15勝し、アイルトン・セナがドライバーズ・タイトルを獲得した。さらに1989年にはマクラーレンのアラン・プロストが、1990年にはセナが再びチャンピオンに輝くなど、その当時ホンダのエンジンが最も高性能であり、コンストラクターは6年連続、ドライバーは5年連続でホンダエンジン搭載車が獲得したことから、「ホンダエンジンなくしては総合優勝を狙えない」とまで言われた。また、ホンダの活躍と中嶋の参戦、フジテレビジョンによる全戦中継が後押しした1980年代後半から1990年代前半にかけての日本国内のF1ブームでは、当時人気を博したセナと蜜月関係を結び、「F1のホンダ」として大いに知名度を高めた。　
1991年には、中嶋が所属するティレルチームに対し、前年マクラーレンが使用したV型10気筒エンジンをベースとしたRA101Eを供給した。しかし、これは前年のコスワースDFRに比べて、重く大きくなったことからマシンバランスを崩すことになり、エンジンパワーの増加による駆動系の信頼性の問題と相まって、ステファノ・モデナのモナコGPでの予選2位、カナダGPでの決勝2位という散発的な好リザルトは得るも、シーズン通しての好成績には結びつかなかった。
同1991年にマクラーレン・MP4/6には、V型12気筒エンジンRA121Eが搭載された。そしてブラジルGPにおいてアイルトン・セナがドライブするマシンは深刻なギアボックス・トラブルを抱えていた。4速を失ったのを始め、続いて3速・5速を失った。レース終盤にはついに6速のみで走行せざるを得なかったが、セナは母国初優勝を果たした。このことは彼の秀逸なドライビングテクニックのみならず、ホンダエンジンの高い適応性を示した。
その後、ウィリアムズが優れた空力性能に加えてアクティブサスペンションなどハイテク装備で他チームを圧倒したことや、本田技研工業の世界各国での新車販売不振などにより、第2期F1活動は1992年に終了。この間ウィリアムズやマクラーレンなど多くのチームにエンジンを供給していたホンダは、1983年から1992年までの間だけで通算69勝をあげ、F1史上空前の強力なエンジンサプライヤーとして君臨した。F1撤退後の1993年には、かつてライバルだったフェラーリへ技術供与を行っていた。

### 無限ブランドとしての参戦
1992年には無限（現・M-TEC）が1991年にティレルに供給されたRA101Eをベースに独自に開発した無限MF351Hで、F1への参戦を開始するなど、ホンダの撤退後もホンダの技術を元にしたエンジンはF1に参戦し続けた。
1996年にはモナコGPにてオリビエ・パニス（リジェ）が無限ブランドとしてのF1初勝利をあげ、この勝利を皮切りとして1998年ベルギーGPではジョーダンのデイモン・ヒルが優勝、チームメイトのラルフ・シューマッハが2位という、無限ブランドとして初（ジョーダンにとっても初）のワン・ツーフィニッシュを飾る。
1999年にはハインツ＝ハラルド・フレンツェンがフランスGP、イタリアGPにてそれぞれ優勝を飾った。なお、フレンツェンのF1生涯における3回の優勝のうち、2回が無限エンジンでの勝利であった。
2000年もシーズン終了までジョーダンにエンジン供給がなされる予定であったが、この年からホンダブランドでB・A・Rのために開発したエンジンを投入したことに伴い、シーズン途中からジョーダンにもホンダエンジンとしてのブランドのエンジンが供給されることが決定したため、2000年度をもってこのブランドでの参戦に幕を閉じた。
1992年から2000年にかけての無限ブランドのF1における戦績は、通算4勝、ポールポジション1回、獲得総ポイント182ポイントであった。

### 非公式のシャシー開発

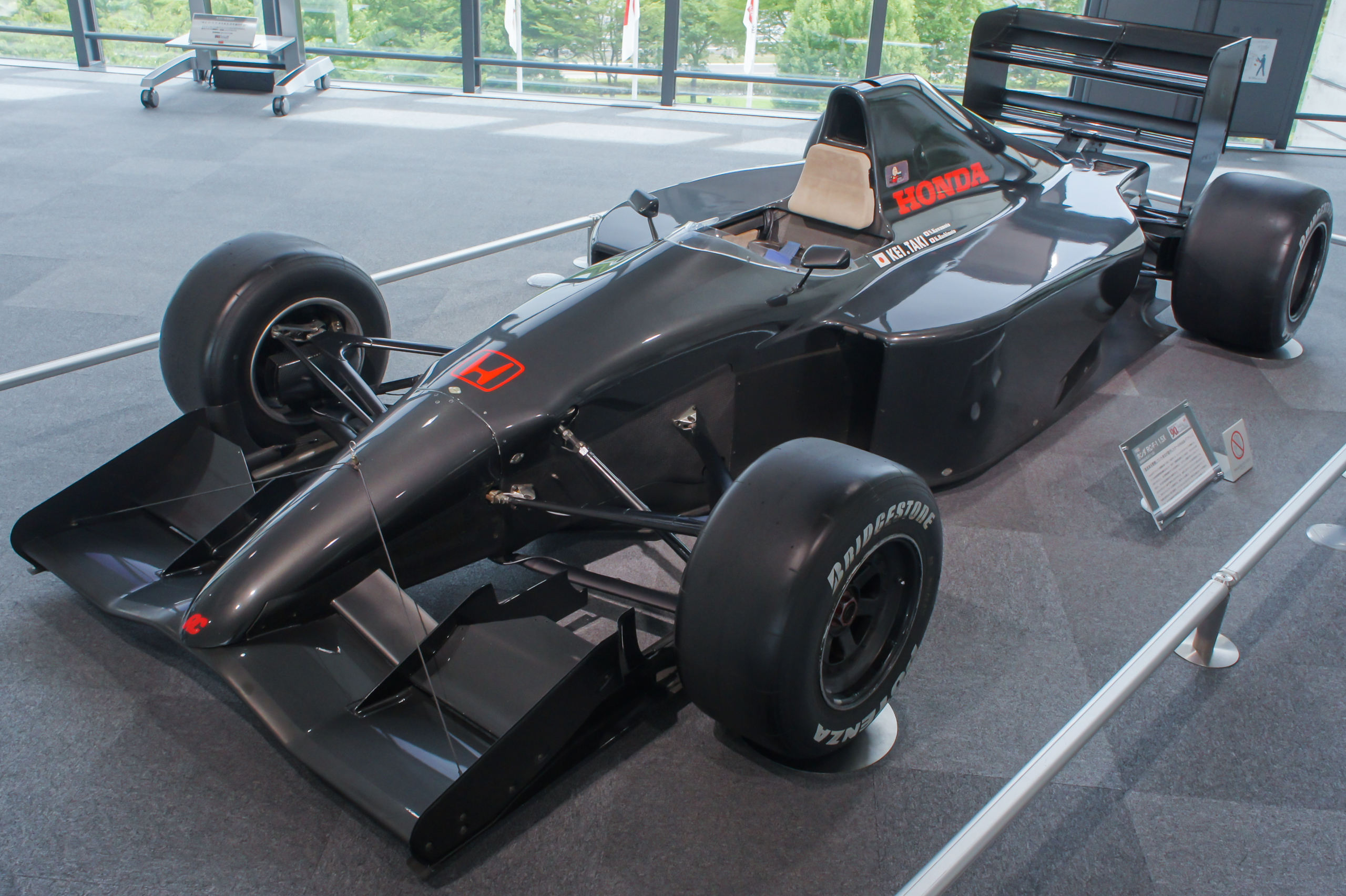
RC-F1 1.5X（ホンダコレクションホール所蔵）

第2期活動の終盤、「エンジンだけでなく車体も造ってみたい」という社内有志の希望により、水面下でリサーチカーの試作が行われた。1991年末にはV12エンジンを搭載するRC-F1 1.0X（現在ホンダ学園所蔵）、1992年にはモノコックを新造したRC-F1 1.5Xがテスト走行を行った。さらに、F1活動休止中の1996年にも、ステップドボトム仕様のRC-F1 2.0X（無限ホンダV10搭載）が製作された。1.5Xと2.0Xは黒一色のボディカラーから通称「カラス」と呼ばれた。
RC-F1プロジェクトをベースとした独自チームによるF1参戦の動きも研究所内で進められており、実戦ドライバーに飯田章を起用することも内定。1996年に飯田は国際F3000選手権にフル参戦するが、この参戦はホンダのバックアップを受けたプロジェクトの一部だった。しかしこの動きは最終的に消滅し、飯田も欧州での活動を止め帰国することとなった。

## 第3期

### フルワークスでの復帰宣言と断念

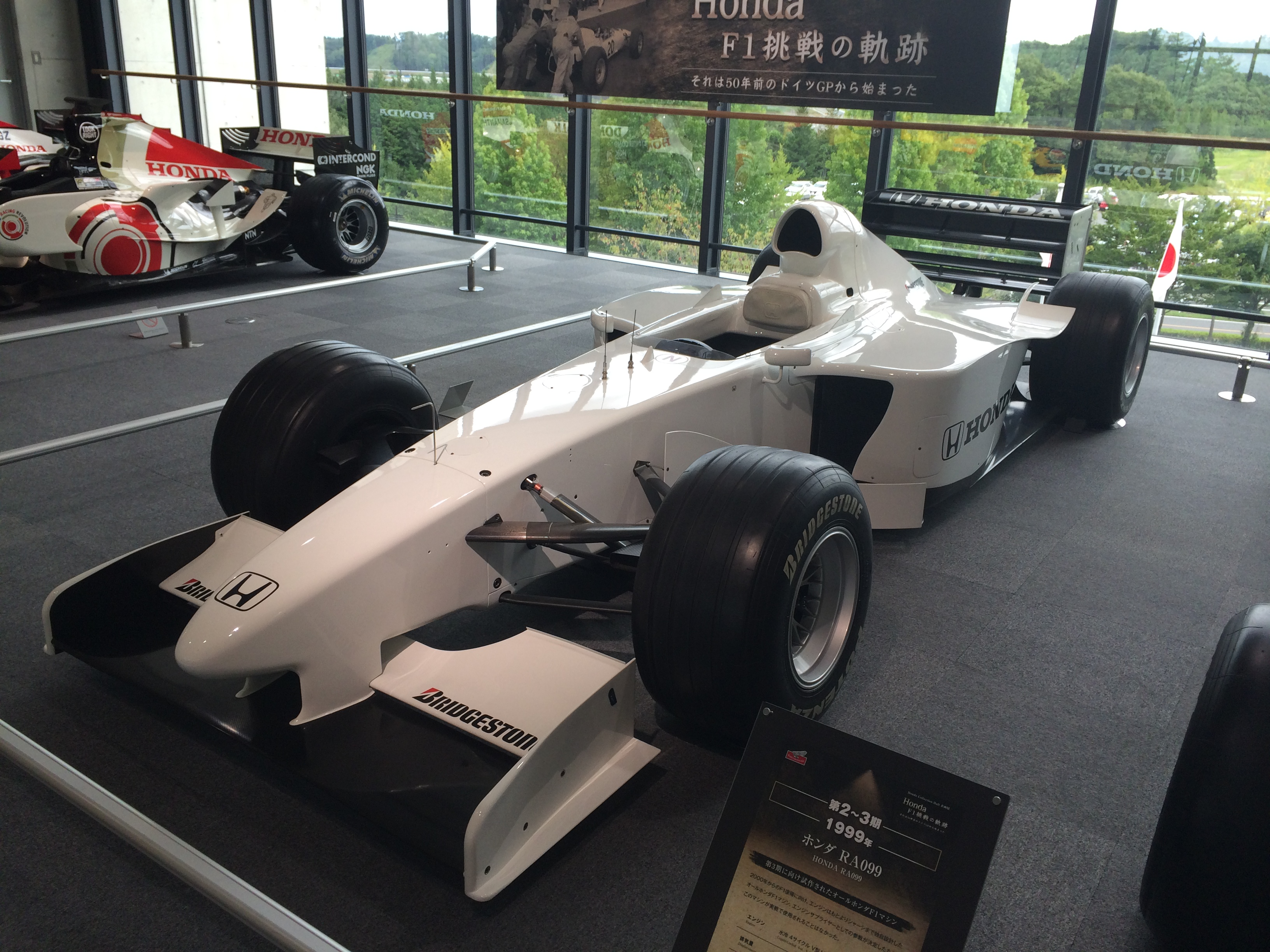
RA099（ホンダコレクションホール所蔵）

1998年には当時本田技研工業の社長だった川本信彦の口から「シャシー製造を含めたフルワークスによるF1参戦」が明言された。その後、イギリスにホンダ・レーシング・ディベロップメント (HRD) を設立し参戦準備を進め、デザインを日本で行いイタリアのダラーラがシャーシRA099の製作を担当して、1999年にテストドライバーにヨス・フェルスタッペンを起用してサーキット走行を行うところまで準備が進んだ。しかし、当時テクニカルディレクターを務めていたハーベイ・ポスルスウェイトがバルセロナでのテスト中に急死したこと、またホンダ社内に根強く残る慎重論などを背景に、結局ホンダはフルワークスによる参戦を断念した。

### エンジンサプライヤーとしての復帰
2000年に、B・A・Rへエンジン供給と車体の共同開発を行うという形でF1に復帰した。2000年シーズンはすでにB・A・Rによってマシンが製作されていたため、本格的な車体の共同開発は2001年以降となる。

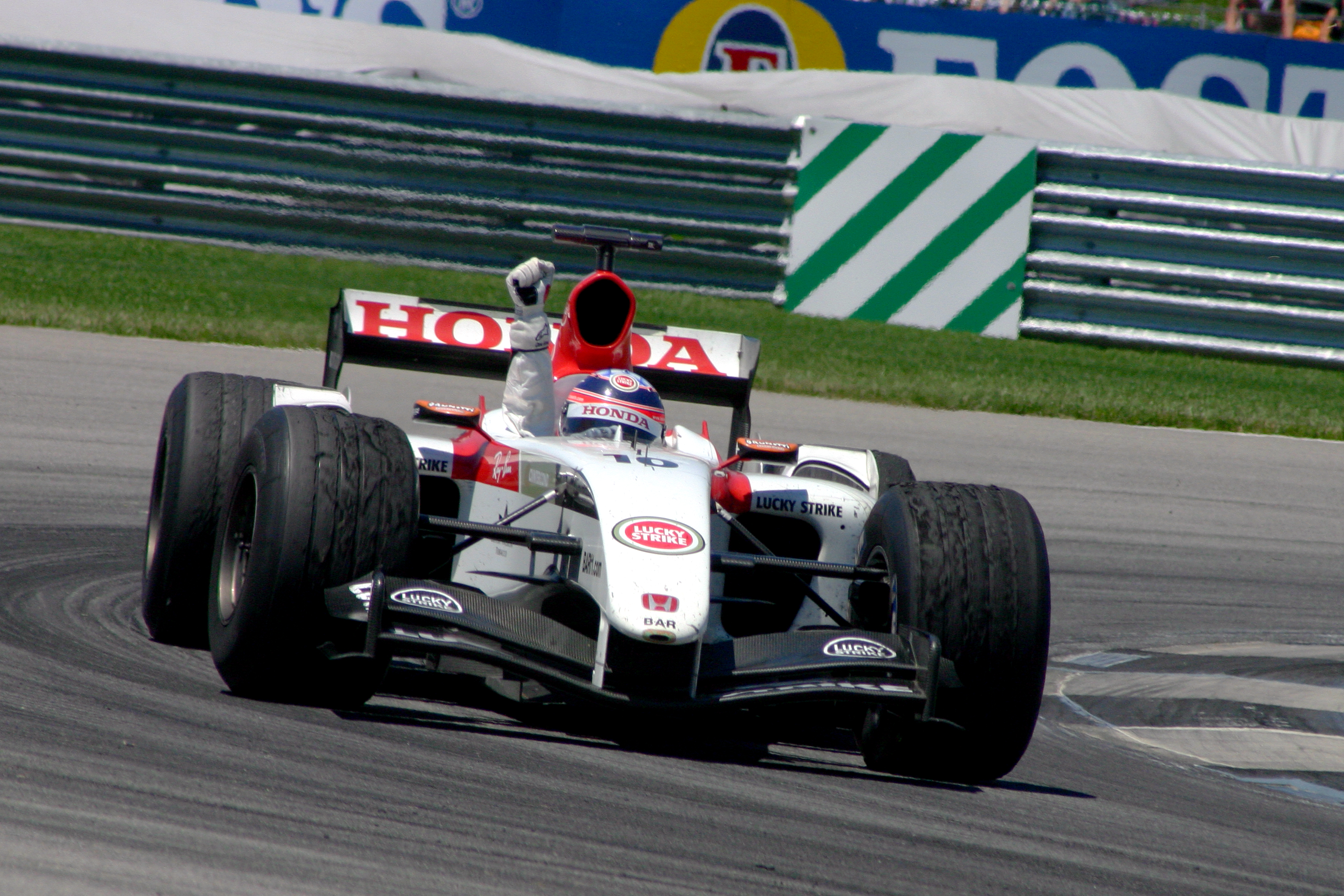
2004年アメリカGPで3位を獲得した佐藤琢磨

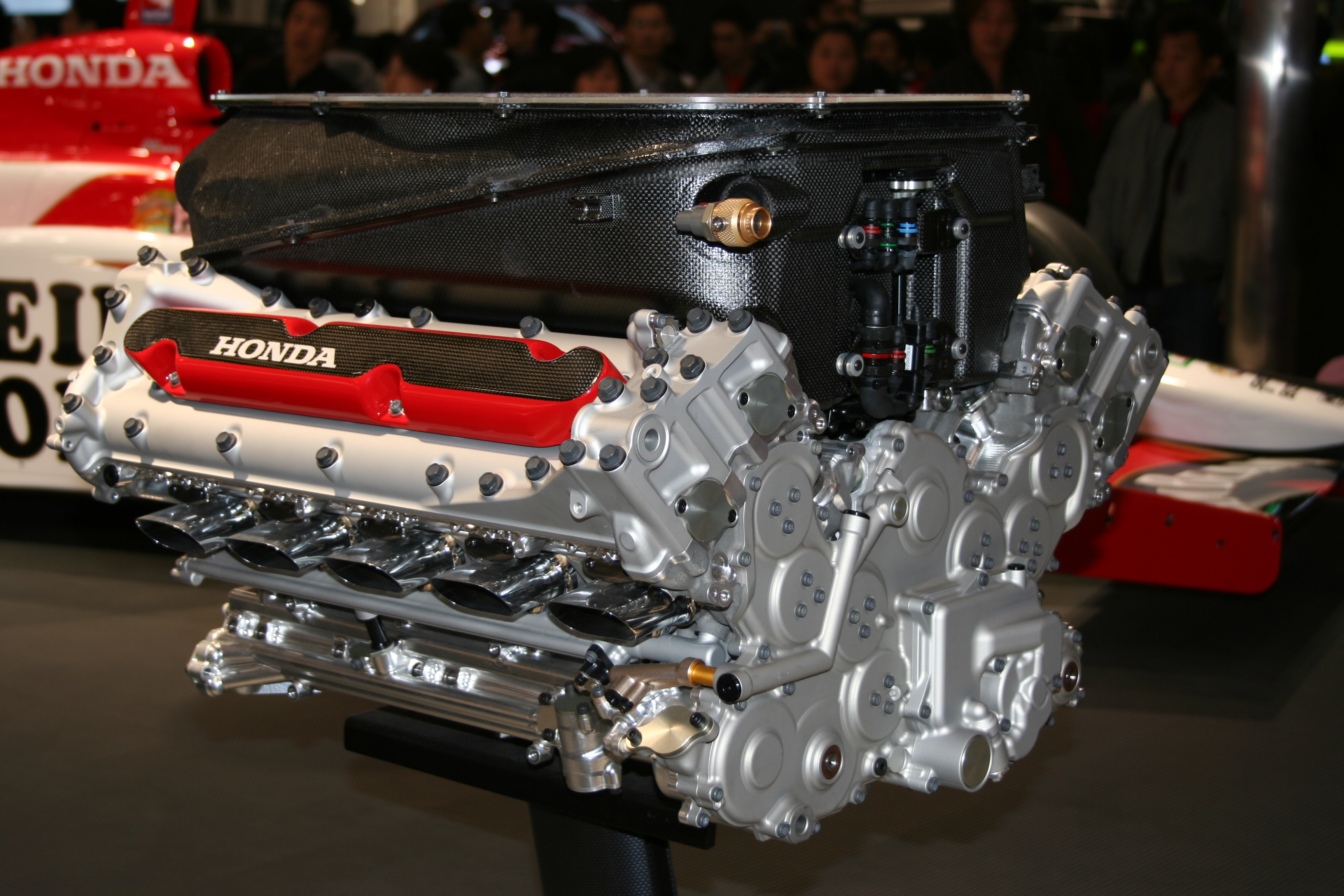
B・A・R 007に搭載されたRA005E

エンジン供給にとどまらず、2002年からはホンダ独自のギアボックスの開発が行われた。当初はギヤなどの内部部品とマグネシウムケーシングの研究が行われた。マグネシウムケーシングに関しては2002年のB・A・R 004で採用されたが、B・A・Rがカーボンファイバーケーシングの採用を決定したことから開発はそちらに移行した。内部部品のほうに関しては開発が継続され、2004年から実戦投入された。2005年には、変速時のパワーロスを無くすシームレスシフト（クイックシフト）を実戦投入した。2006年以降他チームにも急速に広まっていった。
2001年と2002年にはジョーダンにもエンジン供給を行った。
2000年から始まった第3期では、第2期と異なりなかなか良い結果を残せずにいた。しかし、2004年シーズンは好成績を収めた。タイヤをブリヂストンからミシュランに変更したが、その変更にうまく対応できたB・A・R 006で11回表彰台に上り、コンストラクターズランキング2位へと躍進した。しかし、念願の第3期初優勝には手が届かなかった。同年末にはチームの株式45%を取得し、共同経営に乗り出した。
2005年シーズンは、開幕当初レギュレーション変更に伴う影響をマシン設計に十分反映できていなかったことから出遅れ、ようやく、第4戦サンマリノGPで3、5位でフィニッシュし復活の兆しを見せたと思われるや、レース後の車検で重量違反が発覚し、その後の裁定でサンマリノGPのリザルト取り消しおよびその後2戦（スペインGP、モナコGP）の出場停止となってしまった。しかし、その後巻き返しを見せて、第8戦カナダGPでポールポジションを獲得、第12戦ドイツGP、第16戦ベルギーGPではジェンソン・バトンが表彰台を獲得したが、コンストラクターズランキングは6位に終わった。

### フルコンストラクターとしての参戦再開

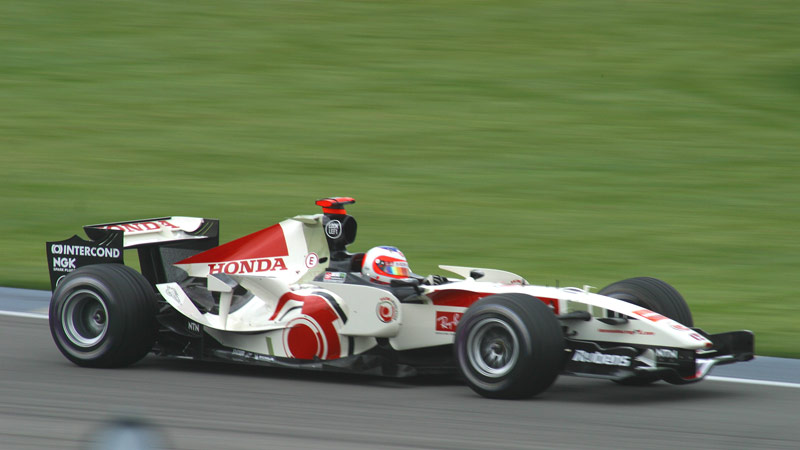
RA106（2006年アメリカGPにて）

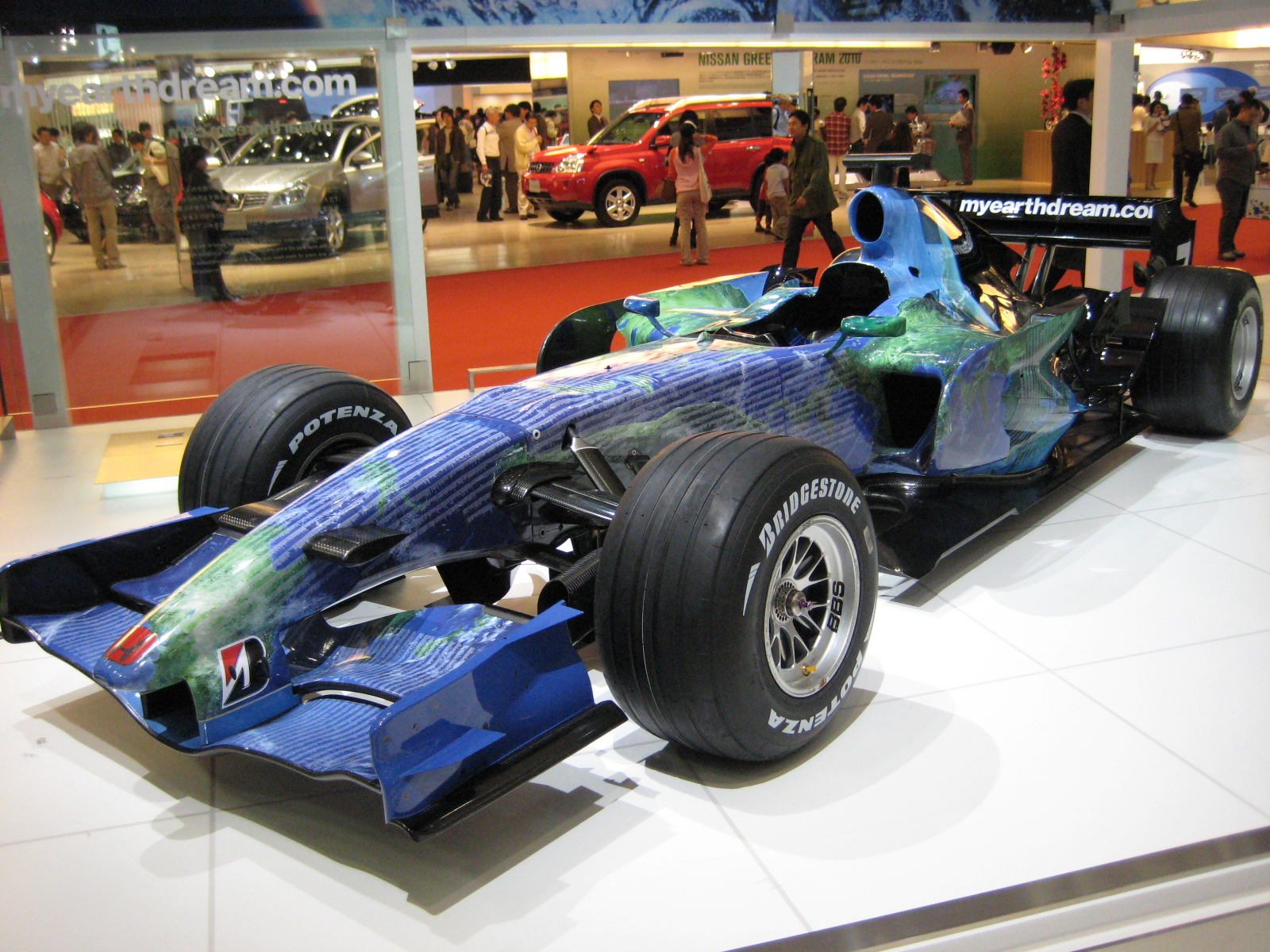
展示されるRA107（2007年東京モーターショーにて）

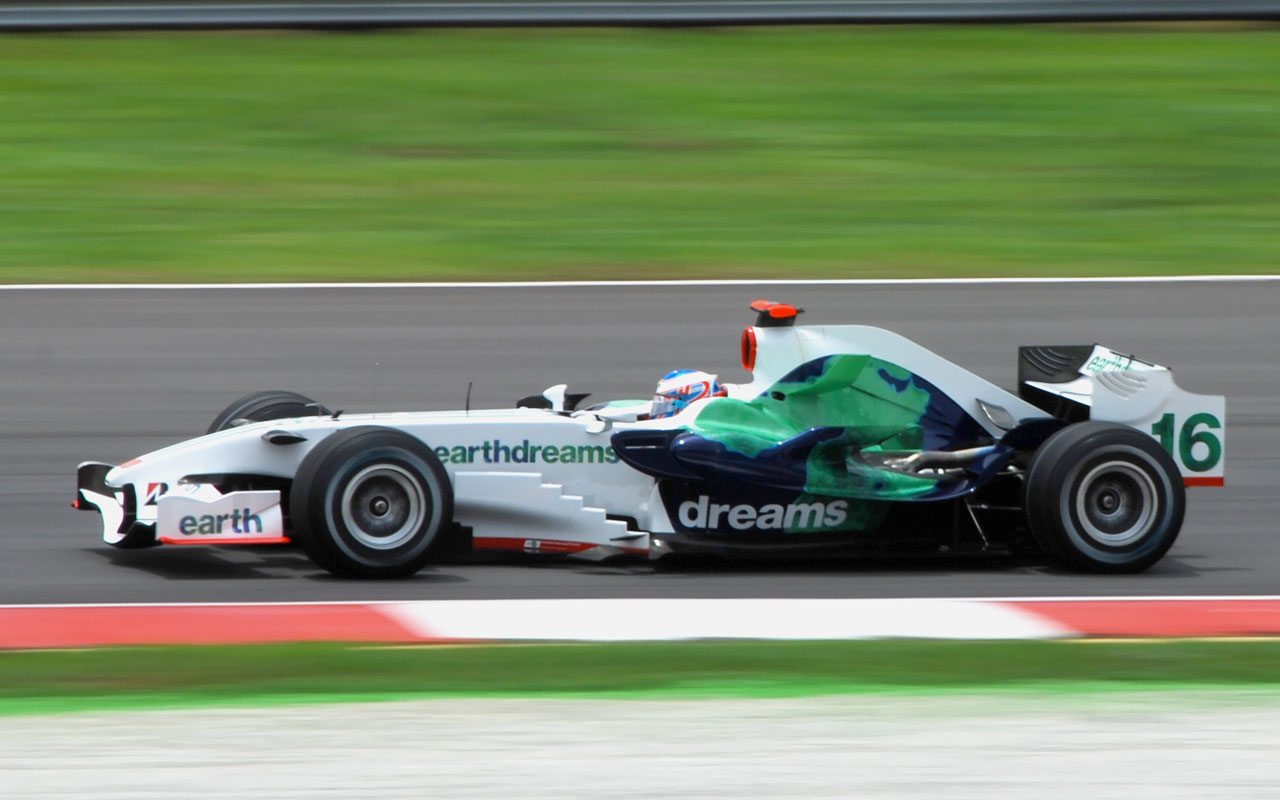
RA108（2008年マレーシアGPにて）

2006年
2007年よりタバコ広告が全グランプリで禁止されることにともない、B・A・Rのメインスポンサーであるブリティッシュ・アメリカン・タバコ (BAT) が2006年限りで撤退することが決まっていた。そこで、ホンダはBATが保有する残り株式を取得し、38年ぶりに「純ホンダ」のワークスチームとして参戦することを決めた。
ドライバーはB・A・R時代からのエースであるバトンと、フェラーリから移籍のルーベンス・バリチェロ、サードドライバーにはアンソニー・デビットソンというラインアップ。また鈴木亜久里が新たに立ち上げたスーパーアグリにエンジンを供給し、ギアボックス等の開発にあたって技術支援も行った。
前半戦は成績不振が続き、B・A・R時代から技術部門を率いてきたジェフ・ウィリスに替えて、中本修平をシニア・エンジニアリング・ディレクターに任命した。第13戦ハンガリーGPでジェンソン・バトンが14位スタートながら波乱のレースを制して、優勝し第3期参戦としての初勝利を果たした。オールホンダとしては39年ぶりの優勝。後半戦はコンスタントにポイントを獲得して、コンストラクターズランキング4位で終了した。
2007年
2007年はバトン、バリチェロ共に残留、サードドライバーにスーパーアグリのレギュラーシートを獲得したデビッドソンに代わって前年レッドブルのレギュラードライバーだったクリスチャン・クリエンを迎えた。
ホンダは2007年に使用するマシンRA107のカラーとしてスポンサーロゴを使用せずに、宇宙から映し出される地球をイメージし、環境問題をテーマとしたカラーリングを発表した。ただしレギュレーションによって定められているノーズのマニュファクチャラーロゴと供給タイヤメーカーロゴはプリントされている。
このマシンを構成するカラーのピクセルをウェブ上で誰でも購入できるチャリティを展開した。イギリスGPからは、マシン上にピクセル購入した人の名前が小さな白文字で書かれた（環境問題に賛同すれば、寄付金は必ずしも必要でない）。リアウイングには「myearthdream.com」とチャリティサイトのアドレスが示された。
ホンダのエンジニアが初めて指揮を執って「低中速域でのダウンフォース向上」を目標にマシン開発を行なったが、シーズンオフのテスト段階からマシンの戦闘力の低さを露呈し、開幕後第7戦までノーポイントと成績が伸びず、事実上のBチームであるスーパーアグリにも遅れを取りチーム史上最悪の低迷期であった。第8戦フランスグランプリにおいてバトンがようやく初ポイント（8位・1pt）を記録したが、結局獲得ポイントは6点に終わった。コンストラクターズランキングは8位。
これらをふまえ、各分野での人材補強を着々と進めるため、ベネトンやフェラーリでミハエル・シューマッハの走りを支え、同年は休養していたロス・ブラウンをチーム代表に迎えることになった。
2008年
2008年もバトン、バリチェロ共に残留、リザーブドライバー兼テストドライバーに去年までウィリアムズをドライブしたアレクサンダー・ヴルツを迎えた。新代表に就任したロス・ブラウンは「3年計画」というものでの活動を発表した。なお、バリチェロとは、2005年のフェラーリ以来の同僚となった。
昨年の「my earth dream」を継続した形の「earth dreams」コンセプトを発表。昨年とは異なる物の地球環境をテーマとしたカラーリングを用い、地球環境問題の意識向上を謳っている。
2008年度のマシンRA108も、開幕前から戦闘力不足が囁かれていた。予選ではなかなかQ3に進むことができず、決勝でも入賞圏外から離れた位置でフィニッシュすることがたびたびであった。第9戦イギリスGPでは大混乱の雨の中タイヤ戦略が的中し、ルーベンス・バリチェロが3位入賞。自身3年ぶり、チームにとっても2年ぶりのポディウムとなった。しかし、その後一度も入賞できず、コンストラクターズランキング9位でシーズンを終えた。
また、5月27日に、ブラックレーのファクトリーがF1チームとして初のISO14001を取得した。
サーキット以外でもF1マシンが登場した。メイクウィッシュ・ジャパンの依頼により静岡市葵区の静岡県立こども病院に入院中の白血病の男の子の夢を叶えるために病院の中庭へF1マシンを持ち込み、その男の子は病室からストレッチャーに乗って移動、感動と感謝でF1マシンを眺めたという。

### 撤退とチーム売却
2008年シーズン終了後、チームは2009年から搭載が可能になる運動エネルギー回生システム (KERS) のテストを進め、来期のドライバーにはバリチェロに代わり、セナの甥であるブルーノ・セナかルーカス・ディ・グラッシを起用すると噂された。
しかし、2008年12月5日、ホンダ社長の福井威夫が緊急記者会見を行い、2009年以降F1世界選手権シリーズから撤退する方針を発表した。撤退の理由として、サブプライムローン問題に端を発した金融危機による業績の悪化に伴って、レーシングチームの維持費負担がホンダの経営を圧迫する恐れがあるため、経営資源の効率的な再配分が必要であることが挙げられた。なお、今回の記者会見では「2008年の成績や今後のレギュレーション変更が（撤退の）理由ではない」ことを明言している。「休止」ではなく「撤退」という表現を使用したことについては、「自動車産業の新しい時代に対処するというメッセージが入っている」と説明した。
ホンダはチームを解散せず、新オーナーへの売却によりF1参戦を継続することを目指しており、2009年1月12日にFIAが公表した2009年シーズンのエントリーリストには依然名前が残されていた。3月6日、チーム代表であったロス・ブラウンに全株式を売却したことが発表され、新チーム名は「ブラウンGP F1チーム」となった。売却額が1ポンド（147円）と報道されたように無償譲渡も同然であった。

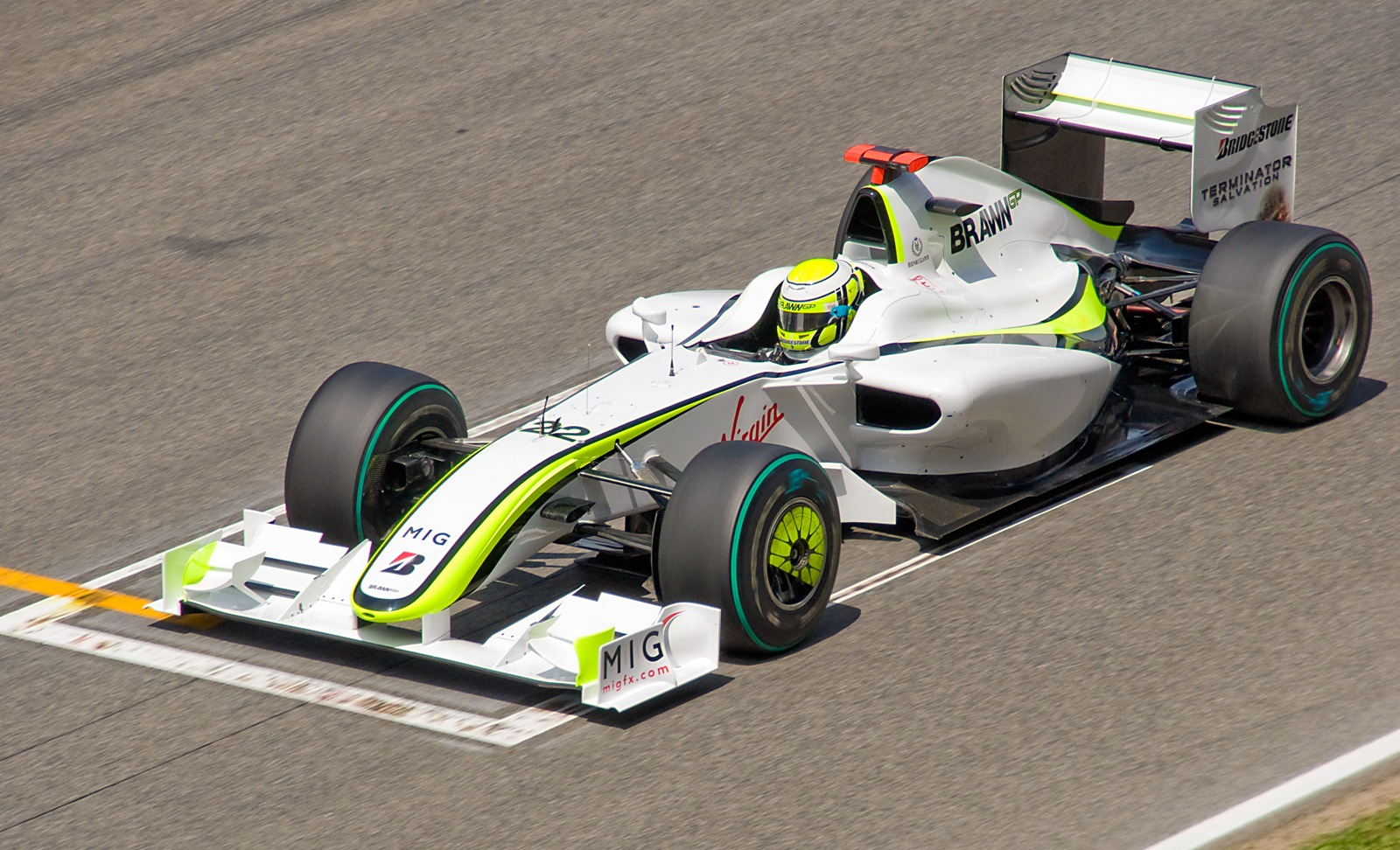
ブラウン・BGP001として参戦したRA109

ホンダのチーム資産とRA109（改めブラウン・BGP001）を引き継いだブラウンGPは、2009年開幕戦で初出場、初優勝を遂げるなどし、最終的にはダブル・タイトルを獲得した、翌年からはチーム売却でメルセデスチームとして活動している。
なお、F1への投資額に関して、2007年はホンダが全F1参戦チームで最もコストが高かったという。また、デイリーテレグラフによれば、ロス・ブラウン獲得とその後の「2009年向け開発」を重視しての先行開発費用がさらに増えることから、2008年も最も高いコストをかけたチームとなる模様だと伝えられてきた。他にもBBCが報じた2005-2009年のメーカー別F1投資額では、撤退し参戦していない2009年を除き全ての年で最高額を投じている。
さらに「Pitpass」の報じた1950-2009年のF1の全歴史で投じた額でも、ホンダは17億2000万ポンドでトップとなっている（2位はメルセデスの14億7000万ポンド、フェラーリは8億9100万ポンド）。
撤退後の2009年、当時のホンダ社長である伊東孝紳は「経済的に回復してもF1に復帰することはない」と述べた。しかし、2014年からF1のエンジン規定が見直されることから、ホンダがF1に復帰するのではないかとの憶測が流れた。2013年2月の記者会見で、伊東は「F1のレギュレーションも変わりつつあり、一方で我々の事業も安定してきている」「今は一生懸命勉強している最中です」とコメントした。
なお、F1エンジンの開発を担当していた一部エンジニアは、2006年から2008年までF1プロジェクトの技術担当だった中本修平によってHRCへと招聘され、ロードレース世界選手権に参戦しているRC212Vのエンジン及び電子制御システム開発を担当している。また撤退発表後も、ホンダの栃木研究所においてシャシー開発が引き続き行われていたことが、2012年に明らかになっている（詳細はブラウン・BGP001#幻のRA109を参照）。

### ホンダF1 第3期 関連人物 在任時期 等
| |                                                                             |                                                                             | | | | | | | | | | | | | | | Mclaren logo2711 · Mini Free Logo McLaren                                                                     | |                                      |                                      |
| ↓ 1997.11 Tyrrell売却決定 | ↓ 1997.11 Tyrrell売却決定                                                   | ホンダF1 F1                                                                 | ホンダF1 F1                                                                                                   | ホンダF1 F1                                                                                                   | ホンダF1 F1                                                                                                   | ホンダF1 F1                                                                                                   | ホンダF1 F1                                                                                                   | ホンダF1 F1                                                                                                   | ホンダF1 F1                                                                                                   | ホンダF1 F1                                                                                                   | | | | | | | F1 | F1 | F1                                   | F1                                   |
| Tyrrell 027 取込企画 | Tyrrell 027 取込企画                                                        | 第3期-1 (BAT, BAR)                                                          | 第3期-1 (BAT, BAR)                                                                                            | 第3期-1 (BAT, BAR)                                                                                            | 第3期-2 (BAR, BAR-H)                                                                                          | 第3期-2 (BAR, BAR-H)                                                                                          | 第3期-2 (BAR, BAR-H)                                                                                          | 第3期-2 (BAR, BAR-H)                                                                                          | 第3期-3 (HRF1)                                                                                                | 第3期-3 (HRF1)                                                                                                | 第3期-3 (HRF1)                                                                                                | 車体使用年による区分                                                                                          | 車体使用年による区分                                                                                          | 車体使用年による区分                                                                                          | 第4期 | 第4期 | 第4期 | 第4期 | 第4期                                | 第4期                                |
| \| (1998.05.08 - 2016.07.05) \| \| \| \| HONDA RACING DIVELOPMENT Ltd. (略称:HRD, Honda Racing, ホンダレーシング) \|                                     |                                                                             |                                                                             | | | | | | | | | | | | | | | | |                                      |                                      |
| Tyrrell | British American Racing                                                     | British American Racing                                                     | BAR | BAR | BAR | BAR-H | BAR-H | HRF1 | HRF1 | HRF1 | Brawn | Mercedes | Mercedes | Mercedes | Mercedes | Mercedes | Mercedes | Mercedes | Mercedes                             | Mercedes                             |
| Tyrrell | 15%(Reynard) +35%(Mt.Eagle) +50%(BAT) 15%(Reynard) +30%(Mt.Eagle) +55%(BAT) | 15%(Reynard) +35%(Mt.Eagle) +50%(BAT) 15%(Reynard) +30%(Mt.Eagle) +55%(BAT) | 15%(Reynard) +35%(Mt.Eagle) +50%(BAT) 15%(Reynard) +30%(Mt.Eagle) +55%(BAT)                                   | 15%(Reynard) +35%(Mt.Eagle) +50%(BAT) 15%(Reynard) +30%(Mt.Eagle) +55%(BAT)                                   | 0→30% 鈴鹿直前                                                                                                | 30% | 45% | 100% | 100% | 100% | 100% | 延べ払いで順次シェアを減らす                                                                                  | 延べ払いで順次シェアを減らす                                                                                  | 延べ払いで順次シェアを減らす                                                                                  | 延べ払いで順次シェアを減らす                                                                                  | 延べ払いで順次シェアを減らす                                                                                  | 延べ払いで順次シェアを減らす                                                                                  | |                                      |                                      |
| Tyrrell | 15%(Reynard) +35%(Mt.Eagle) +50%(BAT) 15%(Reynard) +30%(Mt.Eagle) +55%(BAT) | 15%(Reynard) +35%(Mt.Eagle) +50%(BAT) 15%(Reynard) +30%(Mt.Eagle) +55%(BAT) | 15%(Reynard) +35%(Mt.Eagle) +50%(BAT) 15%(Reynard) +30%(Mt.Eagle) +55%(BAT)                                   | 15%(Reynard) +35%(Mt.Eagle) +50%(BAT) 15%(Reynard) +30%(Mt.Eagle) +55%(BAT)                                   | 0→30% 鈴鹿直前                                                                                                | British American Racing Holdings Ltd                                                                          | | | | | | | | | | | | |                                      |                                      |
| 1998 | 1999                                                                        | 2000                                                                        | 2001 | 2002 | 2003 | 2004 | 2005 | 2006 | 2007 | 2008 | 2009 | 2010 | 2011 | 2012 | 2013 | 2014 | 2015 | 2016 | 2017                                 | 年                                   |
| 027= | RA099                                                                       |                                                                             | | | | 琢磨, バトン                                                                                                  | 琢磨, バトン                                                                                                  | RA106 | RA107 | RA108 | RA109 | | | | | | | |                                      |                                      |
| 026 | 01                                                                          | 002                                                                         | 003 | 004 | 005 | 006 | 007 | 008 | SA07 | SA08A | BGP001 | W01 | W02 | W03 | W04 | W05 | W06 | W07 |                                      |                                      |
| |                                                                             |                                                                             | | | | | | | マーク・エリス                                                                                                | マーク・エリス                                                                                                | 地所, 工場施設, 風洞の実際の所有者                                                                            | 地所, 工場施設, 風洞の実際の所有者                                                                            | 地所, 工場施設, 風洞の実際の所有者                                                                            | 地所, 工場施設, 風洞の実際の所有者                                                                            | 地所, 工場施設, 風洞の実際の所有者                                                                            | 地所, 工場施設, 風洞の実際の所有者                                                                            | 地所, 工場施設, 風洞の実際の所有者                                                                            | 地所, 工場施設, 風洞の実際の所有者                                                                            | 地所, 工場施設, 風洞の実際の所有者   | 地所, 工場施設, 風洞の実際の所有者   |
| |                                                                             |                                                                             | | | | | | | | | | | | | | | | |                                      |                                      |
| |                                                                             |                                                                             | | | | | Gil | de Ferran (スポーティングディレクタ)                                                                          | de Ferran (スポーティングディレクタ)                                                                          | de Ferran (スポーティングディレクタ)                                                                          | de Ferran (スポーティングディレクタ)                                                                          | de Ferran (スポーティングディレクタ)                                                                          | de Ferran (スポーティングディレクタ)                                                                          | de Ferran (スポーティングディレクタ)                                                                          | de Ferran (スポーティングディレクタ)                                                                          | de Ferran (スポーティングディレクタ)                                                                          | de Ferran (スポーティングディレクタ)                                                                          | de Ferran (スポーティングディレクタ)                                                                          | de Ferran (スポーティングディレクタ) | de Ferran (スポーティングディレクタ) |
| |                                                                             |                                                                             | | | | | | ロン・メドーズ (スポーティングディレクタ)                                                                     | | | | | | | | | | |                                      |                                      |
| |                                                                             |                                                                             | | | | | | | | | | | | | | | | |                                      |                                      |
| B3 TWR Ferrari | B3 TWR Ferrari                                                              | B3 TWR Ferrari                                                              | B3 TWR Ferrari                                                                                                | B3 TWR Ferrari                                                                                                | B3 TWR Ferrari                                                                                                | B3 TWR Ferrari                                                                                                | B3 TWR Ferrari                                                                                                | B3 TWR Ferrari                                                                                                | gardening | ロス・ブラウン (代表)                                                                                         | ロス・ブラウン (代表)                                                                                         | ロス・ブラウン (代表)                                                                                         | ロス・ブラウン (代表)                                                                                         | ロス・ブラウン (代表)                                                                                         | ロス・ブラウン (代表)                                                                                         | 2017.01- FOM                                                                                                  | 2017.01- FOM                                                                                                  | 2017.01- FOM                                                                                                  |                                      |                                      |
| |                                                                             |                                                                             | | | | | | | | | | | | | | | | |                                      |                                      |
| エイドリアン レイナード (TD) | エイドリアン レイナード (TD)                                                | マルコム オーストラー (TD)                                                  | マルコム オーストラー (TD)                                                                                    | ジェフ・ウィリス (TD)                                                                                         | ジェフ・ウィリス (TD)                                                                                         | ジェフ・ウィリス (TD)                                                                                         | ジェフ・ウィリス (TD)                                                                                         | 中本修平 (TD)                                                                                                 | 中本修平 (TD)                                                                                                 | (→副MD) | ロス ブラウン (TD)                                                                                            | ロス ブラウン (TD)                                                                                            | ロス ブラウン (TD)                                                                                            | Bob Bell | Bob Bell | Bob Bell | Paddy Lowe | Paddy Lowe | Technical Dir                        | Technical Dir                        |
| エイドリアン レイナード (TD) | エイドリアン レイナード (TD)                                                | マルコム オーストラー (TD)                                                  | マルコム オーストラー (TD)                                                                                    | ジェフ・ウィリス (TD)                                                                                         | ジェフ・ウィリス (TD)                                                                                         | ジェフ・ウィリス (TD)                                                                                         | ジェフ・ウィリス (TD)                                                                                         | | ヨルグ・ザンダー (Deputy TD)                                                                                  | ヨルグ・ザンダー (Deputy TD)                                                                                  | ヨルグ・ザンダー (Deputy TD)                                                                                  | | | | ジェフ・ウィリス                                                                                              | ジェフ・ウィリス                                                                                              | ジェフ・ウィリス                                                                                              | ジェフ・ウィリス                                                                                              | Technology Dir                       | Technology Dir                       |
| マルコム・オーストラー | マルコム・オーストラー                                                      | アンドリュー・グリーン                                                      | アンドリュー・グリーン                                                                                        | | | ケビン・テイラー                                                                                              | ケビン・テイラー                                                                                              | ケビン・テイラー                                                                                              | ケビン・テイラー                                                                                              | ケビン・テイラー                                                                                              | P.Arnaboldi                                                                                                   | | | | | | | | Chief Designer                       | Chief Designer                       |
| |                                                                             |                                                                             | | | | | | | | | | | | | | | | |                                      |                                      |
| |                                                                             |                                                                             | | | quick shift gearbox ヨルグ・ザンダー → Deputy TD (2007-2009)                                                  | | | | | | | | | | | | | |                                      |                                      |
| TWR Arrows (composites gearbox) | TWR Arrows (composites gearbox)                                             | TWR Arrows (composites gearbox)                                             | TWR Arrows (composites gearbox)                                                                               | quick shift gearbox ケビン・テイラー → Chief Designer (2005-8)                                                | quick shift gearbox ケビン・テイラー → Chief Designer (2005-8)                                                | quick shift gearbox ケビン・テイラー → Chief Designer (2005-8)                                                | quick shift gearbox ケビン・テイラー → Chief Designer (2005-8)                                                | quick shift gearbox ケビン・テイラー → Chief Designer (2005-8)                                                | quick shift gearbox ケビン・テイラー → Chief Designer (2005-8)                                                | quick shift gearbox ケビン・テイラー → Chief Designer (2005-8)                                                | Toyota | Mercedes | Mercedes | Mercedes | Mercedes | Mercedes | Mercedes | Mercedes |                                      |                                      |
| |                                                                             |                                                                             | | | | | | | | | フィル・アルナボルディ (Project Leader)                                                                       | フィル・アルナボルディ (Project Leader)                                                                       | フィル・アルナボルディ (Project Leader)                                                                       | フィル・アルナボルディ (Project Leader)                                                                       | フィル・アルナボルディ (Project Leader)                                                                       | フィル・アルナボルディ (Project Leader)                                                                       | | | Bicester                             | Bicester                             |
| |                                                                             |                                                                             | | | | | | | | | アンディ・ル・フレミング                                                                                      | | | | | | | | Bicester                             | Bicester                             |
| Advanced Composites | Advanced Composites                                                         | ゲイリー・サベージ (Advanced Composites)                                    | ゲイリー・サベージ (Advanced Composites)                                                                      | ゲイリー・サベージ (Advanced Composites)                                                                      | ゲイリー・サベージ (Advanced Composites)                                                                      | ゲイリー・サベージ (Advanced Composites)                                                                      | ゲイリー・サベージ (Advanced Composites)                                                                      | ゲイリー・サベージ (Advanced Composites)                                                                      | ゲイリー・サベージ (Advanced Composites)                                                                      | ゲイリー・サベージ (Advanced Composites)                                                                      | ゲイリー・サベージ (Advanced Composites)                                                                      | ゲイリー・サベージ (Advanced Composites)                                                                      | ゲイリー・サベージ (Advanced Composites)                                                                      | ゲイリー・サベージ (Advanced Composites)                                                                      | ゲイリー・サベージ (Advanced Composites)                                                                      | ゲイリー・サベージ (Advanced Composites)                                                                      | ゲイリー・サベージ (Advanced Composites)                                                                      | ゲイリー・サベージ (Advanced Composites)                                                                      |                                      |                                      |
| |                                                                             |                                                                             | | | | | | | | | | | | | | | | |                                      |                                      |
| |                                                                             |                                                                             | | | | | | ジャッキー・エッケラート(英語)                                                                                | ジャッキー・エッケラート(英語)                                                                                | ジャッキー・エッケラート(英語)                                                                                | ジャッキー・エッケラート(英語)                                                                                | Engineering Director                                                                                          | Engineering Director                                                                                          | Engineering Director                                                                                          | Engineering Director                                                                                          | Engineering Director                                                                                          | Engineering Director                                                                                          | Engineering Director                                                                                          | Engineering Director                 | Engineering Director                 |
| Williams | Williams                                                                    | Williams                                                                    | Williams | クレイグ・ウィルソン (Race Engineer → Chief Race Engineer → Vehicle Dynamics)                                 | クレイグ・ウィルソン (Race Engineer → Chief Race Engineer → Vehicle Dynamics)                                 | クレイグ・ウィルソン (Race Engineer → Chief Race Engineer → Vehicle Dynamics)                                 | クレイグ・ウィルソン (Race Engineer → Chief Race Engineer → Vehicle Dynamics)                                 | クレイグ・ウィルソン (Race Engineer → Chief Race Engineer → Vehicle Dynamics)                                 | クレイグ・ウィルソン (Race Engineer → Chief Race Engineer → Vehicle Dynamics)                                 | クレイグ・ウィルソン (Race Engineer → Chief Race Engineer → Vehicle Dynamics)                                 | クレイグ・ウィルソン (Race Engineer → Chief Race Engineer → Vehicle Dynamics)                                 | クレイグ・ウィルソン (Race Engineer → Chief Race Engineer → Vehicle Dynamics)                                 | クレイグ・ウィルソン (Race Engineer → Chief Race Engineer → Vehicle Dynamics)                                 | クレイグ・ウィルソン (Race Engineer → Chief Race Engineer → Vehicle Dynamics)                                 | クレイグ・ウィルソン (Race Engineer → Chief Race Engineer → Vehicle Dynamics)                                 | Williams | Williams | Williams | 2017.05- FOM                         | 2017.05- FOM                         |
| |                                                                             |                                                                             | | | | | | | | | | | | | | | | |                                      |                                      |
| 1998 | 1999                                                                        | 2000                                                                        | 2001 | 2002 | 2003 | 2004 | 2005 | 2006 | 2007 | 2008 | 2009 | 2010 | 2011 | 2012 | 2013 | 2014 | 2015 | 2016 | 2017                                 | 年                                   |
| デビッド・ピッチフォース | デビッド・ピッチフォース                                                    | デビッド・ピッチフォース                                                    | デビッド・ピッチフォース                                                                                      | デビッド・ピッチフォース                                                                                      | デビッド・ピッチフォース                                                                                      | デビッド・ピッチフォース                                                                                      | | | | | | | | | | | | | AeroDynamicists                      | AeroDynamicists                      |
| 新本部風洞 | ARC風洞                                                                     | NAS風洞                                                                     | 旧本部風洞 | 2002年春竣工 → Jag MD                                                                                         | 2002年春竣工 → Jag MD                                                                                         | 2002年春竣工 → Jag MD                                                                                         | | | | | | | | | | | | | AeroDynamicists                      | AeroDynamicists                      |
| 1998.11ブラックリー風洞竣工 | 1998.11ブラックリー風洞竣工                                                 | 1998.11ブラックリー風洞竣工                                                 | 学卒採用 | ブラックリー旧風洞を使用して ザウバーを支援                                                                   | ブラックリー旧風洞を使用して ザウバーを支援                                                                   | ブラックリー旧風洞を使用して ザウバーを支援                                                                   | ブラックリー旧風洞を使用して ザウバーを支援                                                                   | ブラックリー旧風洞を使用して ザウバーを支援                                                                   | ジョン・オーウェン Aero (Project Leader)                                                                      | ジョン・オーウェン Aero (Project Leader)                                                                      | ジョン・オーウェン Aero (Project Leader)                                                                      | ジョン・オーウェン Aero (Project Leader)                                                                      | ジョン・オーウェン Aero (Project Leader)                                                                      | ジョン・オーウェン Aero (Project Leader)                                                                      | ジョン・オーウェン Aero (Project Leader)                                                                      | ジョン・オーウェン Aero (Project Leader)                                                                      | ジョン・オーウェン Aero (Project Leader)                                                                      | ジョン・オーウェン Aero (Project Leader)                                                                      | AeroDynamicists                      | AeroDynamicists                      |
| Aero 責任者 (1998-2000) | Aero 責任者 (1998-2000)                                                     | Aero 責任者 (1998-2000)                                                     | ウィレム・トーエ Aero                                                                                         | ウィレム・トーエ Aero                                                                                         | ウィレム・トーエ Aero                                                                                         | ウィレム・トーエ Aero                                                                                         | ウィレム・トーエ Aero                                                                                         | → BMWザウバー                                                                                                 | → BMWザウバー                                                                                                 | → BMWザウバー                                                                                                 | → BMWザウバー                                                                                                 | → BMWザウバー                                                                                                 | → BMWザウバー                                                                                                 | → BMWザウバー                                                                                                 | → BMWザウバー                                                                                                 | → BMWザウバー                                                                                                 | → BMWザウバー                                                                                                 | → BMWザウバー                                                                                                 | AeroDynamicists                      | AeroDynamicists                      |
| サイモン・レイシー | サイモン・レイシー                                                          | サイモン・レイシー                                                          | Aero 責任者 (2001-2005)                                                                                       | Aero 責任者 (2001-2005)                                                                                       | Aero 責任者 (2001-2005)                                                                                       | Aero 責任者 (2001-2005)                                                                                       | Aero 責任者 (2001-2005)                                                                                       | → マクラーレン                                                                                                | → マクラーレン                                                                                                | → マクラーレン                                                                                                | → マクラーレン                                                                                                | → マクラーレン                                                                                                | → マクラーレン                                                                                                | → マクラーレン                                                                                                | → マクラーレン                                                                                                | → マクラーレン                                                                                                | → マクラーレン                                                                                                | → マクラーレン                                                                                                | AeroDynamicists                      | AeroDynamicists                      |
| |                                                                             | ジェフ・ウィリス Aero (→ TD) (2002-2005)                                    | ジェフ・ウィリス Aero (→ TD) (2002-2005)                                                                      | ジェフ・ウィリス Aero (→ TD) (2002-2005)                                                                      | ジェフ・ウィリス Aero (→ TD) (2002-2005)                                                                      | ジェフ・ウィリス Aero (→ TD) (2002-2005)                                                                      | ジェフ・ウィリス Aero (→ TD) (2002-2005)                                                                      | → レッドブル                                                                                                  | → レッドブル                                                                                                  | → レッドブル                                                                                                  | → レッドブル                                                                                                  | → レッドブル                                                                                                  | → レッドブル                                                                                                  | → レッドブル                                                                                                  | → レッドブル                                                                                                  | → レッドブル                                                                                                  | → レッドブル                                                                                                  | → レッドブル                                                                                                  |                                      |                                      |
| FondTech Aero マリアーノ・アルペリン | FondTech Aero マリアーノ・アルペリン                                        | FondTech Aero マリアーノ・アルペリン                                        | FondTech Aero マリアーノ・アルペリン                                                                          | FondTech Aero マリアーノ・アルペリン                                                                          | FondTech Aero マリアーノ・アルペリン                                                                          | FondTech Aero マリアーノ・アルペリン                                                                          | FondTech Aero マリアーノ・アルペリン                                                                          | FondTech Aero マリアーノ・アルペリン                                                                          | FondTech Aero マリアーノ・アルペリン                                                                          | FondTech Aero マリアーノ・アルペリン                                                                          | | | | | | | | | AeroDynamicists                      | AeroDynamicists                      |
| ICL率 (1998) G-Force | ICL率 (1998) G-Force                                                        | ICL率 (1998) G-Force                                                        | 2001-2009:HRD / (2008.08-) Aero (Project Leader)ウインドシェア風洞 ドミニク・スミス                           | 2001-2009:HRD / (2008.08-) Aero (Project Leader)ウインドシェア風洞 ドミニク・スミス                           | 2001-2009:HRD / (2008.08-) Aero (Project Leader)ウインドシェア風洞 ドミニク・スミス                           | 2001-2009:HRD / (2008.08-) Aero (Project Leader)ウインドシェア風洞 ドミニク・スミス                           | 2001-2009:HRD / (2008.08-) Aero (Project Leader)ウインドシェア風洞 ドミニク・スミス                           | 2001-2009:HRD / (2008.08-) Aero (Project Leader)ウインドシェア風洞 ドミニク・スミス                           | 2001-2009:HRD / (2008.08-) Aero (Project Leader)ウインドシェア風洞 ドミニク・スミス                           | 2001-2009:HRD / (2008.08-) Aero (Project Leader)ウインドシェア風洞 ドミニク・スミス                           | 2001-2009:HRD / (2008.08-) Aero (Project Leader)ウインドシェア風洞 ドミニク・スミス                           | ノース カロライナ シャーロット ジーン・ハース                                                                 | ノース カロライナ シャーロット ジーン・ハース                                                                 | ノース カロライナ シャーロット ジーン・ハース                                                                 | ノース カロライナ シャーロット ジーン・ハース                                                                 | ノース カロライナ シャーロット ジーン・ハース                                                                 | ノース カロライナ シャーロット ジーン・ハース                                                                 | ノース カロライナ シャーロット ジーン・ハース                                                                 | AeroDynamicists                      | AeroDynamicists                      |
| |                                                                             |                                                                             | | | | | | ロイック・ビゴワ Aero                                                                                         | | | | | | | | | | | AeroDynamicists                      | AeroDynamicists                      |
| |                                                                             |                                                                             | | | | | | | | スティーブ・クラーク Aero                                                                                     | | | | | | | | | AeroDynamicists                      | AeroDynamicists                      |
| SA06 , SA07 , SA08A | SA06 , SA07 , SA08A                                                         | SA06 , SA07 , SA08A                                                         | SA06 , SA07 , SA08A                                                                                           | SA06 , SA07 , SA08A                                                                                           | SA06 , SA07 , SA08A                                                                                           | SA06 , SA07 , SA08A                                                                                           | SA06 , SA07 , SA08A                                                                                           | SA06 , SA07 , SA08A                                                                                           | SA06 , SA07 , SA08A                                                                                           | ベンウッド Aero                                                                                               | ベンウッド Aero                                                                                               | ベンウッド Aero                                                                                               | ベンウッド Aero                                                                                               | RA109, BGP001, W01, W02, W03                                                                                  | RA109, BGP001, W01, W02, W03                                                                                  | RA109, BGP001, W01, W02, W03                                                                                  | RA109, BGP001, W01, W02, W03                                                                                  | RA109, BGP001, W01, W02, W03                                                                                  | AeroDynamicists                      | AeroDynamicists                      |
| |                                                                             |                                                                             | | | | | | | | | | | | | | | | |                                      |                                      |
| ビル・ストーン (ファクトリー | ビル・ストーン (ファクトリー                                                | ビル・ストーン (ファクトリー                                                | マネージャ → 2001年 救済 → 引退) (ロビン・ハードのマーチ・エンジニアリングの一番目の従業員, 学生社長の製造者) | マネージャ → 2001年 救済 → 引退) (ロビン・ハードのマーチ・エンジニアリングの一番目の従業員, 学生社長の製造者) | マネージャ → 2001年 救済 → 引退) (ロビン・ハードのマーチ・エンジニアリングの一番目の従業員, 学生社長の製造者) | マネージャ → 2001年 救済 → 引退) (ロビン・ハードのマーチ・エンジニアリングの一番目の従業員, 学生社長の製造者) | マネージャ → 2001年 救済 → 引退) (ロビン・ハードのマーチ・エンジニアリングの一番目の従業員, 学生社長の製造者) | マネージャ → 2001年 救済 → 引退) (ロビン・ハードのマーチ・エンジニアリングの一番目の従業員, 学生社長の製造者) | マネージャ → 2001年 救済 → 引退) (ロビン・ハードのマーチ・エンジニアリングの一番目の従業員, 学生社長の製造者) | マネージャ → 2001年 救済 → 引退) (ロビン・ハードのマーチ・エンジニアリングの一番目の従業員, 学生社長の製造者) | マネージャ → 2001年 救済 → 引退) (ロビン・ハードのマーチ・エンジニアリングの一番目の従業員, 学生社長の製造者) | マネージャ → 2001年 救済 → 引退) (ロビン・ハードのマーチ・エンジニアリングの一番目の従業員, 学生社長の製造者) | マネージャ → 2001年 救済 → 引退) (ロビン・ハードのマーチ・エンジニアリングの一番目の従業員, 学生社長の製造者) | マネージャ → 2001年 救済 → 引退) (ロビン・ハードのマーチ・エンジニアリングの一番目の従業員, 学生社長の製造者) | マネージャ → 2001年 救済 → 引退) (ロビン・ハードのマーチ・エンジニアリングの一番目の従業員, 学生社長の製造者) | マネージャ → 2001年 救済 → 引退) (ロビン・ハードのマーチ・エンジニアリングの一番目の従業員, 学生社長の製造者) | マネージャ → 2001年 救済 → 引退) (ロビン・ハードのマーチ・エンジニアリングの一番目の従業員, 学生社長の製造者) | マネージャ → 2001年 救済 → 引退) (ロビン・ハードのマーチ・エンジニアリングの一番目の従業員, 学生社長の製造者) |                                      |                                      |
| ロン・メドウズ (ストーンのアシスタント → ファクトリーマネージャー → チームマネージャー → スポーティングディレクター)                                     |                                                                             |                                                                             | | | | | | | | | | | | | | | | |                                      |                                      |
| ラッセル・クーリー (現在のメルセデスのチーフエンジニア)                                                                                                  |                                                                             |                                                                             | | | | | | | | | | | | | | | | |                                      |                                      |
| イアン・ライト (シニアエンジニアとしてビークルダイナミクスモデリングソフトウェアと解析技術を開発) (2014.06までメルセデスの Head of Engineering Software) |                                                                             |                                                                             | | | | | | | | | | | | | | | | |                                      |                                      |
| |                                                                             |                                                                             | | | | | | | | | | | | | | | | |                                      |                                      |
| |                                                                             | ジェフ・ウィリス Aero (→ TD) (2002-2005)                                    | | | | | | | | | | | | | | | | |                                      |                                      |
| |                                                                             |                                                                             | | ジェフ・ウィリス (TD)                                                                                         | ジェフ・ウィリス (TD)                                                                                         | ジェフ・ウィリス (TD)                                                                                         | ジェフ・ウィリス (TD)                                                                                         | | レッドブル (TD)                                                                                               | レッドブル (TD)                                                                                               | レッドブル (TD)                                                                                               | HRT | Mercedes (Technology Director)                                                                                | Mercedes (Technology Director)                                                                                | Mercedes (Technology Director)                                                                                | Mercedes (Technology Director)                                                                                | Mercedes (Technology Director)                                                                                | Mercedes (Technology Director)                                                                                |                                      |                                      |
| |                                                                             |                                                                             | Jaguar | マーク・エリス Vehicle Dynamics (2017-18) SA07, SA08 Eng.Dir                                                  | マーク・エリス Vehicle Dynamics (2017-18) SA07, SA08 Eng.Dir                                                  | マーク・エリス Vehicle Dynamics (2017-18) SA07, SA08 Eng.Dir                                                  | マーク・エリス Vehicle Dynamics (2017-18) SA07, SA08 Eng.Dir                                                  | マーク・エリス Vehicle Dynamics (2017-18) SA07, SA08 Eng.Dir                                                  | マーク・エリス Vehicle Dynamics (2017-18) SA07, SA08 Eng.Dir                                                  | マーク・エリス Vehicle Dynamics (2017-18) SA07, SA08 Eng.Dir                                                  | レッドブル | レッドブル | レッドブル | レッドブル | レッドブル | Mercedes (Performance)                                                                                        | Mercedes (Performance)                                                                                        | Mercedes (Performance)                                                                                        |                                      |                                      |
| |                                                                             |                                                                             | 2001.01-04.12 (MD) @BAR, @BARH                                                                                | 2001.01-04.12 (MD) @BAR, @BARH                                                                                | 2001.01-04.12 (MD) @BAR, @BARH                                                                                | 2001.01-04.12 (MD) @BAR, @BARH                                                                                | ニック・フライ 2004.12-2013.04 (CEO) @BARH, @HRF1, @Brawn, @Mercedes                                          | ニック・フライ 2004.12-2013.04 (CEO) @BARH, @HRF1, @Brawn, @Mercedes                                          | ニック・フライ 2004.12-2013.04 (CEO) @BARH, @HRF1, @Brawn, @Mercedes                                          | ニック・フライ 2004.12-2013.04 (CEO) @BARH, @HRF1, @Brawn, @Mercedes                                          | ニック・フライ 2004.12-2013.04 (CEO) @BARH, @HRF1, @Brawn, @Mercedes                                          | ニック・フライ 2004.12-2013.04 (CEO) @BARH, @HRF1, @Brawn, @Mercedes                                          | ニック・フライ 2004.12-2013.04 (CEO) @BARH, @HRF1, @Brawn, @Mercedes                                          | ニック・フライ 2004.12-2013.04 (CEO) @BARH, @HRF1, @Brawn, @Mercedes                                          | ニック・フライ 2004.12-2013.04 (CEO) @BARH, @HRF1, @Brawn, @Mercedes                                          | | | |                                      |                                      |
| |                                                                             |                                                                             | デビッド・リチャーズ (CEO)                                                                                    | デビッド・リチャーズ (CEO)                                                                                    | デビッド・リチャーズ (CEO)                                                                                    | デビッド・リチャーズ (CEO)                                                                                    | BARH | | | | | | | | | | | |                                      |                                      |
| |                                                                             |                                                                             | | | | | | | | | | | | | | | | |                                      |                                      |
| 吉野浩行 |                                                                             |                                                                             | | | | | | | | | | | | | | | | |                                      |                                      |
| |                                                                             | 1998年 R&D社長, 1999年 本社専務, 2003年 社長 福井威夫 撤退後相談役          | | | | | | | | | | | | | | | | |                                      |                                      |
| 中本修平 |                                                                             |                                                                             | | | | | | | | | | | | | | | | |                                      |                                      |
| チーム関係者 第3期 木内武雄 和田康裕 西澤一俊 橋本健 村松慶太 / (エンジン) 櫻原一雄 阿部弘                                                               |                                                                             |                                                                             | | | | | | | | | | | | | | | | |                                      |                                      |
| 1998 | 1999                                                                        | 2000                                                                        | 2001 | 2002 | 2003 | 2004 | 2005 | 2006 | 2007 | 2008 | 2009 | 2010 | 2011 | 2012 | 2013 | 2014 | 2015 | 2016 | 2017                                 | 年                                   |
| HRD logo ico2 |                                                                             |                                                                             | | | | | | | | | | | | | | | | |                                      |                                      |
| (1998.05.08 - 2016.07.05) |                                                                             | HRD logo ico2                                                               | | HONDA RACING DIVELOPMENT Ltd. (略称:HRD, Honda Racing, ホンダレーシング)                                      | | | | | | | | | | | | | | |                                      |                                      |

| (1998.05.08 - 2016.07.05) |  | HRD logo ico2 |  | HONDA RACING DIVELOPMENT Ltd. (略称:HRD, Honda Racing, ホンダレーシング) |

## 第4期

### 第2期マクラーレンとのジョイント

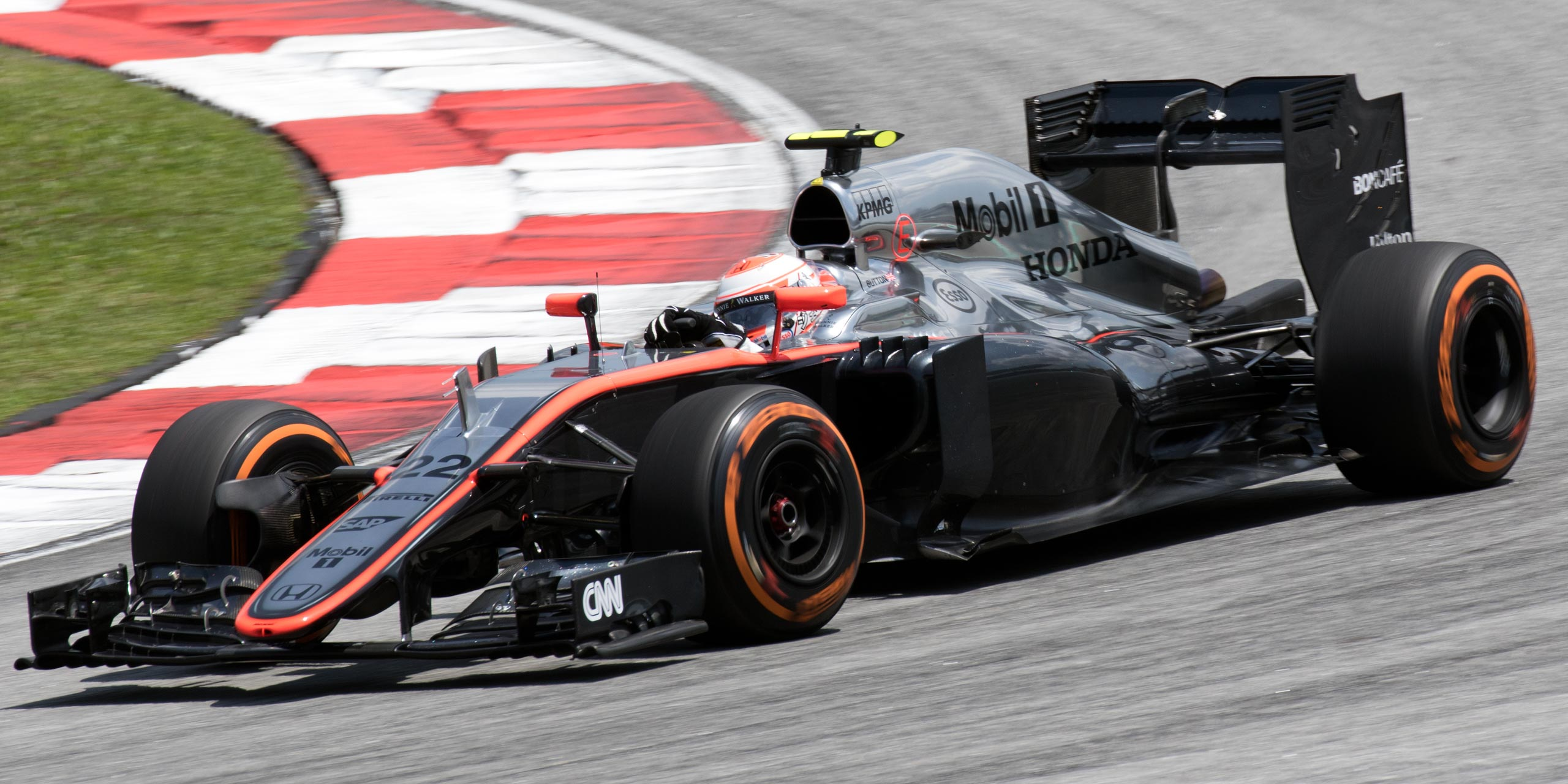
マクラーレンMP4-30・ホンダ（2015年マレーシアグランプリ）

2013年5月16日、ホンダは緊急記者会見を開き、2015年よりパワーユニット（エンジンおよびエネルギー回生システム(ERS)。以下、PUと略す）のサプライヤーとしてF1へ復帰すると発表した。2015年は第2期のパートナーだったマクラーレンのみと再び組むことになるが、独占契約ではないため2016年以降は複数チームへ供給する可能性もある。2015年2月10日には本田技研工業本社（東京都港区南青山）にて本田技研社長伊藤孝紳および新井康久F1プロジェクト総責任者がフェルナンド・アロンソおよびジェンソン・バトンの両選手同伴でF1復帰に関する記者会見を開いた。
2015年は一年を通じて信頼性やパフォーマンスに悩まされた。カナダGPではチームからの（パワー不足のため）燃料をセーブせよという無線の指示にアロンソが「こんなドライビング、まるでアマチュアのようじゃないか。僕はレースをする。燃料のことは後で集中するから」と断り、ホンダのホームグランプリとなる日本GPでもアロンソが無線で「GP2のエンジンかよ！ GP2だ！」とパワー不足のエンジンに不満を漏らした。コンストラクターズランキング9位とマクラーレンは創立以来ワーストの結果となってしまった。
ここまで戦闘力不足が起きたのは理由があり、車体設計においては、空力的メリットを得るために車体後部をタイトに絞り込んだ「サイズゼロ」コンセプトを導入したが、そのアグレッシブな設計ゆえに冷却系の問題が発生。また、エンジン全体の小型化を優先した関係で、MGU-H（熱エネルギー回生）の発電量不足やデプロイメント（エネルギーの使用配分）の問題にも悩まされ、いわゆるパワー不足の原因となった。また、2015年のレギュレーションは「シーズン開幕前にエンジンのホモロゲーションを行い、それをシーズン中使用する」という規定となっていた。ただ、この年はトークンシステムによりホモロゲーションは事実上解除されていたが、2015年に参戦したホンダの場合、「新規参入メーカーはシーズン前にすべてのホモロゲーションを行う」という規定の対象となっていた。最終的にはトークンシステムの利用に基づいて開発した改良型エンジンの投入は開幕戦以降に行うことは認められていたものの、序盤戦は未利用のモデルで戦わざるをえず、前半戦は相対的な戦闘力不足もあった。ただ、ベルギーGPでの改良型の投入や最終戦アブダビGPでは、バトンがホンダPUよりも圧倒的に性能の優れているメルセデスPUを搭載するウィリアムズのバルテリ・ボッタスを抑えたり、アロンソがレース中のラップタイムで3番目に速いタイムを出すなど、後半戦では性能の向上を果たしたモデルを投入して、コースによっては一定の戦闘力を発揮した。しかし、シーズン中にこの問題点が判明したものの、ホンダは他のメーカーに比べ使えるトークン数が少ないうえ、エンジン使用数の制限によりかつてのような物量作戦で実戦データを収集して改良するという手も使えなかった。そのため、シーズンで使用しているモデルのユニット別の改良は可能であったが、この制度上、2016年に行われたターボの大型化などのエンジンの再設計を行ったモデルの投入は事実上禁止されていたため（ただし、再設計については他のメーカーも同様である）、2015年度中に抜本的な解決策は不可能であった。むしろ「サイズゼロ」コンセプトを選んだマクラーレンとそれを受け入れたホンダの失敗という側面もあった。
ただ、この失敗は以前に2014年のフェラーリが犯しており、2014年シーズン後にエンジンのコンパクト化に起因するパワー不足とパワー不足を埋め合わせるほどの空力的アドバンテージはなかったと同チームの技術者らがコメントしている。そのため、マクラーレン側もシャシー設計の方針を誤った面もあり、全ての責がホンダにあるものではなかった。
- 2015年の戦績についてはF1>リンク・アーカイブ>2015年を参照。

2016年、八郷隆弘社長は同年の目標を「安定的に予選10位以内から決勝に臨む」ことに定めた。定年に伴い退職する新井康久に代わり、長谷川祐介がF1プロジェクト総責任者に就任した。
予選では度々Q3まで進出、決勝でもコンスタントに入賞できるようになりダブル入賞4回を記録。高速サーキットのイタリアGPではアロンソがファステストラップを記録し、同系統のコースであるベルギーGPで入賞するなど、ターボの大型化などのエンジンの再設計やシャシーの見直しにより、前年に比べれば戦闘力の向上に成功した。だが、ホンダの地元日本GPでは前年同様不調に終わった。同GPでQ1敗退を喫したバトンは、高速サーキットの鈴鹿はマクラーレン・ホンダにとってカレンダーで最悪のサーキットの一つとコメントし依然として苦戦が続いていた。表彰台には及ばなかったものの、コンストラクターズランキング6位まで浮上した。
- 2016年の戦績についてはF1>リンク・アーカイブ>2016年を参照。

2017年もマクラーレンへ独占供給を続ける。長谷川祐介F1プロジェクト総責任者は「2017年の“現実的な目標”は表彰台」と語っている。新車MCL32に搭載された「RA617H」はコンセプトを一新し、低重心化と軽量化を図りパワーを向上させたとしているが、プレシーズンテストではトラブルが続出し、パワー不足も露呈してしまった。ただし、パワー不足については、他メーカーのパフォーマンス改善がホンダを上回っていたと長谷川は語っている。それでもアロンソは開幕2戦では渾身の走りで入賞圏内を走行していたが、いずれもパワーユニット以外のトラブルによりリタイアに終わった。第3戦バーレーンGPは信頼性及びパワーの低さの問題が如実に現れたレースとなった。ストフェル・バンドーンがFP1およびFP2それぞれでMGU-Hのトラブルに見舞われ、予選ではアロンソがMGU-Hのトラブルが発生。決勝ではバンドーンのMGU-Hに再びトラブルが発生しスタートすらできず、アロンソは「こんなパワー不足でレースをしたことはない！」と無線で叫ぶほどのパワー不足に泣かされるも、下位グループとのバトルを行いつつ走行していたが、完走を目前にエンジントラブルが発生してリタイア（90%以上走行したため14位完走扱い）に終わった。さらにロシアGPでもフリー走行でバンドーンのMGU-Kが故障し、早くも4戦目で規定を超える5基目のパワーユニット交換を強いられ、予選ではアロンソが再びパワー不足を嘆く無線が流れた。決勝ではフォーメーションラップでアロンソのパワーユニット（以下PU）に不具合が出てスタートすらできなかった。スペインGPでもフリー走行でアロンソのPUにトラブルが発生したが、予選では初めてQ3に進出し7番グリッドを得た。モナコGPではバトン（インディ500に参戦したアロンソの代走）とバンドーンが揃ってQ3に進出した。しかし、高速サーキットのジル・ヴィルヌーヴ・サーキットで行われたカナダGPでは、決勝におけるアロンソのスピードトラップトップ317.6km/hに対し、トップのセバスチャン・ベッテル（フェラーリ）は344.1km/hと26.5km/hも遅く、「彼らはストレートの途中で僕を抜いていった。こんなにスピード差があるのは危険でさえある」とアロンソは酷評した。それでもアロンソはレース終盤まで入賞圏内の10位を走行していたが、残り2周でエンジンがブローして入賞を逃した。ここまでマクラーレンはチームワーストの開幕7戦ノーポイントとなってしまった。しかし第8戦アゼルバイジャンGPでアロンソが9位に入り、ようやく今季初入賞を果たした。その後、ハンガリーGPでアロンソが6位、バンドーンが10位にそれぞれ入賞し、ザウバーを逆転してコンストラクターズランキング最下位を脱し9位となった。

#### パートナーシップの終焉
この状況に業を煮やしたマクラーレンは、ホンダとの提携解消を示唆した。一方、ホンダはマクラーレン以外のチームへのパワーユニット供給を模索し、2018年からザウバーへカスタマーパワーユニットを供給することが決まった。しかし、ザウバーのチーム代表がモニシャ・カルテンボーンからフレデリック・ヴァスールに交代してからは契約の解除が検討され、7月27日に契約が白紙撤回された（翌28日にフェラーリとの契約を発表）。その後、トロ・ロッソとの交渉を行ったが一度決裂した。しかし、第14戦シンガポールグランプリのフリー走行1回目の後に、供給されることが発表され、同時に2015年から供給を行っていたマクラーレンとの契約を2017年いっぱいで解消することが発表された。契約解消発表後は入賞回数も増加し、アロンソは終盤3戦でポイントを獲得した。
シーズン終了後に長谷川F1プロジェクト総責任者が退任、運営体制も変更され、HRDさくらを担当する執行役員が研究開発をリードし、レース・テスト運営も統括する。また、F1プロジェクト総責任者のポジションは廃止され、現場の指揮に専念するテクニカルディレクターを新たに設置した。初代テクニカルディレクターは田辺豊治が務める。
この3年間に関して、元FOA会長のバーニー・エクレストンは「毎日毎日、彼らは協力して働くのではなく、あらゆることで戦いをしかけていた。愚かなことだ」とマクラーレン側の態度を批判した。また、マクラーレン側がホンダに対して理不尽な態度を何度も繰り返した事を批判する声、アロンソが政治的駆け引きからホンダを一方的に批判していると指摘する者もいるなど、ホンダに対して同情的な声も聞かれた。
後年、当時ホンダのモータースポーツ部長を務めた山本雅史が、契約解消した経緯の一部を明かしている。マクラーレンとは3年+2年オプションの契約であり、オプションを行使した残り2年の契約に両社とも前向きであった。しかし、マクラーレン側は今シーズンの不振を補填する目的で、オプションから更に延長した3年契約を要求。これにホンダ側は難色を示したため、マクラーレンは正規のオプションも行使せず解消に至ったと説明している。
- 2017年の戦績についてはF1>リンク・アーカイブ>2017年を参照。

### ホンダF1 第4期 関連人物 在任時期 等
| 1位 | Honda Racing logo (2022) |

| 9位 | Honda Racing logo (2022) |

|                |                | マルコは              |
| TAG HEUER logo | TAG HEUER logo | から資金を得て        |
| 別系統の       | Renault logo   | ルノーPUを            |
| ILMOR logo ico | ILMOR logo ico | イルモアに 設計させた |

| Honda Racing logo (2022) | 長井昌也 HRC 企画管理部長 |

| Honda Racing logo (2022) | 渡辺康治 HRC 代表取締役社長 |

| Honda Racing logo (2022) | 浅木泰昭 HRC 4輪レース開発部長 |

| 1位 | Honda Racing logo (2022) |

| 9位 | Honda Racing logo (2022) |

|                |                | マルコは              |
| TAG HEUER logo | TAG HEUER logo | から資金を得て        |
| 別系統の       | Renault logo   | ルノーPUを            |
| ILMOR logo ico | ILMOR logo ico | イルモアに 設計させた |

| Honda Racing logo (2022) | 長井昌也 HRC 企画管理部長 |

| Honda Racing logo (2022) | 渡辺康治 HRC 代表取締役社長 |

| Honda Racing logo (2022) | 浅木泰昭 HRC 4輪レース開発部長 |

### レッドブルグループ勢とのジョイント

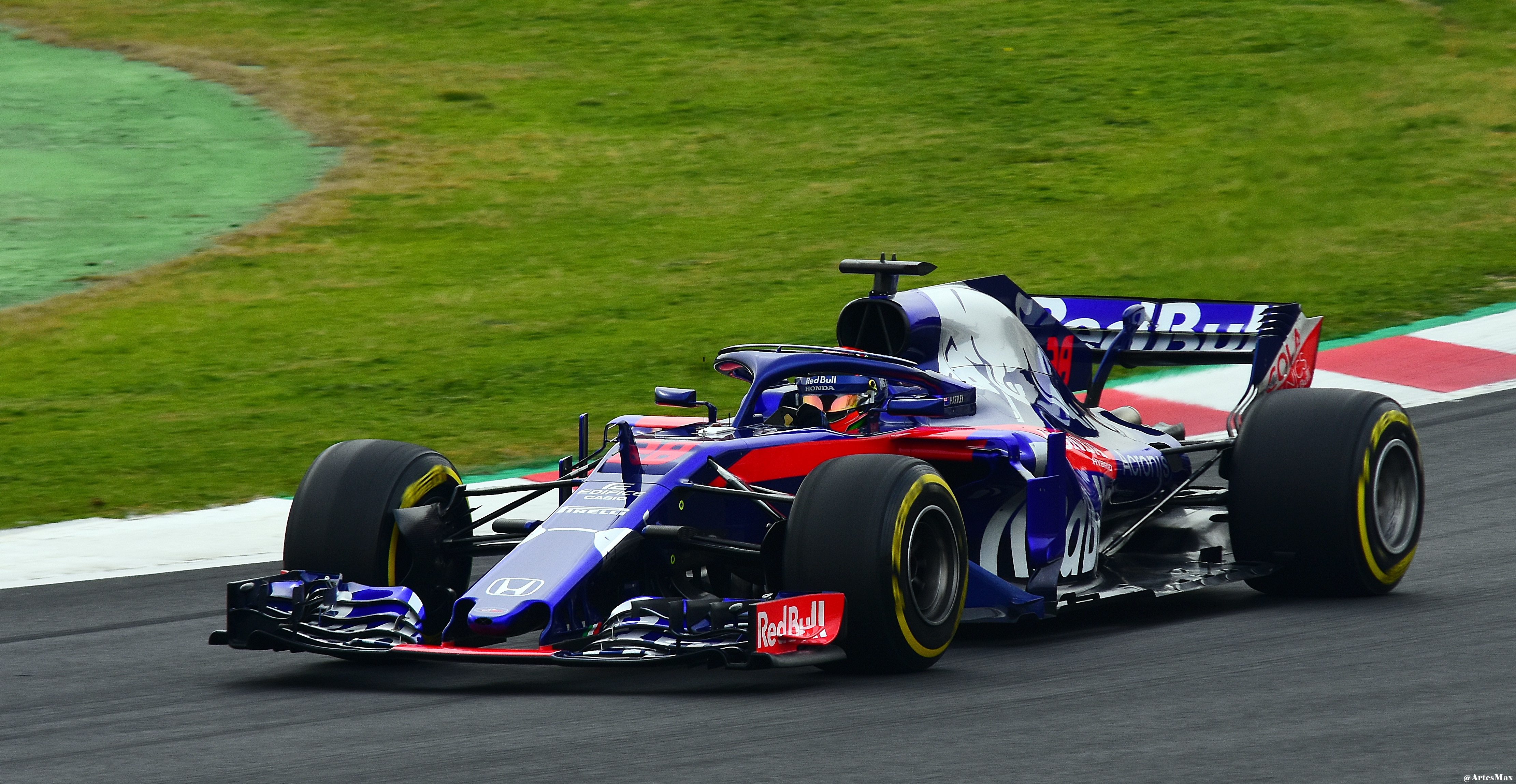
トロ・ロッソ STR13・ホンダ

レッドブル・レーシングとは、第4期の復帰当初から関係者と水面下で接触していた。後にクリスチャン・ホーナーは、2015年にバーニー・エクレストンの仲介でPU供給のための交渉を行ったものの、ロン・デニスが拒否権を発動したために供給が実現しなかったこと、さらに既に同時点でホンダからPUの図面を受け取っていたことを明らかにしている。また2017年のシーズン中にも、ザウバーへのカスタマーPU供給が発表された段階で「既にデニスがマクラーレンを去っており、マクラーレンが拒否権を発動しない」ことが確認できたこともあり、スクーデリア・トロ・ロッソとの締結を進めていた秘話を明かしている。
2018年はトロ・ロッソへ単独供給を行う。開幕前のテストではPUに関するトラブルはほとんど見られず順調に周回をこなしたが、開幕戦オーストラリアGPで早くもピエール・ガスリーのMGU-Hにトラブルが出てリタイア、ブレンドン・ハートレイはタイヤのトラブルに2回見舞われた影響で最下位の15位完走に終わり、厳しいスタートとなった。その後、第2戦でガスリーが4位入賞を果たし第4期における最高記録を更新したが、結果的にそれが唯一の見せ場となってしまい、マシントラブルの減少やQ3進出回数ではマクラーレンを上回っているなど明るいニュースも見られたが、テクニカルディレクターのジェームス・キーの離脱によるシャシー開発の停滞、チーム戦略やドライバーのミス、などにより十分な結果を残せず苦戦。また、マシン開発において後半段階でのPU変更であったため、マシン自体にもホンダPU用に改設計する余裕がなく、全体的な戦闘力不足も生じた。そのため、トロ・ロッソとしてはコンストラクターズ9位と前年より後退し、かつてのパートナーだったマクラーレンを逆転するには至らなかった。
トロ・ロッソの親チームであるレッドブルが、ルノーとの関係悪化からホンダへパワーユニット供給元を変更する噂が各所から流れていたが、6月19日にホンダと2019年から2年間の供給契約を締結したことを正式に発表した。トロ・ロッソへも引き続き供給を行う。レッドブルチーム代表のクリスチャン・ホーナーは「今シーズンのホンダには大きな進歩が見られた。カナダGPで投入されたルノーとホンダの各新パワーユニットへの調査の結果、パワーユニット変更への決心が付いた」「純粋に技術的な理由により、これが将来に向けて正しい動きであるという結論に達した」「初めて自動車メーカーと緊密に連携することになり、当初から車体とパワーユニットの融合を考慮したマシン造りができる」とコメントしている。なお、レッドブル側はアストンマーティンとのタイトルスポンサー契約は継続する意向を示し、日英の自動車メーカーの名前が「1つのチームに並び立つ」ことになる。更にターボチャージャーの開発・製造に関わる技術協力体制を強化すべく、IHIとテクニカルパートナーシップ契約を締結した。
- 2018年の戦績についてはモータースポーツ>F1>アーカイブ>2018年を参照。

2019年はレッドブルとトロ・ロッソの2チームに供給。レッドブルのマックス・フェルスタッペンが開幕戦オーストラリアGPで3位に入賞し、レッドブルとのパートナーシップ初戦で2008年イギリスGP以来、2015年のF1復帰後初の表彰台を獲得した。メルセデスが開幕から連勝を続ける中で迎えた第9戦オーストリアGPでフェルスタッペンが優勝を果たし、ホンダにとっては2006年のハンガリーGP以来、2015年のF1復帰後初優勝となった。さらに第11戦ドイツGPでは雨で大波乱となったレースでフェルスタッペンがシーズン2勝目をあげ、さらにトロ・ロッソのダニール・クビアトも3位に入り、1992年のハンガリーGP以来となるダブル表彰台を獲得した。さらに第12戦ハンガリーGPでは、フェルスタッペンがメルセデスのルイス・ハミルトンと名勝負を繰り広げた。しかし、終盤でタイヤがもたず、賭けに出たハミルトンに抜かされてしまった。第20戦ブラジルGPではフェルスタッペンがシーズン3勝目をあげ、さらにトロ・ロッソのピエール・ガスリーが2位に入り、1991年の日本GP以来、2015年のF1復帰後初となる1-2フィニッシュとなった。

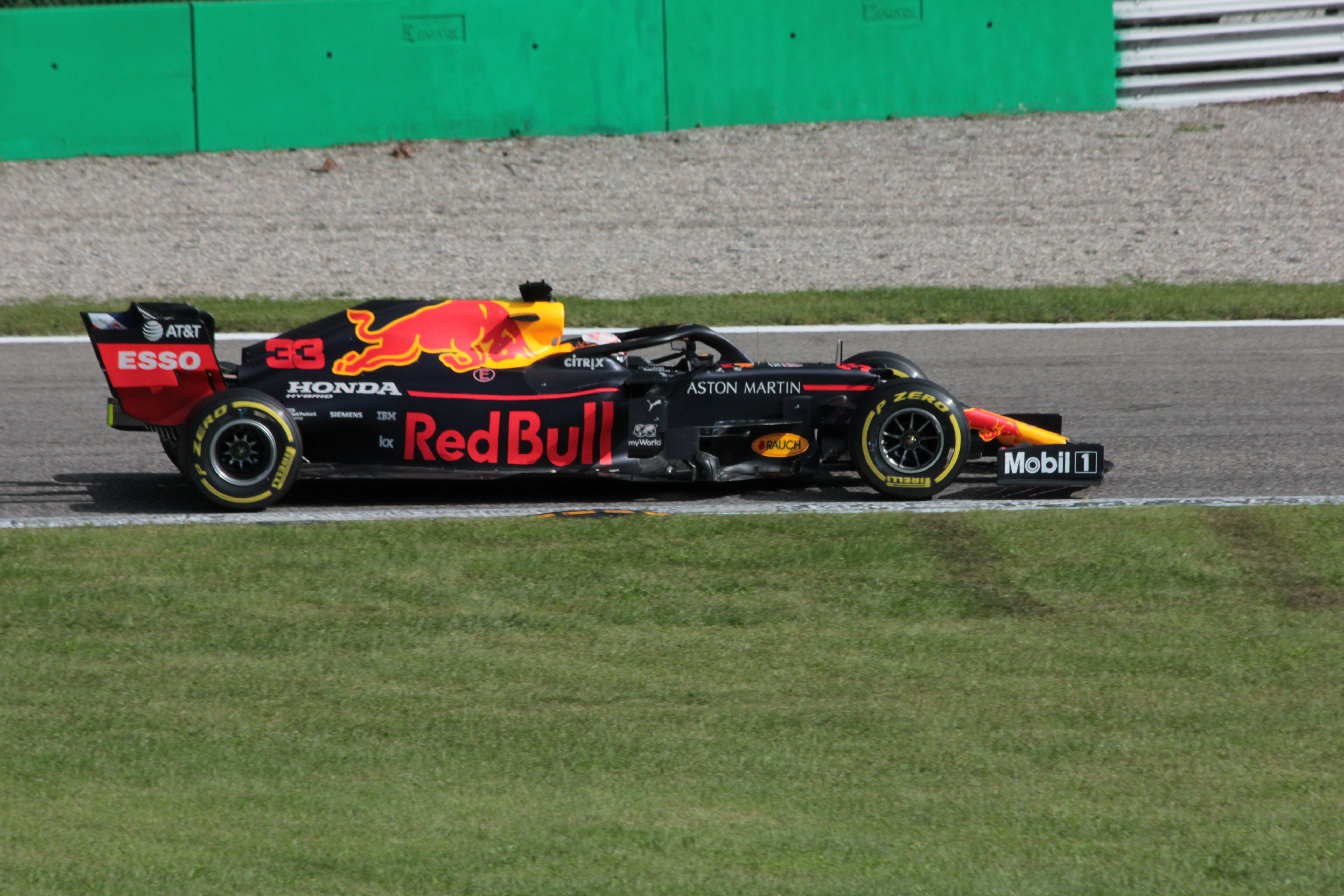
レッドブル・RB15・ホンダ

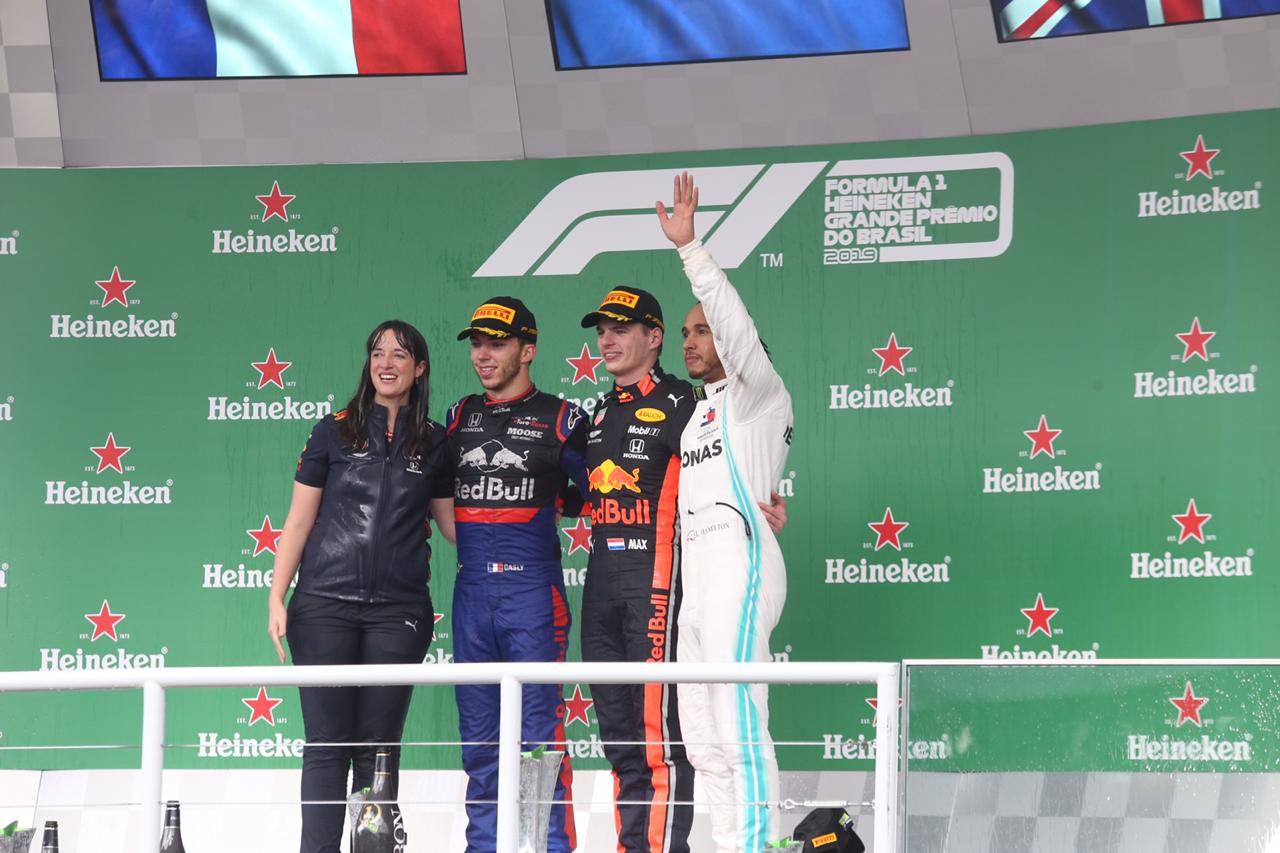
2019ブラジルGPのホンダ1–2

- 2019年の戦績についてはモータースポーツ>F1>アーカイブ>2019年を参照。

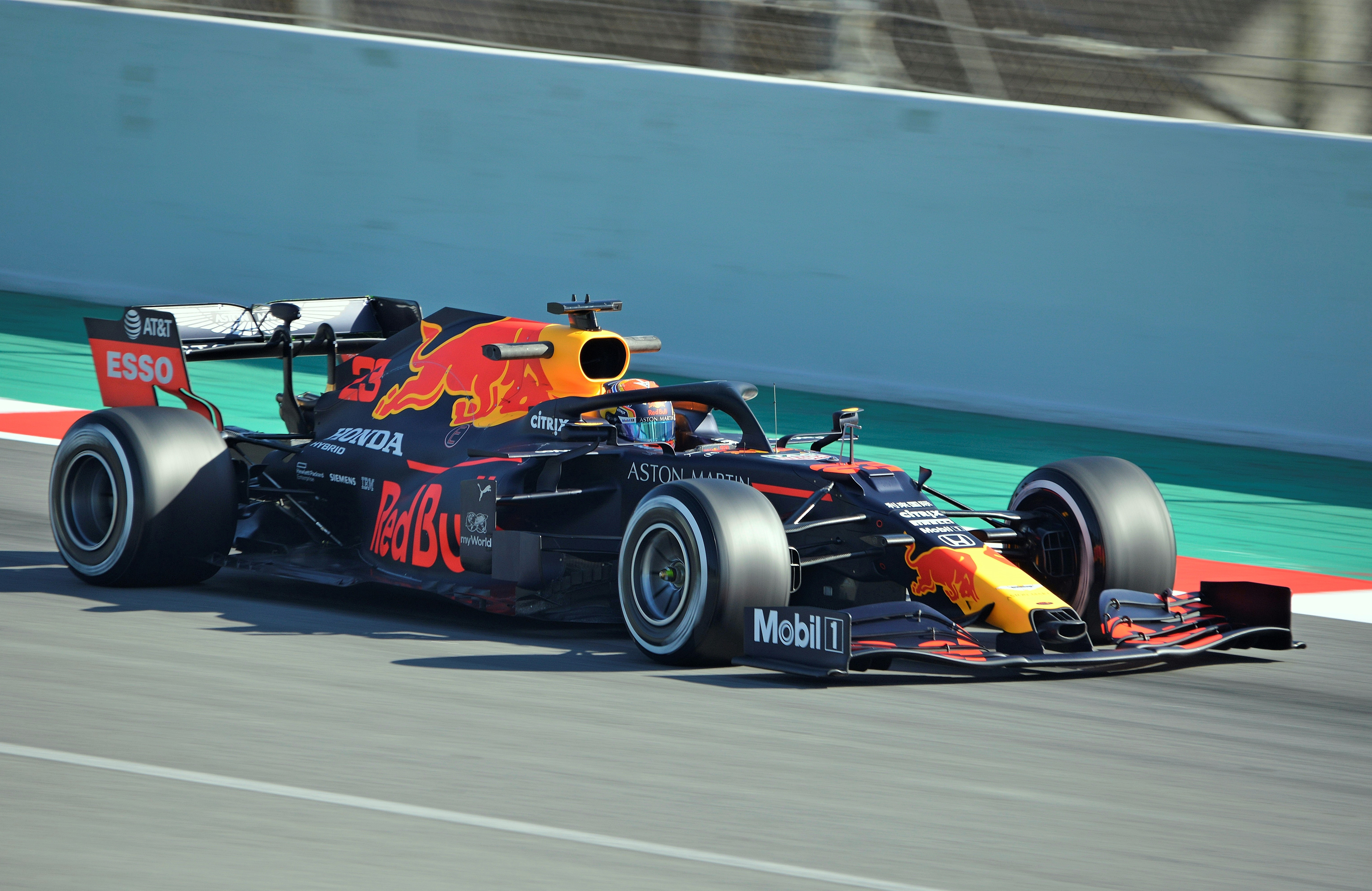
アレクサンダー・アルボンがドライブするRB16

2020年も引き続きレッドブルとトロ・ロッソから名前を変えたアルファタウリに供給。開幕戦オーストリアGPでは、ホンダ勢としては、レッドブルの2台がPUの電気系トラブル、アルファタウリのクビアトが他車とのバトルで起きた接触によりサスペンションが破損しそれぞれリタイア。開幕戦はガスリーの7位入賞のみの厳しいスタートとなった。しかし、第2戦シュタイアーマルクGPでフェルスタッペンが今季初の表彰台を獲得するものの、メルセデスとの差は大きく、フェルスタッペンは表彰台の一角に食い込むものの、差を詰められない状況が続いた。それでも、第5戦70周年記念GPでフェルスタッペンがタイヤ戦略も駆使して優勝を飾った。また、アルファタウリ側もチームとして下位ながらも連続入賞を記録するなど、前年より競争力が高めていた。そして、第8戦イタリアGPではアルファタウリのガスリーがピットインのタイミングがプラスに働き上位へ浮上。そして、レース中盤の赤旗中断からの再スタート後、首位へ浮上し、そのまま逃げ切り自身初優勝を果たした。これによりホンダは2014年のPU化以降、初めて同一メーカーのPUでの複数チームで優勝を果たしたPUメーカーとなった（その後、第16戦サヒールGPでメルセデスPU搭載チームのドライバーであるセルジオ・ペレスの優勝によりメルセデスも達成）。ただし、タイトル争いという点では、最終的には第13戦エミリア・ロマーニャGPでのフェルスタッペンのリタイアによりその可能性は消滅している。その一方で最終戦アブダビGPではフェルスタッペンがポール・トゥ・ウィンを飾りシーズンを終えた。
- 2020年の戦績についてはモータースポーツ>F1>アーカイブ>2020年を参照。

### F1事業撤退からホンダ・レーシングへ
2020年10月2日17時に突如として翌2021年シーズン限りでF1事業からの撤退を発表。2050年のカーボンニュートラル実現に向けて経営資源を集中させるためだと八郷社長は説明した。背景には、メディアによって金額の捉え方について差異はあれどF1部門の開発予算が少なからず会社の経営の負担となっている状況や会社の収益構造の課題による先行き不安から、2022年以降の供給に対する不安要素は以前から囁かれていた。
しかし、レギュレーション的には予定では2024年までは現在のV6ハイブリッドパワーユニットが継続されるうえ、2020年5月には2021年からPUのアップデートの制限や2023年から新エンジンへ変わるまでの間はPUの開発を凍結する方針も決定したため、開発費の軽減も含め、2022年以降も供給するためのハードルは低くなりつつあった。また、2019年アブダビグランプリの前後に2021年まで供給契約の延長を発表したことやF1の現場にいるスタッフらは2022年以降も供給するという前提の言動をしていたことから、撤退する可能性は低いという楽観視する見方が強くなっていた。そのうえ、2015年復帰時には「二度と撤退しない」と明言していた背景や会見で参戦を継続すべきだと声があったことを認めたこともあり、この発表はあまりに突然過ぎる撤退表明であった。そのため日本のF1ファンたちから多くの困惑と批判の声が上がり、モータースポーツメディアの国内最大手であるオートスポーツ誌すら感情的な記事を掲載するほどであった。
ただし、撤退発表後から少し経ってから書かれた専門誌の記事によれば、ホンダ本社の首脳陣は、2020年のプレシーズンテストの頃（2月）より前の段階でカーボンニュートラル実現も含めた会社の方針転換に重点を置いて議論しており、F1からの撤退も議題に入っていた。新型コロナウイルス感染症の影響で7月からのシーズン開幕となったが、山本雅史によれば、5月に八郷とホンダ本社で1対1のミーティングを行った時点で、八郷から「もう決めたんだ」と撤退が決まったことを告げられたという。またレッドブルの運営面のトップであるヘルムート・マルコには、開幕戦の前後に撤退する方針が伝えられていた。一方でPU開発責任者の浅木泰昭らには、9月上旬まで撤退が告げられなかった。レッドブルでも現場責任者となるクリスチャン・ホーナーやフェルスタッペンのコメントによれば、両者その情報を直前まで知らなかったが、ホーナーは9月にホンダが開発計画の変更を伝えてきた点、フェルスタッペンはホンダが2022年以降の活動が不明な点から、その可能性があることを推測していたとコメントしている。
2022年シーズン以降については、ホンダとしてのPU供給は行わないものの、レッドブルが新たに設立したPU製造会社「レッドブル・パワートレインズ」（RBPT）に対し、ホンダの持つ知的財産等の利用権を与えるとしていた。また2022年型PUの開発までは引き続きホンダが担当するほか、HRD Milton Keynesのスタッフの一部（現地雇用者の大半）もレッドブルに引き継ぐ。さらに四輪レーシングの開発拠点である「HRD Sakura」（本田技術研究所の一部門）を二輪のホンダ・レーシング（HRC）に移管統合し、今後はHRCがモータースポーツ全般の運営を担うと公表した。その後周辺状況の変化により、HRCは2025年まで現行のPUの製造・組み立て・供給を継続すると発表した。RBPTではPUの調整を行いバッジネームをつけて使用する。ホンダの日本人スタッフからは、2021年まで副テクニカルディレクターを務めた本橋正充が出張対応で、現場のリーダーを務めた（2023年4月に折原伸太郎に交代）。人事では、ブランド・コミュニケーション本部長を務めホンダF1チームを支援していた渡辺康治が、HRC代表取締役社長に就任した。
2022年3月から2025年までのPUの開発がレギュレーションで凍結（信頼性改修は除く）されたため、PUの開発に従事していたエンジニアは基本的には全員が先進技術研究所（本田技術研究所）に異動した。そのため「HRC Sakuraに残っているのは、PUの組み立て担当者やテクニカルサポートの要員のみ」と渡辺社長が説明していたが、後日にホンダF1の首脳陣であった浅木泰昭（当時HRC常務取締役）は「いろいろ変わったが、撤退前と比較して技術陣がやっている作業に何ら変わりはない」、湊谷圭祐エンジニアは「レース現場では撤退前から2人減った程度で、ずっと以前から十数人の少数精鋭」と語っている。またバッテリーやERS（エネルギー回生システム）などの電気関連の、F1をやりながら開発した方がいいと思われる部分の技術者はHRC Sakuraに残っている。

### 将来への布石・展望など
HRD Sakuraの責任者である浅木泰昭センター長は、『本田技術研究所ではもう難しいが、統合したホンダ・レーシング（HRC）からの参戦なら、将来のF1復帰の検討もあり得なくはない』と見解を語った。そして2023年春に定年退職を迎えたコメントでは『2026年シーズンPUの製造者登録したのは、F1復帰の可能性を踏まえたもの。再参戦の可能性がゼロなら、自分は最後までSakuraに残ることは無かった』と答えた。
マネージングディレクターを務めた山本雅史は、もしF1復帰があるなら『PUマニュファクチャラー（エンジン・サプライヤー）の立ち位置では、やれる事が非常に制限され限界があった。スポンサー獲得も分配金も無く技術面の恩恵も少ない。マーケティング、ブランディングをさらに高めたいならコンストラクター（車両製造者）として参戦するべき』と提言している。
HRCの新社長に就任した渡辺康治（元ブランド・コミュニケーション本部長）は、『(次世代PUが導入される予定の)2026年シーズン以降から復帰するという議論は全く無いが（2022年夏時点）、条件が揃えばF1に戻るということは考えられる。復帰するにしても全て止めてしまうと立ち上げに苦労するので、技術の継続は必要だと考えている』と答えている。また、レッドブルから「HRC」のエンジン名で登録を要請された場合の問いには、『それではスポンサー付（バッジネーム）のようで、少しためらう。我々（HRC）はパワーユニットサプライヤーではないので』と難色を示している。
2022年11月、F1の2026年シーズンから新PU規定が導入される製造メーカー登録について、締め切り間際にホンダ・レーシング（HRC）名義でエントリーした。HRC代表の渡辺康治は『レースの研究を加速させるためであり、F1再参戦を意図するものではない』と、この時点ではF1復帰を否定している。そう明らかにした数日後、翌2023年シーズンのレッドブルPU製造者名が『Honda RBPT』の名称でエントリーが決定した。
2023年春、F1ジャーナリストの米家峰起が、これまで取材した記事をまとめている。『HRCとしては、2026年以降もF1参戦を望んでいる。しかしホンダ本社から許可が出なければできない。社内には賛成派もいれば反対派もいて、その意思疎通を図っている時間的余裕はない。そのために製造者登録だけでも行っておき、2026年参戦の可能性を残した』。また、仮に2026年に間に合わなかったとしても、2027年以降に参戦する可能性もあり、つまりは『参戦の判断が下れば、いつでも何でもできるように準備している』と伝えた。

## 第5期

### アストンマーティンとのジョイント
2023年5月24日、F1世界選手権2026年シーズンからPUサプライヤーとしての完全復帰を発表。新パートナーとして、アストンマーティンF1チーム（AMR GP）と複数年の提携合意を公表した。アストンマーティンとの関係は現時点で「唯一のワークス供給」となる。
ホンダ本社にて三部敏宏社長や渡辺康治HRC社長が会見し、アストンマーティン・ラゴンダ会長のローレンス・ストロールや、アストンマーティン・パフォーマンス・テクノロジーズCEOのマーティン・ウィットマーシュも同席。三部社長は『カーボンニュートラルの開発を理由に撤退したが、その後F1側のレギュレーションでもカーボンニュートラル燃料や電動マネジメント技術の導入が示されたため、方向性が合致した』と説明した。なおカーボンニュートラル燃料は、アストンマーティンのスポンサーでもあるアラムコとホンダで共同開発する。また、英国ミルトン・キーンズにあった欧州の拠点はレッドブル・パワートレインズ（RBPT）に移管させ消滅しているため、現場の活動や開発体制について暫くはHRC Sakuraが担い、いずれは欧州にも新たな拠点を設ける。
モータージャーナリスト国沢光宏の取材によると、「三部社長は当初復帰に消極的だったものの、推進派である青山真二副社長と渡辺HRC代表が活動再開に奔走し、特にホンダの重要な市場であるアメリカのF1人気の高まりが契機となった」と伝えている。
2024年2月末、「ホンダ・レーシング・コーポレーションUK」（HRC UK）を英国に設立した。2026年シーズンから運用するための新たな欧州の拠点として、RBPTからミルトン・キーンズの拠点を借り戻し、2025年から稼働を開始した。

## 拠点

### 第1期
当初本田技術研究所・和光研究所（埼玉県和光市）がシャシー・エンジンの双方を開発していたが、1967年以降は和光は原則としてエンジン開発のみを担当し、シャシーについてはイギリスのローラ・カーズが中心となる体制が組まれた。しかし和光でのシャシー開発が完全にストップしたわけではなく、以後もRA302のような独自シャシーを投入したことがある。

### 第2期
第1期と同じく和光研究所がエンジンの開発・製造を担ったが、ヨーロッパにもエンジンのリビルド等を行う前線基地が必要との判断から、イギリス・オックスフォードシャーに通称「ラングレーオフィス」と呼ばれるファクトリーを構え、第2の拠点として使用していた。

### 第3期
ホンダの四輪開発部隊の中心が本田技術研究所・栃木研究所（栃木県芳賀郡芳賀町）に移ったことから、エンジンの開発も栃木で行われるようになった。また前述の通り、第3期はF1参戦のための子会社としてホンダ・レーシング・ディベロップメント（HRD）が設立されたことから、イギリス・バークシャーのブラックネルに置かれたHRDの本社が前線基地として使われた。シャシーについてはノーザンプトンシャー・ブラックリー・レイナードパークにある旧B・A・Rのファクトリーが買収後も使われていた。

### 第4期・第5期
日本とイギリスの2拠点体制となっている。2拠点間の時差を利用してほぼ24時間体制で開発が行われていた。
HRD Milton Keynes, Motor Sports Division （HRD UKとも）
イギリス・バッキンガムシャーのミルトン・キーンズに所在。2019年2月の設立。前年から更地に施設が建設された、主にレースの運用部門のエンジニアが常駐し、バッテリーパックの開発なども行っていた。
2022年2月末にホンダの組織図上は閉鎖され、従業員の大半はRBPTに移籍。建物もRBPTに売却されたが、実際には従前とほぼ変わらず、HRC Sakura製PUのメンテナンス等を継続的に行っている。
第4期スタート当初からPUのメンテナンス関連は南側の建物、M-TECの英国子会社のMugen Euro Co.,Ltdが使用された。
第3期のスタート時に設立されたホンダ・レーシング・ディベロップメント（HRD）が2016年に整理をうけている。
2019年2月以前の参戦の本社側からの制御は、佐藤英夫、山本雅史の2名のモータースポーツ部長の手によるもの。
2025年3月、RBPTから建物をリースバックし、第5期参戦に向けた拠点として使用することが明らかにされた。
R&D Sakura → HRD Sakura → HRC Sakura
栃木県さくら市に所在。元々は本田技術研究所の一部門として創設され、F1以外にSUPER GTやスーパーフォーミュラ等の車両・エンジンの開発も行っているが、全従業員の8割以上がF1に関わっている。主にパワーユニット（PU）の基礎開発などを担当する。内部にはPUの組立室や部品の検査部門、エンジンのテストベンチ、サーキットとリアルタイムで接続しレース中のモニター等を行う「ミッションルーム」、SUPER GT用車両をそのまま入れられる風洞などが設けられている。またホンダコレクションホールと連携し、過去のF1車両のレストアなどを行う「ヘリテージ部門」もある。
なお2022年からは業務がホンダ・レーシング（HRC）に移管され、HRCの4輪部門として活動する。それに伴い、名称が「HRC Sakura」に変更になった。

## F1での戦績

### シャーシの結果
(key)
| 年   | シャーシ          | エンジン                                       | タイヤ | ドライバー             | 1   | 2   | 3   | 4   | 5   | 6   | 7   | 8   | 9   | 10  | 11  | 12  | 13  | 14  | 15  | 16  | 17  | 18  | WDC   | ポイント | WCC | ポイント |
| ---- | ----------------- | ---------------------------------------------- | ------ | ---------------------- | --- | --- | --- | --- | --- | --- | --- | --- | --- | --- | --- | --- | --- | --- | --- | --- | --- | --- | ----- | -------- | --- | -------- |
| 1964 | RA271             | RA271E 1.5L V12                                | D      |                        | MON | NED | BEL | FRA | GBR | GER | AUT | ITA | USA | MEX |     |     |     |     |     |     |     |     | NC    | 0        | 9位 | 0        |
| 1964 | RA271             | RA271E 1.5L V12                                | D      | ロニー・バックナム     |     |     |     |     |     | Ret |     | Ret | Ret |     |     |     |     |     |     |     |     |     | NC    | 0        | 9位 | 0        |
| 1965 | RA272             | RA272E 1.5L V12                                | G      |                        | RSA | MON | BEL | FRA | GBR | NED | GER | ITA | USA | MEX |     |     |     |     |     |     |     |     | 7位   | 11       | 6位 | 11       |
| 1965 | RA272             | RA272E 1.5L V12                                | G      | リッチー・ギンサー     |     | Ret | 6   | Ret | Ret | 6   |     | 14  | 7   | 1   |     |     |     |     |     |     |     |     | 7位   | 11       | 6位 | 11       |
| 1965 | RA272             | RA272E 1.5L V12                                | G      | ロニー・バックナム     |     | Ret | Ret | Ret |     |     |     | Ret | 13  | 5   |     |     |     |     |     |     |     |     | 14位  | 2        | 6位 | 11       |
| 1966 | RA273             | RA273E 3.0L V12                                | G      |                        | MON | BEL | FRA | GBR | NED | GER | ITA | USA | MEX |     |     |     |     |     |     |     |     |     | 11位* | 5*       | 8位 | 3        |
| 1966 | RA273             | RA273E 3.0L V12                                | G      | リッチー・ギンサー     |     |     |     |     |     |     | Ret | NC  | 4   |     |     |     |     |     |     |     |     |     | 11位* | 5*       | 8位 | 3        |
| 1966 | RA273             | RA273E 3.0L V12                                | G      | ロニー・バックナム     |     |     |     |     |     |     |     | Ret | 8   |     |     |     |     |     |     |     |     |     | NC    | 0        | 8位 | 3        |
| 1967 | RA273 RA300       | RA273E 3.0L V12                                | G F    |                        | RSA | MON | NED | BEL | FRA | GBR | GER | CAN | ITA | USA | MEX |     |     |     |     |     |     |     | 4位   | 20       | 4位 | 20       |
| 1967 | RA273 RA300       | RA273E 3.0L V12                                | G F    | ジョン・サーティース   | 3   | Ret | Ret | Ret |     | 6   | 4   |     | 1   | Ret | 4   |     |     |     |     |     |     |     | 4位   | 20       | 4位 | 20       |
| 1968 | RA300 RA301 RA302 | RA273E 3.0L V12 RA301E 3.0L V12 RA302E 3.0L V8 | F G    |                        | RSA | ESP | MON | BEL | NED | FRA | GBR | GER | ITA | CAN | USA | MEX |     |     |     |     |     |     | 7位   | 12       | 7位 | 14       |
| 1968 | RA300 RA301 RA302 | RA273E 3.0L V12 RA301E 3.0L V12 RA302E 3.0L V8 | F G    | ジョン・サーティース   | 8   | Ret | Ret | Ret | Ret | 2   | 5   | Ret | Ret | Ret | 3   | Ret |     |     |     |     |     |     | 7位   | 12       | 7位 | 14       |
| 1968 | RA300 RA301 RA302 | RA273E 3.0L V12 RA301E 3.0L V12 RA302E 3.0L V8 | F G    | ジョー・シュレッサー   |     |     |     |     |     | Ret |     |     |     |     |     |     |     |     |     |     |     |     | NC    | 0        | 7位 | 14       |
| 1968 | RA300 RA301 RA302 | RA273E 3.0L V12 RA301E 3.0L V12 RA302E 3.0L V8 | F G    | デビッド・ホッブス     |     |     |     |     |     |     |     |     | Ret |     |     |     |     |     |     |     |     |     | NC    | 0        | 7位 | 14       |
| 1968 | RA300 RA301 RA302 | RA273E 3.0L V12 RA301E 3.0L V12 RA302E 3.0L V8 | F G    | ヨアキム・ボニエ*      |     |     |     |     |     |     |     |     |     |     |     | 5   |     |     |     |     |     |     | 22位* | 3*       | 7位 | 14       |
| 2006 | RA106             | RA806E 2.4L V8                                 | M      |                        | BHR | MAL | AUS | SMR | EUR | ESP | MON | GBR | CAN | USA | FRA | GER | HUN | TUR | ITA | CHN | JPN | BRA | 7位   | 30       | 4位 | 86       |
| 2006 | RA106             | RA806E 2.4L V8                                 | M      | ルーベンス・バリチェロ | 15  | 10  | 7   | 10  | 5   | 7   | 4   | 10  | Ret | 6   | Ret | Ret | 4   | 8   | 6   | 6   | 12  | 7   | 7位   | 30       | 4位 | 86       |
| 2006 | RA106             | RA806E 2.4L V8                                 | M      | ジェンソン・バトン     | 4   | 3   | 10  | 7   | Ret | 6   | 11  | Ret | 9   | Ret | Ret | 4   | 1   | 4   | 5   | 4   | 4   | 3   | 6位   | 56       | 4位 | 86       |
| 2007 | RA107             | RA807E 2.4L V8                                 | B      |                        | AUS | MAL | BHR | ESP | MON | CAN | USA | FRA | GBR | EUR | HUN | TUR | ITA | BEL | JPN | CHN | BRA |     | 15位  | 6        | 8位 | 6        |
| 2007 | RA107             | RA807E 2.4L V8                                 | B      | ジェンソン・バトン     | 15  | 12  | Ret | 12  | 11  | Ret | 12  | 8   | 10  | Ret | Ret | 13  | 8   | Ret | 11  | 5   | Ret |     | 15位  | 6        | 8位 | 6        |
| 2007 | RA107             | RA807E 2.4L V8                                 | B      | ルーベンス・バリチェロ | 11  | 11  | 13  | 10  | 10  | 12  | Ret | 11  | 9   | 11  | 18  | 17  | 10  | 13  | 10  | 15  | Ret |     | 20位  | 0        | 8位 | 6        |
| 2008 | RA108             | RA808E 2.4L V8                                 | B      |                        | AUS | MAL | BHR | ESP | TUR | MON | CAN | FRA | GBR | GER | HUN | EUR | BEL | ITA | SIN | JPN | CHN | BRA | 18位  | 3        | 9位 | 14       |
| 2008 | RA108             | RA808E 2.4L V8                                 | B      | ジェンソン・バトン     | Ret | 10  | Ret | 6   | 11  | 11  | 11  | Ret | Ret | 17  | 12  | 13  | 15  | 15  | 9   | 14  | 16  | 13  | 18位  | 3        | 9位 | 14       |
| 2008 | RA108             | RA808E 2.4L V8                                 | B      | ルーベンス・バリチェロ | DSQ | 13  | 11  | Ret | 14  | 6   | 7   | 14  | 3   | Ret | 10  | 16  | Ret | 17  | Ret | 13  | 16  | 11  | 14位  | 11       | 9位 | 14       |

- 太字はポールポジション、斜字はファステストラップ。
- † 印はリタイアだが、90%以上の距離を走行したため規定により完走扱い。
- * ヨアキム・ボニエはプライベートチームからの出走。
- * ドライバーは他のシャーシメーカーでポイントを獲得した。

### エンジンの結果
| 年       | エンジン                          | シャーシ                                  | タイヤ | ドライバー                       | 1   | 2   | 3   | 4   | 5   | 6    | 7   | 8   | 9   | 10  | 11  | 12  | 13  | 14  | 15  | 16  | 17  | 18  | 19  | 20  | 21  | 22  | WDC   | ポイント | WCC  | ポイント  |
| -------- | --------------------------------- | ----------------------------------------- | ------ | -------------------------------- | --- | --- | --- | --- | --- | ---- | --- | --- | --- | --- | --- | --- | --- | --- | --- | --- | --- | --- | --- | --- | --- | --- | ----- | -------- | ---- | --------- |
| 1983     | RA163E 1.5L V6t                   | スピリット・201 スピリット・201C          | G      |                                  | BRA | USW | FRA | SMR | MON | BEL  | DET | CAN | GBR | GER | AUT | NED | ITA | EUR | RSA |     |     |     |     |     |     |     | NC    | 0        | NC   | 0         |
| 1983     | RA163E 1.5L V6t                   | スピリット・201 スピリット・201C          | G      | ステファン・ヨハンソン           |     |     |     |     |     |      |     |     | Ret | Ret | 12  | 7   | Ret | 14  |     |     |     |     |     |     |     |     | NC    | 0        | NC   | 0         |
| 1983     | RA163E 1.5L V6t                   | ウィリアムズ・FW09                        | G      | ケケ・ロズベルグ                 |     |     |     |     |     |      |     |     |     |     |     |     |     |     | 5   |     |     |     |     |     |     |     | 5位*  | 27*      | 11位 | 2         |
| 1983     | RA163E 1.5L V6t                   | ウィリアムズ・FW09                        | G      | ジャック・ラフィット             |     |     |     |     |     |      |     |     |     |     |     |     |     |     | Ret |     |     |     |     |     |     |     | 11位* | 11*      | 11位 | 2         |
| 1984     | RA163E 1.5L V6t RA164E 1.5L V6t   | ウィリアムズ・FW09 ウィリアムズ・FW09B    | G      |                                  | BRA | RSA | BEL | SMR | FRA | MON† | CAN | DET | USA | GBR | GER | AUT | NED | ITA | EUR | POR |     |     |     |     |     |     | 8位   | 20.5     | 6位  | 25.5      |
| 1984     | RA163E 1.5L V6t RA164E 1.5L V6t   | ウィリアムズ・FW09 ウィリアムズ・FW09B    | G      | ケケ・ロズベルグ                 | 2   | Ret | 4   | Ret | 6   | 4‡   | Ret | Ret | 1   | Ret | Ret | Ret | 8   | Ret | Ret | Ret |     |     |     |     |     |     | 8位   | 20.5     | 6位  | 25.5      |
| 1984     | RA163E 1.5L V6t RA164E 1.5L V6t   | ウィリアムズ・FW09 ウィリアムズ・FW09B    | G      | ジャック・ラフィット             | Ret | Ret | Ret | Ret | 8   | 8    | Ret | 5   | 4   | Ret | Ret | Ret | Ret | Ret | Ret | 14  |     |     |     |     |     |     | 14位  | 5        | 6位  | 25.5      |
| 1985     | RA164E 1.5L V6t RA165E 1.5L V6t   | ウィリアムズ・FW10                        | G      |                                  | BRA | POR | SMR | MON | CAN | DET  | FRA | GBR | GER | AUT | NED | ITA | BEL | EUR | RSA | AUS |     |     |     |     |     |     | 3位   | 40       | 3位  | 71        |
| 1985     | RA164E 1.5L V6t RA165E 1.5L V6t   | ウィリアムズ・FW10                        | G      | ケケ・ロズベルグ                 | Ret | Ret | Ret | 8   | 4   | 1    | 2   | Ret | 12† | Ret | Ret | Ret | 4   | 3   | 2   | 1   |     |     |     |     |     |     | 3位   | 40       | 3位  | 71        |
| 1985     | RA164E 1.5L V6t RA165E 1.5L V6t   | ウィリアムズ・FW10                        | G      | ナイジェル・マンセル             | Ret | 5   | 5   | 7   | 6   | Ret  | DNS | Ret | 6   | Ret | 6   | 11† | 2   | 1   | 1   | Ret |     |     |     |     |     |     | 6位   | 31       | 3位  | 71        |
| 1986     | RA166E 1.5L V6t                   | ウィリアムズ・FW11                        | G      |                                  | BRA | ESP | SMR | MON | BEL | CAN  | DET | FRA | GBR | GER | HUN | AUT | ITA | POR | MEX | AUS |     |     |     |     |     |     | 2位   | 70 (72)  | 1位  | 141       |
| 1986     | RA166E 1.5L V6t                   | ウィリアムズ・FW11                        | G      | ナイジェル・マンセル             | Ret | 2   | Ret | 4   | 1   | 1    | 5   | 1   | 1   | 3   | 3   | Ret | 2   | 1   | 5   | Ret |     |     |     |     |     |     | 2位   | 70 (72)  | 1位  | 141       |
| 1986     | RA166E 1.5L V6t                   | ウィリアムズ・FW11                        | G      | ネルソン・ピケ                   | 1   | Ret | 2   | 7   | Ret | 3    | Ret | 3   | 2   | 1   | 1   | Ret | 1   | 3   | 4   | 2   |     |     |     |     |     |     | 3位   | 69       | 1位  | 141       |
| 1987     | RA167E 1.5L V6t                   | ウィリアムズ・FW11B                       | G      |                                  | BRA | SMR | BEL | MON | DET | FRA  | GBR | GER | HUN | AUT | ITA | POR | ESP | MEX | JPN | AUS |     |     |     |     |     |     | 1位   | 73 (76)  | 1位  | 137       |
| 1987     | RA167E 1.5L V6t                   | ウィリアムズ・FW11B                       | G      | ネルソン・ピケ                   | 2   | DNS | Ret | 2   | 2   | 2    | 2   | 1   | 1   | 2   | 1   | 3   | 4   | 2   | 15† | Ret |     |     |     |     |     |     | 1位   | 73 (76)  | 1位  | 137       |
| 1987     | RA167E 1.5L V6t                   | ウィリアムズ・FW11B                       | G      | ナイジェル・マンセル             | 6   | 1   | Ret | Ret | 5   | 1    | 1   | Ret | 14† | 1   | 3   | Ret | 1   | 1   | DNS |     |     |     |     |     |     |     | 2位   | 61       | 1位  | 137       |
| 1987     | RA167E 1.5L V6t                   | ウィリアムズ・FW11B                       | G      | リカルド・パトレーゼ             |     |     |     |     |     |      |     |     |     |     |     |     |     |     |     | 9†  |     |     |     |     |     |     | 13位* | 6*       | 1位  | 137       |
| 1987     | RA167E 1.5L V6t                   | ロータス・99T                             | G      | アイルトン・セナ                 | Ret | 2   | Ret | 1   | 1   | 4    | 3   | 3   | 2   | 5   | 2   | 7   | 5   | Ret | 2   | DSQ |     |     |     |     |     |     | 3位   | 57       | 3位  | 64        |
| 1987     | RA167E 1.5L V6t                   | ロータス・99T                             | G      | 中嶋悟                           | 7   | 6†  | 5   | 10  | Ret | NC   | 4   | Ret | Ret | 13  | 11  | 8   | 9   | Ret | 6   | Ret |     |     |     |     |     |     | 12位  | 7        | 3位  | 64        |
| 1988     | RA168E 1.5L V6t                   | マクラーレン・MP4/4                       | G      |                                  | BRA | SMR | MON | MEX | CAN | DET  | FRA | GBR | GER | HUN | BEL | ITA | POR | ESP | JPN | AUS |     |     |     |     |     |     | 1位   | 90 (94)  | 1位  | 199       |
| 1988     | RA168E 1.5L V6t                   | マクラーレン・MP4/4                       | G      | アイルトン・セナ                 | DSQ | 1   | Ret | 2   | 1   | 1    | 2   | 1   | 1   | 1   | 1   | 10† | 6   | 4   | 1   | 2   |     |     |     |     |     |     | 1位   | 90 (94)  | 1位  | 199       |
| 1988     | RA168E 1.5L V6t                   | マクラーレン・MP4/4                       | G      | アラン・プロスト                 | 1   | 2   | 1   | 1   | 2   | 2    | 1   | Ret | 2   | 2   | 2   | Ret | 1   | 1   | 2   | 1   |     |     |     |     |     |     | 2位   | 87 (105) | 1位  | 199       |
| 1988     | RA168E 1.5L V6t                   | ロータス・100T                            | G      | ネルソン・ピケ                   | 3   | 3   | Ret | Ret | 4   | Ret  | 5   | 5   | Ret | 8   | 4   | Ret | Ret | 8   | Ret | 3   |     |     |     |     |     |     | 6位   | 22       | 4位  | 23        |
| 1988     | RA168E 1.5L V6t                   | ロータス・100T                            | G      | 中嶋悟                           | 6   | 8   | DNQ | Ret | 11  | DNQ  | 7   | 10  | 9   | 7   | Ret | Ret | Ret | Ret | 7   | Ret |     |     |     |     |     |     | 16位  | 1        | 4位  | 23        |
| 1989     | RA109E 3.5L V10                   | マクラーレン・MP4/5                       | G      |                                  | BRA | SMR | MON | MEX | USA | CAN  | FRA | GBR | GER | HUN | BEL | ITA | POR | ESP | JPN | AUS |     |     |     |     |     |     | 1位   | 76 (81)  | 1位  | 129 (141) |
| 1989     | RA109E 3.5L V10                   | マクラーレン・MP4/5                       | G      | アラン・プロスト                 | 2   | 2   | 2   | 5   | 1   | Ret  | 1   | 1   | 2   | 4   | 2   | 1   | 2   | 3   | Ret | Ret |     |     |     |     |     |     | 1位   | 76 (81)  | 1位  | 129 (141) |
| 1989     | RA109E 3.5L V10                   | マクラーレン・MP4/5                       | G      | アイルトン・セナ                 | 11  | 1   | 1   | 1   | Ret | 7†   | Ret | Ret | 1   | 2   | 1   | Ret | Ret | 1   | DSQ | Ret |     |     |     |     |     |     | 2位   | 60       | 1位  | 129 (141) |
| 1990     | RA100E 3.5L V10                   | マクラーレン・MP4/5B                      | G      |                                  | USA | BRA | SMR | MON | CAN | MEX  | FRA | GBR | GER | HUN | BEL | ITA | POR | ESP | JPN | AUS |     |     |     |     |     |     | 1位   | 78       | 1位  | 121       |
| 1990     | RA100E 3.5L V10                   | マクラーレン・MP4/5B                      | G      | アイルトン・セナ                 | 1   | 3   | Ret | 1   | 1   | 20†  | 3   | 3   | 1   | 2   | 1   | 1   | 2   | Ret | Ret | Ret |     |     |     |     |     |     | 1位   | 78       | 1位  | 121       |
| 1990     | RA100E 3.5L V10                   | マクラーレン・MP4/5B                      | G      | ゲルハルト・ベルガー             | Ret | 2   | 2   | 3   | 4   | 3    | 5   | 14† | 3   | 16† | 3   | 3   | 4   | Ret | Ret | 4   |     |     |     |     |     |     | 4位   | 43       | 1位  | 121       |
| 1991     | RA121E 3.5L V12                   | マクラーレン・MP4/6                       | G      |                                  | USA | BRA | SMR | MON | CAN | MEX  | FRA | GBR | GER | HUN | BEL | ITA | POR | ESP | JPN | AUS |     |     |     |     |     |     | 1位   | 96       | 1位  | 139       |
| 1991     | RA121E 3.5L V12                   | マクラーレン・MP4/6                       | G      | アイルトン・セナ                 | 1   | 1   | 1   | 1   | Ret | 3    | 3   | 4†  | 7†  | 1   | 1   | 2   | 2   | 5   | 2   | 1‡  |     |     |     |     |     |     | 1位   | 96       | 1位  | 139       |
| 1991     | RA121E 3.5L V12                   | マクラーレン・MP4/6                       | G      | ゲルハルト・ベルガー             | Ret | 3   | 2   | Ret | Ret | Ret  | Ret | 2   | 4   | 4   | 2   | 4   | Ret | Ret | 1   | 3‡  |     |     |     |     |     |     | 4位   | 43       | 1位  | 139       |
| 1991     | RA101E 3.5L V10                   | ティレル・020                             | P      | 中嶋悟                           | 5   | Ret | Ret | Ret | 10  | 12   | Ret | 8   | Ret | 15  | Ret | Ret | 13  | 17  | Ret | Ret |     |     |     |     |     |     | 15位  | 2        | 6位  | 12        |
| 1991     | RA101E 3.5L V10                   | ティレル・020                             | P      | ステファノ・モデナ               | 4   | Ret | Ret | Ret | 2   | 11   | Ret | 7   | 13  | 12  | Ret | Ret | Ret | 16  | 6   | 10  |     |     |     |     |     |     | 8位   | 10       | 6位  | 12        |
| 1992     | RA122E 3.5L V12 RA122E/B 3.5L V12 | マクラーレン・MP4/6B マクラーレン・MP4/7A | G      |                                  | RSA | MEX | BRA | ESP | SMR | MON  | CAN | FRA | GBR | GER | HUN | BEL | ITA | POR | JPN | AUS |     |     |     |     |     |     | 4位   | 50       | 2位  | 99        |
| 1992     | RA122E 3.5L V12 RA122E/B 3.5L V12 | マクラーレン・MP4/6B マクラーレン・MP4/7A | G      | アイルトン・セナ                 | 3   | Ret | Ret | 9†  | 3   | 1    | Ret | Ret | Ret | 2   | 1   | 5   | 1   | 3   | Ret | Ret |     |     |     |     |     |     | 4位   | 50       | 2位  | 99        |
| 1992     | RA122E 3.5L V12 RA122E/B 3.5L V12 | マクラーレン・MP4/6B マクラーレン・MP4/7A | G      | ゲルハルト・ベルガー             | 5   | 4   | Ret | 4   | Ret | Ret  | 1   | Ret | 5   | Ret | 3   | Ret | 4   | 2   | 2   | 1   |     |     |     |     |     |     | 5位   | 49       | 2位  | 99        |
| 2000     | RA000E 3.0L V10                   | BAR・002                                  | B      |                                  | AUS | BRA | SMR | GBR | ESP | EUR  | MON | CAN | FRA | AUT | GER | HUN | BEL | ITA | USA | JPN | MAL |     |     |     |     |     | 7位   | 17       | 5位  | 20        |
| 2000     | RA000E 3.0L V10                   | BAR・002                                  | B      | ジャック・ヴィルヌーヴ           | 4   | Ret | 5   | 16  | Ret | Ret  | 7   | 15  | 4   | 4   | 8   | 12  | 7   | Ret | 4   | 6   | 5   |     |     |     |     |     | 7位   | 17       | 5位  | 20        |
| 2000     | RA000E 3.0L V10                   | BAR・002                                  | B      | リカルド・ゾンタ                 | 6   | 9   | 12  | Ret | 8   | Ret  | Ret | 8   | Ret | Ret | Ret | 14  | 12  | 6   | 6   | 9   | Ret |     |     |     |     |     | 14位  | 3        | 5位  | 20        |
| 2001     | RA001E 3.0L V10                   | ジョーダン・EJ11                          | B      |                                  | AUS | MAL | BRA | SMR | ESP | AUT  | MON | CAN | EUR | FRA | GBR | GER | HUN | BEL | ITA | USA | JPN |     |     |     |     |     | 13位  | 6        | 5位  | 19        |
| 2001     | RA001E 3.0L V10                   | ジョーダン・EJ11                          | B      | ハインツ＝ハラルド・フレンツェン | 5   | 4   | 11  | 6   | Ret | Ret  | Ret | PO  | Ret | 8   | 7   |     |     |     |     |     |     |     |     |     |     |     | 13位  | 6        | 5位  | 19        |
| 2001     | RA001E 3.0L V10                   | ジョーダン・EJ11                          | B      | リカルド・ゾンタ                 |     |     |     |     |     |      |     | 7   |     |     |     | Ret |     |     |     |     |     |     |     |     |     |     | 19位  | 0        | 5位  | 19        |
| 2001     | RA001E 3.0L V10                   | ジョーダン・EJ11                          | B      | ジャン・アレジ                   |     |     |     |     |     |      |     |     |     |     |     |     | 10  | 6   | 8   | 7   | Ret |     |     |     |     |     | 15位* | 5*       | 5位  | 19        |
| 2001     | RA001E 3.0L V10                   | ジョーダン・EJ11                          | B      | ヤルノ・トゥルーリ               | Ret | 8   | 5   | 5   | 4   | DSQ  | Ret | 11  | Ret | 5   | Ret | Ret | Ret | Ret | Ret | 4   | 8   |     |     |     |     |     | 9位   | 12       | 5位  | 19        |
| 2001     | RA001E 3.0L V10                   | BAR・003                                  | B      | オリビエ・パニス                 | 7   | Ret | 4   | 8   | 7   | 5    | Ret | Ret | Ret | 9   | Ret | 7   | Ret | 11  | 9   | 11  | 13  |     |     |     |     |     | 14位  | 5        | 6位  | 17        |
| 2001     | RA001E 3.0L V10                   | BAR・003                                  | B      | ジャック・ヴィルヌーヴ           | Ret | Ret | 7   | Ret | 3   | 8    | 4   | Ret | 9   | Ret | 8   | 3   | 9   | 8   | 6   | Ret | 10  |     |     |     |     |     | 7位   | 12       | 6位  | 17        |
| 2002     | RA002E 3.0L V10                   | ジョーダン・EJ12                          | B      |                                  | AUS | MAL | BRA | SMR | ESP | AUT  | MON | CAN | EUR | GBR | FRA | GER | HUN | BEL | ITA | USA | JPN |     |     |     |     |     | 11位  | 7        | 6位  | 9         |
| 2002     | RA002E 3.0L V10                   | ジョーダン・EJ12                          | B      | ジャンカルロ・フィジケラ         | Ret | 13  | Ret | Ret | Ret | 5    | 5   | 5   | Ret | 7   | DNQ | Ret | 6   | Ret | 8   | 7   | Ret |     |     |     |     |     | 11位  | 7        | 6位  | 9         |
| 2002     | RA002E 3.0L V10                   | ジョーダン・EJ12                          | B      | 佐藤琢磨                         | Ret | 9   | 9   | Ret | Ret | Ret  | Ret | 10  | 16  | Ret | Ret | 8   | 10  | 11  | 12  | 11  | 5   |     |     |     |     |     | 15位  | 2        | 6位  | 9         |
| 2002     | RA002E 3.0L V10                   | BAR・004                                  | B      | ジャック・ヴィルヌーヴ           | Ret | 8   | 10  | 7   | 7   | 10   | Ret | Ret | 12  | 4   | Ret | Ret | Ret | 8   | 9   | 6   | Ret |     |     |     |     |     | 12位  | 4        | 8位  | 7         |
| 2002     | RA002E 3.0L V10                   | BAR・004                                  | B      | オリビエ・パニス                 | Ret | Ret | Ret | Ret | Ret | Ret  | Ret | 8   | 9   | 5   | Ret | Ret | 12  | 12  | 6   | 12  | Ret |     |     |     |     |     | 14位  | 3        | 8位  | 7         |
| 2003     | RA003E 3.0L V10                   | BAR・005                                  | B      |                                  | AUS | MAL | BRA | SMR | ESP | AUT  | MON | CAN | EUR | FRA | GBR | GER | HUN | ITA | USA | JPN |     |     |     |     |     |     | 16位  | 6        | 5位  | 26        |
| 2003     | RA003E 3.0L V10                   | BAR・005                                  | B      | ジャック・ヴィルヌーヴ           | 9   | DNS | 6   | Ret | Ret | 12   | Ret | Ret | Ret | 9   | 10  | 9   | Ret | 6   | Ret |     |     |     |     |     |     |     | 16位  | 6        | 5位  | 26        |
| 2003     | RA003E 3.0L V10                   | BAR・005                                  | B      | 佐藤琢磨                         |     |     |     |     |     |      |     |     |     |     |     |     |     |     |     | 6   |     |     |     |     |     |     | 18位  | 3        | 5位  | 26        |
| 2003     | RA003E 3.0L V10                   | BAR・005                                  | B      | ジェンソン・バトン               | 10  | 7   | Ret | 8   | 9   | 4    | DNS | Ret | 7   | Ret | 8   | 8   | 10  | Ret | Ret | 4   |     |     |     |     |     |     | 9位   | 17       | 5位  | 26        |
| 2004     | RA004E 3.0L V10                   | BAR・006                                  | M      |                                  | AUS | MAL | BHR | SMR | ESP | MON  | EUR | CAN | USA | FRA | GBR | GER | HUN | BEL | ITA | CHN | JPN | BRA |     |     |     |     | 3位   | 85       | 2位  | 119       |
| 2004     | RA004E 3.0L V10                   | BAR・006                                  | M      | ジェンソン・バトン               | 6   | 3   | 3   | 2   | 8   | 2    | 3   | 3   | Ret | 5   | 4   | 2   | 5   | Ret | 3   | 2   | 3   | Ret |     |     |     |     | 3位   | 85       | 2位  | 119       |
| 2004     | RA004E 3.0L V10                   | BAR・006                                  | M      | 佐藤琢磨                         | 9   | 15  | 5   | 16  | 5   | Ret  | Ret | Ret | 3   | Ret | 11  | 8   | 6   | Ret | 4   | 6   | 4   | 6   |     |     |     |     | 8位   | 34       | 2位  | 119       |
| 2005     | RA005E 3.0L V10                   | BAR・007                                  | M      |                                  | AUS | MAL | BHR | SMR | ESP | MON  | EUR | CAN | USA | FRA | GBR | GER | HUN | TUR | ITA | BEL | BRA | JPN | CHN |     |     |     | 9位   | 37       | 6位  | 38        |
| 2005     | RA005E 3.0L V10                   | BAR・007                                  | M      | ジェンソン・バトン               | 11  | Ret | Ret | DSQ |     |      | 10  | Ret | DNS | 4   | 5   | 3   | 5   | 5   | 8   | 3   | 7   | 5   | 8   |     |     |     | 9位   | 37       | 6位  | 38        |
| 2005     | RA005E 3.0L V10                   | BAR・007                                  | M      | 佐藤琢磨                         | 14  |     | Ret | DSQ |     |      | 12  | Ret | DNS | 11  | 16  | 12  | 8   | 9   | 16  | Ret | 10  | DSQ | Ret |     |     |     | 23位  | 1        | 6位  | 38        |
| 2005     | RA005E 3.0L V10                   | BAR・007                                  | M      | アンソニー・デビッドソン         |     | Ret |     |     |     |      |     |     |     |     |     |     |     |     |     |     |     |     |     |     |     |     | NC    | 0        | 6位  | 38        |
| 2006     | RA806E 2.4L V8                    | スーパーアグリ・SA05 スーパーアグリ・SA06 | B      |                                  | BHR | MAL | AUS | SMR | EUR | ESP  | MON | GBR | CAN | USA | FRA | GER | HUN | TUR | ITA | CHN | JPN | BRA |     |     |     |     | 23位  | 0        | 11位 | 0         |
| 2006     | RA806E 2.4L V8                    | スーパーアグリ・SA05 スーパーアグリ・SA06 | B      | 佐藤琢磨                         | 18  | 14  | 12  | Ret | Ret | 17   | Ret | 17  | 15  | Ret | Ret | Ret | 13  | NC  | 16  | DSQ | 15  | 10  |     |     |     |     | 23位  | 0        | 11位 | 0         |
| 2006     | RA806E 2.4L V8                    | スーパーアグリ・SA05 スーパーアグリ・SA06 | B      | 井出有治                         | Ret | Ret | 13  | Ret |     |      |     |     |     |     |     |     |     |     |     |     |     |     |     |     |     |     | 25位  | 0        | 11位 | 0         |
| 2006     | RA806E 2.4L V8                    | スーパーアグリ・SA05 スーパーアグリ・SA06 | B      | フランク・モンタニー             |     |     |     |     | Ret | Ret  | 16  | 18  | Ret | Ret | 16  |     |     |     |     |     |     |     |     |     |     |     | 27位  | 0        | 11位 | 0         |
| 2006     | RA806E 2.4L V8                    | スーパーアグリ・SA05 スーパーアグリ・SA06 | B      | 山本左近                         |     |     |     |     |     |      |     |     |     |     |     | Ret | Ret | Ret | Ret | 16  | 17  | 16  |     |     |     |     | 26位  | 0        | 11位 | 0         |
| 2007     | RA807E 2.4L V8                    | スーパーアグリ・SA07                      | B      |                                  | AUS | MAL | BHR | ESP | MON | CAN  | USA | FRA | GBR | EUR | HUN | TUR | ITA | BEL | JPN | CHN | BRA |     |     |     |     |     | 17位  | 4        | 9位  | 4         |
| 2007     | RA807E 2.4L V8                    | スーパーアグリ・SA07                      | B      | 佐藤琢磨                         | 12  | 13  | Ret | 8   | 17  | 6    | Ret | 16  | 14  | Ret | 15  | 18  | 16  | 15  | 15  | 14  | 12  |     |     |     |     |     | 17位  | 4        | 9位  | 4         |
| 2007     | RA807E 2.4L V8                    | スーパーアグリ・SA07                      | B      | アンソニー・デビッドソン         | 16  | 16  | 16  | 11  | 18  | 11   | 11  | Ret | Ret | 12  | Ret | 14  | 14  | 16  | Ret | Ret | 14  |     |     |     |     |     | 23位  | 0        | 9位  | 4         |
| 2008     | RA808E 2.4L V8                    | スーパーアグリ・SA08A                     | B      |                                  | AUS | MAL | BHR | ESP | TUR | MON  | CAN | FRA | GBR | GER | HUN | EUR | BEL | ITA | SIN | JPN | CHN | BRA |     |     |     |     | 21位  | 0        | 11位 | 0         |
| 2008     | RA808E 2.4L V8                    | スーパーアグリ・SA08A                     | B      | 佐藤琢磨                         | Ret | 16  | 17  | 13  |     |      |     |     |     |     |     |     |     |     |     |     |     |     |     |     |     |     | 21位  | 0        | 11位 | 0         |
| 2008     | RA808E 2.4L V8                    | スーパーアグリ・SA08A                     | B      | アンソニー・デビッドソン         | Ret | 15  | 16  | Ret |     |      |     |     |     |     |     |     |     |     |     |     |     |     |     |     |     |     | 22位  | 0        | 11位 | 0         |
| 2015     | RA615H 1.6L V6t                   | マクラーレン・MP4-30                      | P      |                                  | AUS | MAL | CHN | BHR | ESP | MON  | CAN | AUT | GBR | HUN | BEL | ITA | SIN | JPN | RUS | USA | MEX | BRA | ABU |     |     |     | NC    | 0        | 9位  | 27        |
| 2015     | RA615H 1.6L V6t                   | マクラーレン・MP4-30                      | P      | ケビン・マグヌッセン             | DNS |     |     |     |     |      |     |     |     |     |     |     |     |     |     |     |     |     |     |     |     |     | NC    | 0        | 9位  | 27        |
| 2015     | RA615H 1.6L V6t                   | マクラーレン・MP4-30                      | P      | フェルナンド・アロンソ           |     | Ret | 12  | 11  | Ret | Ret  | Ret | Ret | 10  | 5   | 13  | 18† | Ret | 11  | 11  | 11  | Ret | 15  | 17  |     |     |     | 17位  | 11       | 9位  | 27        |
| 2015     | RA615H 1.6L V6t                   | マクラーレン・MP4-30                      | P      | ジェンソン・バトン               | 11  | Ret | 14  | DNS | 16  | 8    | Ret | Ret | Ret | 9   | 14  | 14  | Ret | 16  | 9   | 6   | 14  | 14  | 12  |     |     |     | 16位  | 16       | 9位  | 27        |
| 2016     | RA616H 1.6L V6t                   | マクラーレン・MP4-31                      | P      |                                  | AUS | BHR | CHN | RUS | ESP | MON  | CAN | EUR | AUT | GBR | HUN | GER | BEL | ITA | SIN | MAL | JPN | USA | MEX | BRA | ABU |     | 10位  | 54       | 6位  | 76        |
| 2016     | RA616H 1.6L V6t                   | マクラーレン・MP4-31                      | P      | フェルナンド・アロンソ           | Ret |     | 12  | 6   | Ret | 5    | 11  | Ret | 18† | 13  | 7   | 12  | 7   | 14  | 7   | 7   | 16  | 5   | 13  | 10  | 10  |     | 10位  | 54       | 6位  | 76        |
| 2016     | RA616H 1.6L V6t                   | マクラーレン・MP4-31                      | P      | ストフェル・バンドーン           |     | 10  |     |     |     |      |     |     |     |     |     |     |     |     |     |     |     |     |     |     |     |     | 20位  | 1        | 6位  | 76        |
| 2016     | RA616H 1.6L V6t                   | マクラーレン・MP4-31                      | P      | ジェンソン・バトン               | 14  | Ret | 13  | 10  | 9   | 9    | Ret | 11  | 6   | 12  | Ret | 8   | Ret | 12  | Ret | 9   | 18  | 9   | 12  | 16  | Ret |     | 15位  | 21       | 6位  | 76        |
| 2017     | RA617H 1.6L V6t                   | マクラーレン・MCL32                       | P      |                                  | AUS | CHN | BHR | RUS | ESP | MON  | CAN | AZE | AUT | GBR | HUN | BEL | ITA | SIN | MAL | JPN | USA | MEX | BRA | ABU |     |     | 15位  | 17       | 9位  | 30        |
| 2017     | RA617H 1.6L V6t                   | マクラーレン・MCL32                       | P      | フェルナンド・アロンソ           | Ret | Ret | 14† | DNS | 12  |      | 16† | 9   | Ret | Ret | 6   | Ret | 17† | Ret | 11  | 11  | Ret | 10  | 8   | 9   |     |     | 15位  | 17       | 9位  | 30        |
| 2017     | RA617H 1.6L V6t                   | マクラーレン・MCL32                       | P      | ジェンソン・バトン               |     |     |     |     |     | Ret  |     |     |     |     |     |     |     |     |     |     |     |     |     |     |     |     | NC    | 0        | 9位  | 30        |
| 2017     | RA617H 1.6L V6t                   | マクラーレン・MCL32                       | P      | ストフェル・バンドーン           | 13  | Ret | DNS | 14  | Ret | Ret  | 14  | 12  | 12  | 11  | 10  | 14  | Ret | 7   | 7   | 14  | 12  | 12  | Ret | 12  |     |     | 16位  | 13       | 9位  | 30        |
| 2018     | RA618H 1.6L V6t                   | トロ・ロッソ STR13                        | P      |                                  | AUS | BHR | CHN | AZE | ESP | MON  | CAN | FRA | AUT | GBR | GER | HUN | BEL | ITA | SIN | RUS | JPN | USA | MEX | BRA | ABU |     | 19位  | 4        | 9位  | 33        |
| 2018     | RA618H 1.6L V6t                   | トロ・ロッソ STR13                        | P      | ブレンドン・ハートレイ           | 15  | 17  | 20† | 10  | 12  | 19†  | Ret | 14  | 11  | Ret | 10  | 11  | 14  | Ret | 17  | Ret | 13  | 9   | 14  | 11  | 12  |     | 19位  | 4        | 9位  | 33        |
| 2018     | RA618H 1.6L V6t                   | トロ・ロッソ STR13                        | P      | ピエール・ガスリー               | Ret | 4   | 18  | 12  | Ret | 7    | 11  | Ret | Ret | 13  | 14  | 6   | 9   | 14  | 13  | Ret | 11  | 12  | 10  | 13  | Ret |     | 15位  | 29       | 9位  | 33        |
| 2019     | RA619H 1.6L V6t                   | レッドブル・RB15                          | P      |                                  | AUS | BHR | CHN | AZE | ESP | MON  | CAN | FRA | AUT | GBR | GER | HUN | BEL | ITA | SIN | RUS | JPN | MEX | USA | BRA | ABU |     | 3位   | 278      | 3位  | 417       |
| 2019     | RA619H 1.6L V6t                   | レッドブル・RB15                          | P      | マックス・フェルスタッペン       | 3   | 4   | 4   | 4   | 3   | 4    | 5   | 4   | 1   | 5   | 1   | 2   | Ret | 8   | 3   | 4   | Ret | 6   | 3   | 1   | 2   |     | 3位   | 278      | 3位  | 417       |
| 2019     | RA619H 1.6L V6t                   | レッドブル・RB15                          | P      | ピエール・ガスリー               | 11  | 8   | 6   | Ret | 6   | 5    | 8   | 10  | 7   | 4   | 14† | 6   |     |     |     |     |     |     |     |     |     |     | 7位   | 95       | 3位  | 417       |
| 2019     | RA619H 1.6L V6t                   | レッドブル・RB15                          | P      | アレクサンダー・アルボン         |     |     |     |     |     |      |     |     |     |     |     |     | 5   | 6   | 6   | 5   | 4   | 5   | 5   | 14  | 6   |     | 8位   | 92       | 3位  | 417       |
| 2019     | RA619H 1.6L V6t                   | トロ・ロッソ STR14                        | P      | ダニール・クビアト               | 10  | 12  | Ret | Ret | 9   | 7    | 10  | 14  | 17  | 9   | 3   | 15  | 7   | Ret | 15  | 12  | 10  | 11  | 12  | 10  | 9   |     | 13位  | 37       | 6位  | 85        |
| 2019     | RA619H 1.6L V6t                   | トロ・ロッソ STR14                        | P      | アレクサンダー・アルボン         | 14  | 9   | 10  | 11  | 11  | 8    | Ret | 15  | 15  | 12  | 6   | 10  |     |     |     |     |     |     |     |     |     |     | 8位   | 92       | 6位  | 85        |
| 2019     | RA619H 1.6L V6t                   | トロ・ロッソ STR14                        | P      | ピエール・ガスリー               |     |     |     |     |     |      |     |     |     |     |     |     | 9   | 11  | 8   | 14  | 7   | 9   | 16† | 2   | 18  |     | 7位   | 95       | 6位  | 85        |
| 2020     | RA620H 1.6L V6t                   | レッドブル・RB16                          | P      |                                  | AUT | STY | HUN | GBR | 70A | ESP  | BEL | ITA | TUS | RUS | EIF | POR | EMI | TUR | BHR | SKR | ABU |     |     |     |     |     | 3位   | 214      | 2位  | 319       |
| 2020     | RA620H 1.6L V6t                   | レッドブル・RB16                          | P      | マックス・フェルスタッペン       | Ret | 3   | 2   | 2   | 1   | 2    | 3   | Ret | Ret | 2   | 2   | 3   | Ret | 6   | 2   | Ret | 1   |     |     |     |     |     | 3位   | 214      | 2位  | 319       |
| 2020     | RA620H 1.6L V6t                   | レッドブル・RB16                          | P      | アレクサンダー・アルボン         | 13† | 4   | 5   | 8   | 5   | 8    | 6   | 15  | 3   | 10  | Ret | 12  | 15  | 7   | 3   | 6   | 4   |     |     |     |     |     | 7位   | 105      | 2位  | 319       |
| 2020     | RA620H 1.6L V6t                   | アルファタウリ・AT01                      | P      | ダニール・クビアト               | 12† | 10  | 12  | Ret | 10  | 12   | 11  | 9   | 7   | 8   | 15  | 19  | 4   | 12  | 11  | 7   | 11  |     |     |     |     |     | 14位  | 32       | 7位  | 107       |
| 2020     | RA620H 1.6L V6t                   | アルファタウリ・AT01                      | P      | ピエール・ガスリー               | 7   | 15  | Ret | 7   | 11  | 9    | 8   | 1   | Ret | 9   | 6   | 5   | Ret | 13  | 6   | 11  | 8   |     |     |     |     |     | 10位  | 75       | 7位  | 107       |
| 2021     | RA621H 1.6L V6t                   | レッドブル・RB16B                         | P      |                                  | BHR | EMI | POR | ESP | MON | AZE  | FRA | STY | AUT | GBR | HUN | BEL | NED | ITA | RUS | TUR | USA | MEX | SÃO | QAT | SAU | ABU | 1位   | 395.5    | 2位  | 585.5     |
| 2021     | RA621H 1.6L V6t                   | レッドブル・RB16B                         | P      | マックス・フェルスタッペン       | 2   | 1   | 2   | 2   | 1   | 18†  | 1   | 1   | 1   | Ret | 9   | 1   | 1   | Ret | 2   | 2   | 1   | 1   | 2   | 2   | 2   | 1   | 1位   | 395.5    | 2位  | 585.5     |
| 2021     | RA621H 1.6L V6t                   | レッドブル・RB16B                         | P      | セルジオ・ペレス                 | 5   | 11  | 4   | 5   | 4   | 1    | 3   | 4   | 6   | 16  | Ret | 19  | 8   | 5   | 9   | 3   | 3   | 3   | 4   | 4   | Ret | 15† | 4位   | 190      | 2位  | 585.5     |
| 2021     | RA621H 1.6L V6t                   | アルファタウリ・AT02                      | P      | 角田裕毅                         | 9   | 12  | 15  | Ret | 16  | 7    | 13  | 10  | 12  | 10  | 6   | 15  | Ret | DNS | 17  | 14  | 9   | Ret | 15  | 13  | 14  | 4   | 14位  | 32       | 6位  | 142       |
| 2021     | RA621H 1.6L V6t                   | アルファタウリ・AT02                      | P      | ピエール・ガスリー               | 17† | 7   | 10  | 10  | 6   | 3    | 7   | Ret | 9   | 11  | 5   | 6‡  | 4   | Ret | 13  | 6   | Ret | 4   | 7   | 11  | 6   | 5   | 9位   | 110      | 6位  | 142       |
| 情報源： |                                   |                                           |        |                                  |     |     |     |     |     |      |     |     |     |     |     |     |     |     |     |     |     |     |     |     |     |     |       |          |      |           |

- 太字はポールポジション、斜字はファステストラップ。
- † 印はリタイアだが、90%以上の距離を走行したため規定により完走扱い。
- * ドライバーは他のエンジンメーカーでポイントを獲得した。

## ホンダエンジンを搭載したチームとドライバー
- ホンダ (1964 - 1968, 2006 - 2008) （3勝）
  - ロニー・バックナム (1964 - 1966)
  - リッチー・ギンサー (1965 - 1966) （1勝）
  - ジョン・サーティース (1967 - 1968) （1勝）
  - ジョー・シュレッサー (1968)
  - デビッド・ホッブス (1968)
  - ヨアキム・ボニエ (1968)[165]
  - ルーベンス・バリチェロ (2006 - 2008)
  - ジェンソン・バトン (2006 - 2008) （1勝）

- スピリット (1983)
  - ステファン・ヨハンソン (1983)

- ウィリアムズF1 (1983 - 1987) （23勝）（1986・1987年コンストラクターズチャンピオン）
  - ケケ・ロズベルグ (1983 - 1985) （3勝）
  - ジャック・ラフィット (1983 - 1984)
  - ナイジェル・マンセル (1985 - 1987) （13勝）
  - ネルソン・ピケ (1986 - 1987) （7勝）（1987年ドライバーズチャンピオン）
  - リカルド・パトレーゼ (1987)

- チーム・ロータス (1987 - 1988) （2勝）
  - 中嶋悟 (1987 - 1988)
  - アイルトン・セナ (1987) （2勝）
  - ネルソン・ピケ (1988)

- マクラーレン (1988 - 1992 , 2015 - 2017) （44勝）（1988 - 1991年コンストラクターズチャンピオン）
  - アラン・プロスト (1988 - 1989) （11勝）（1989年ドライバーズチャンピオン）
  - アイルトン・セナ (1988 - 1992) （30勝）（1988・1990・1991年ドライバーズチャンピオン）
  - ゲルハルト・ベルガー (1990 - 1992) （3勝）
  - フェルナンド・アロンソ (2015 - 2017)
  - ジェンソン・バトン (2015 - 2017)
  - ケビン・マグヌッセン (2015)
  - ストフェル・バンドーン (2016 - 2017)

- ティレル (1991)
  - 中嶋悟 (1991)
  - ステファノ・モデナ (1991)

- B・A・R (2000 - 2005)
  - ジャック・ヴィルヌーヴ (2000 - 2003)
  - リカルド・ゾンタ (2000)
  - オリビエ・パニス (2001 - 2002)
  - ジェンソン・バトン (2003 - 2005)
  - 佐藤琢磨 (2003 - 2005)
  - アンソニー・デビッドソン (2005)

- ジョーダン・グランプリ (2001 - 2002)
  - ハインツ＝ハラルド・フレンツェン (2001)
  - ヤルノ・トゥルーリ (2001)
  - リカルド・ゾンタ (2001)
  - ジャン・アレジ (2001)
  - ジャンカルロ・フィジケラ (2002)
  - 佐藤琢磨 (2002)

- スーパーアグリF1チーム  (2006 - 2008)
  - 佐藤琢磨 (2006 - 2008)
  - 井出有治 (2006)
  - フランク・モンタニー (2006)
  - 山本左近 (2006)
  - アンソニー・デビッドソン (2007 - 2008)

- スクーデリア・トロ・ロッソ (2018 - 2019) / スクーデリア・アルファタウリ (2020 - 2021)（1勝）
  - ピエール・ガスリー (2018 , 2019 ベルギーGP - 2021)（1勝）
  - ブレンドン・ハートレイ (2018)
  - ダニール・クビアト (2019 - 2020)
  - アレクサンダー・アルボン (2019 オーストラリアGP - ハンガリーGP)
  - 角田裕毅 (2021)

- レッドブル・レーシング (2019 - 2021) (16勝)
  - マックス・フェルスタッペン (2019 - 2021)　(15勝)（2021年ドライバーズチャンピオン）
  - ピエール・ガスリー (2019 オーストラリアGP - ハンガリーGP)
  - アレクサンダー・アルボン (2019 ベルギーGP - 2020)
  - セルジオ・ペレス (2021) (1勝)

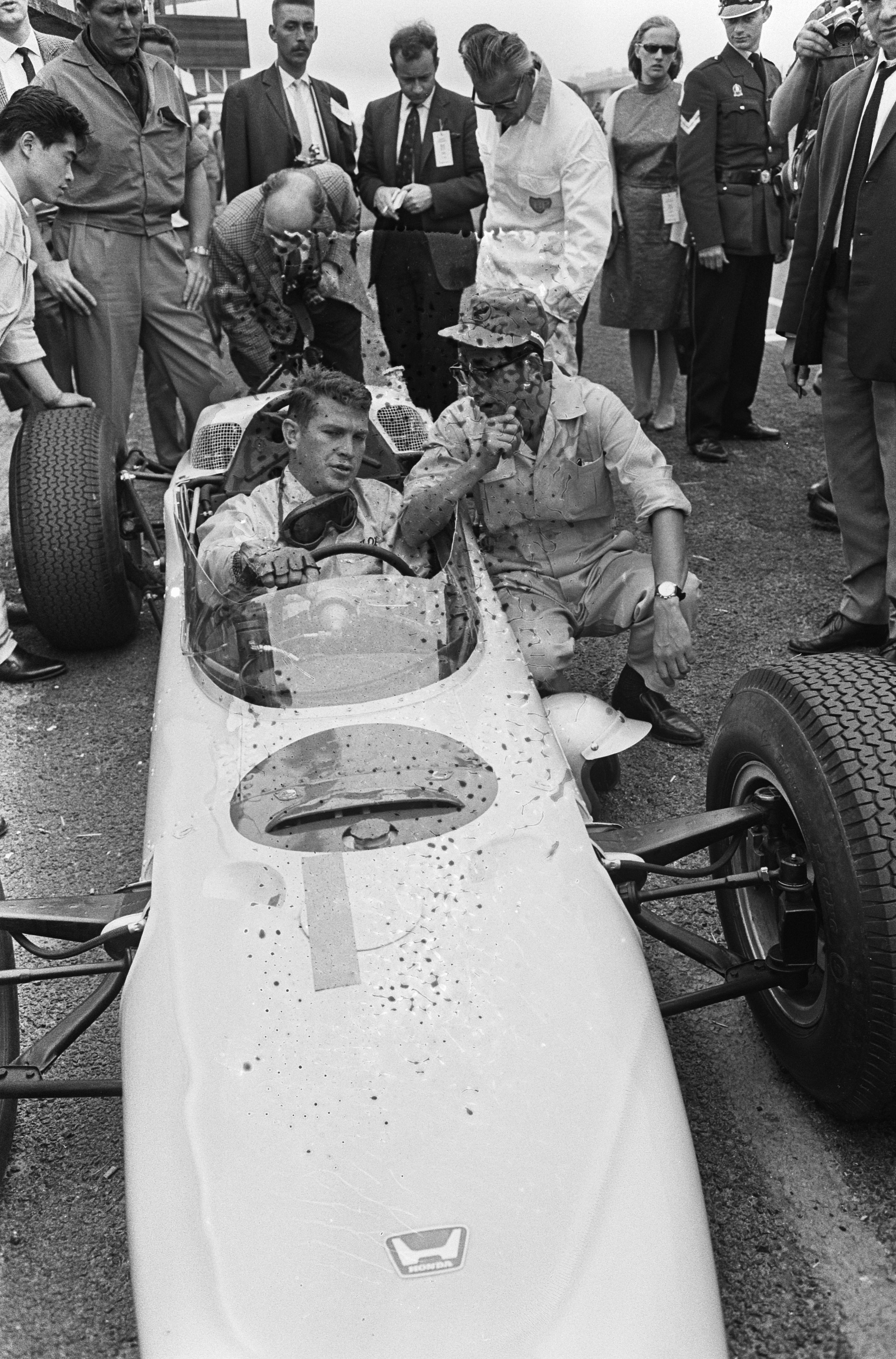
チーム初の契約ドライバー ロニー・バックナム
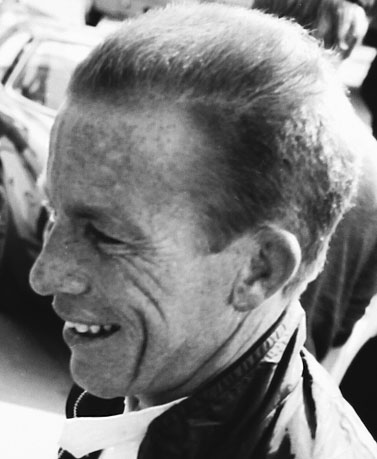
ホンダに初勝利をもたらしたリッチー・ギンサー
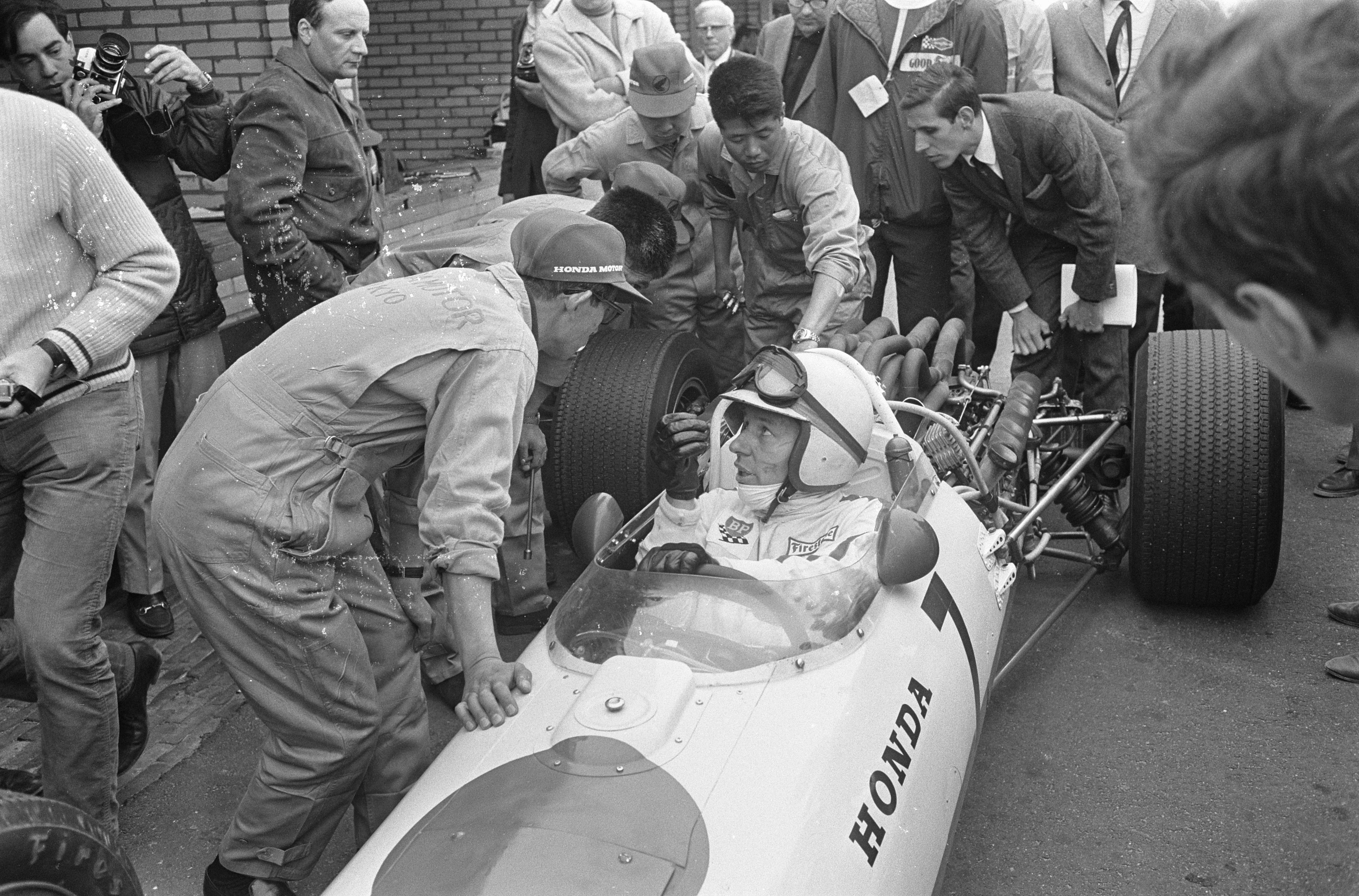
ピットで中村監督と会話中のジョン・サーティース

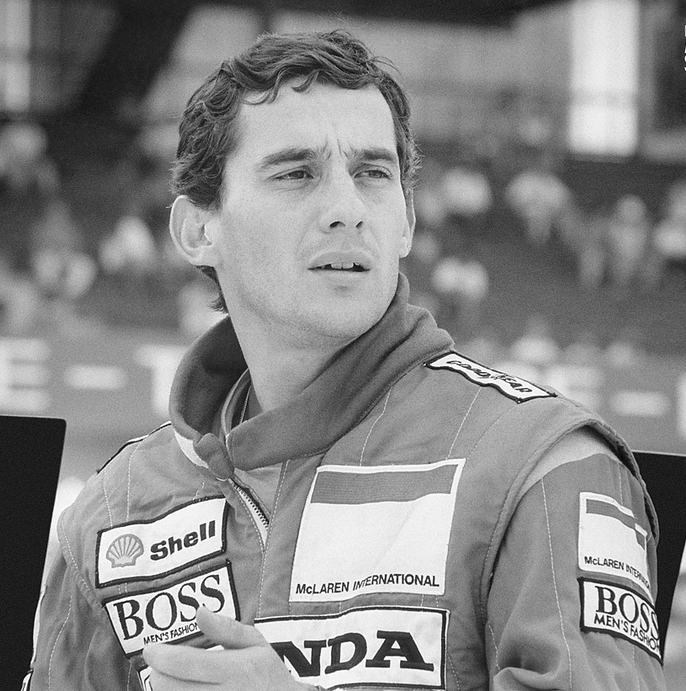
ホンダエンジン最多勝利獲得者であるアイルトン・セナ
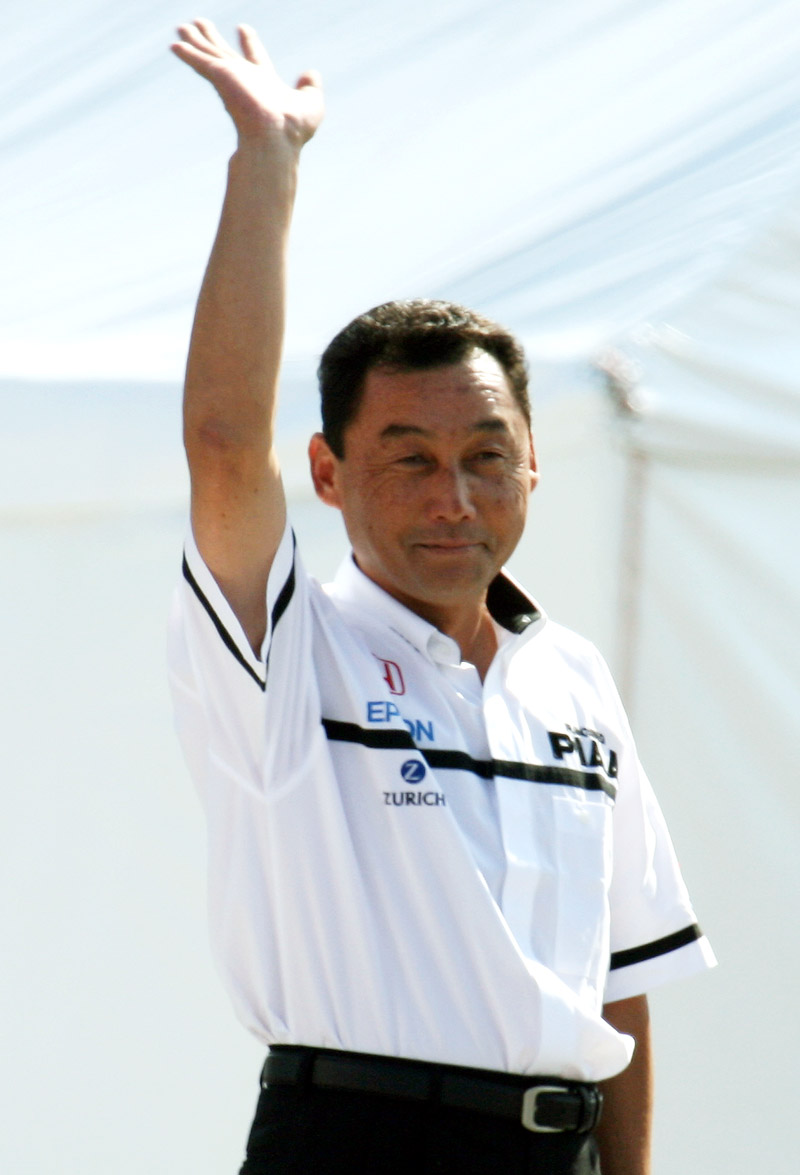
ホンダが支援した初の日本人フルタイムドライバー 中嶋悟
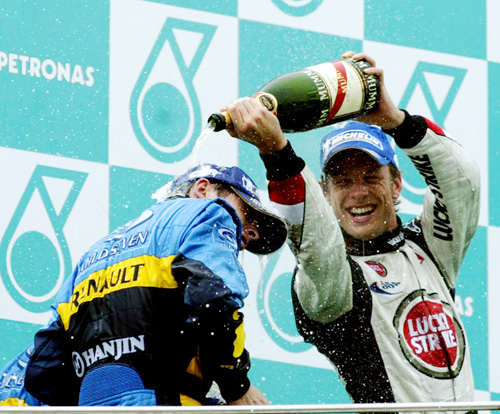
ワークス体制で39年ぶりに勝利したジェンソン・バトン
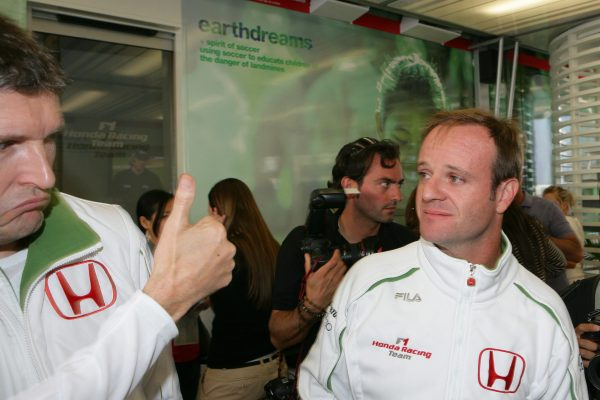
ワークス体制最後の表彰台を獲得したルーベンス・バリチェロ(右)
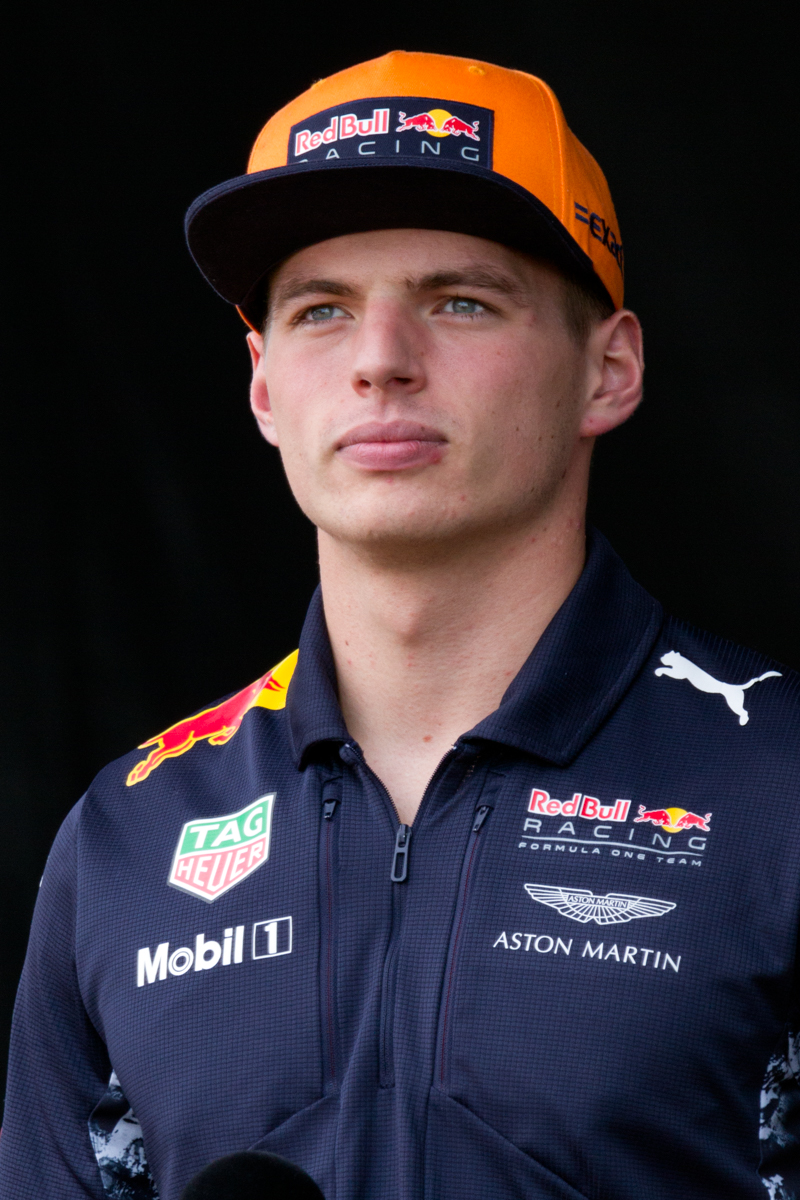
エンジンサプライヤーとして30年ぶりにドライバーズタイトルを獲得したマックス・フェルスタッペン

## 車両ギャラリー
- ワークス (第1期)（1964年 - 1968年）

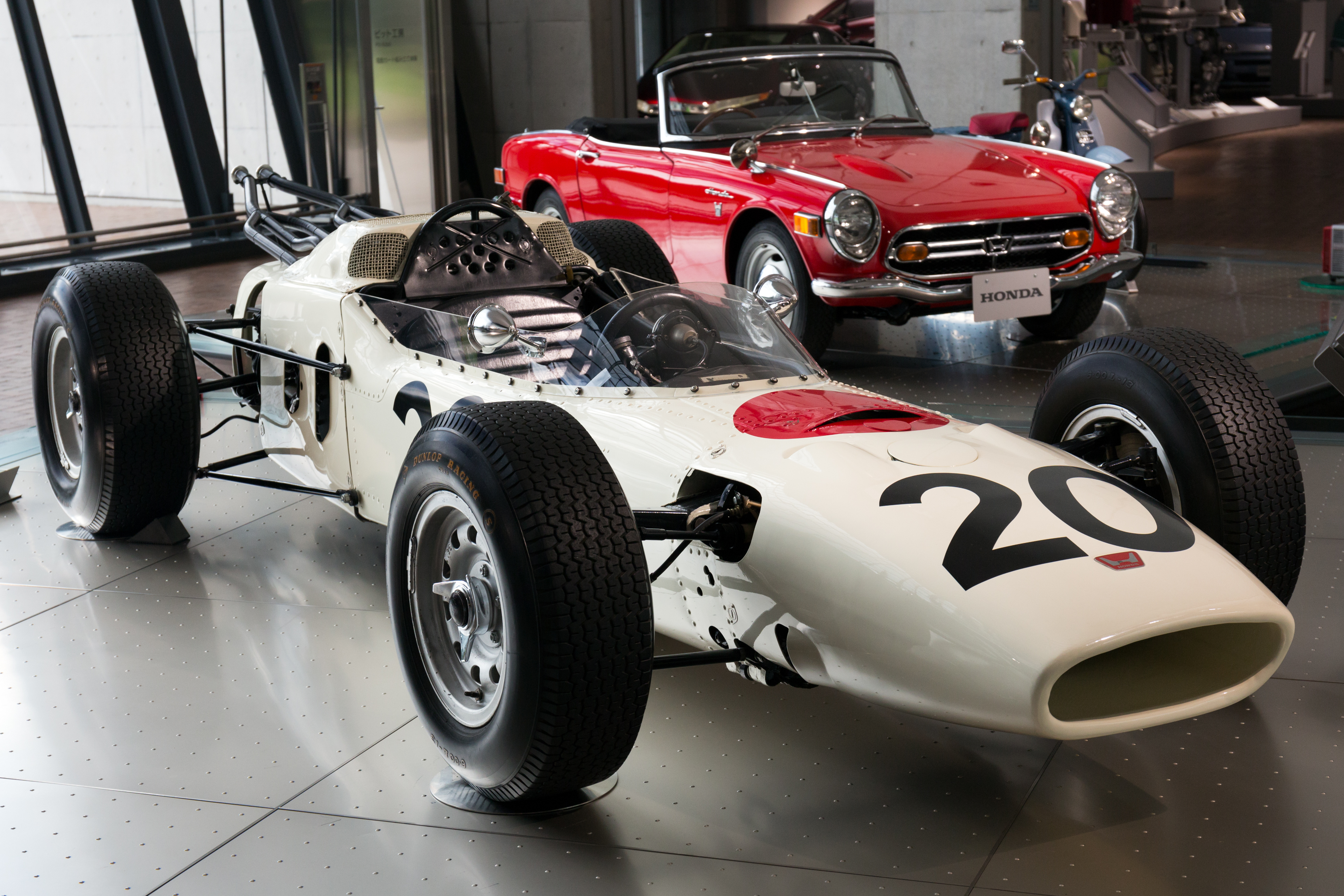
RA271
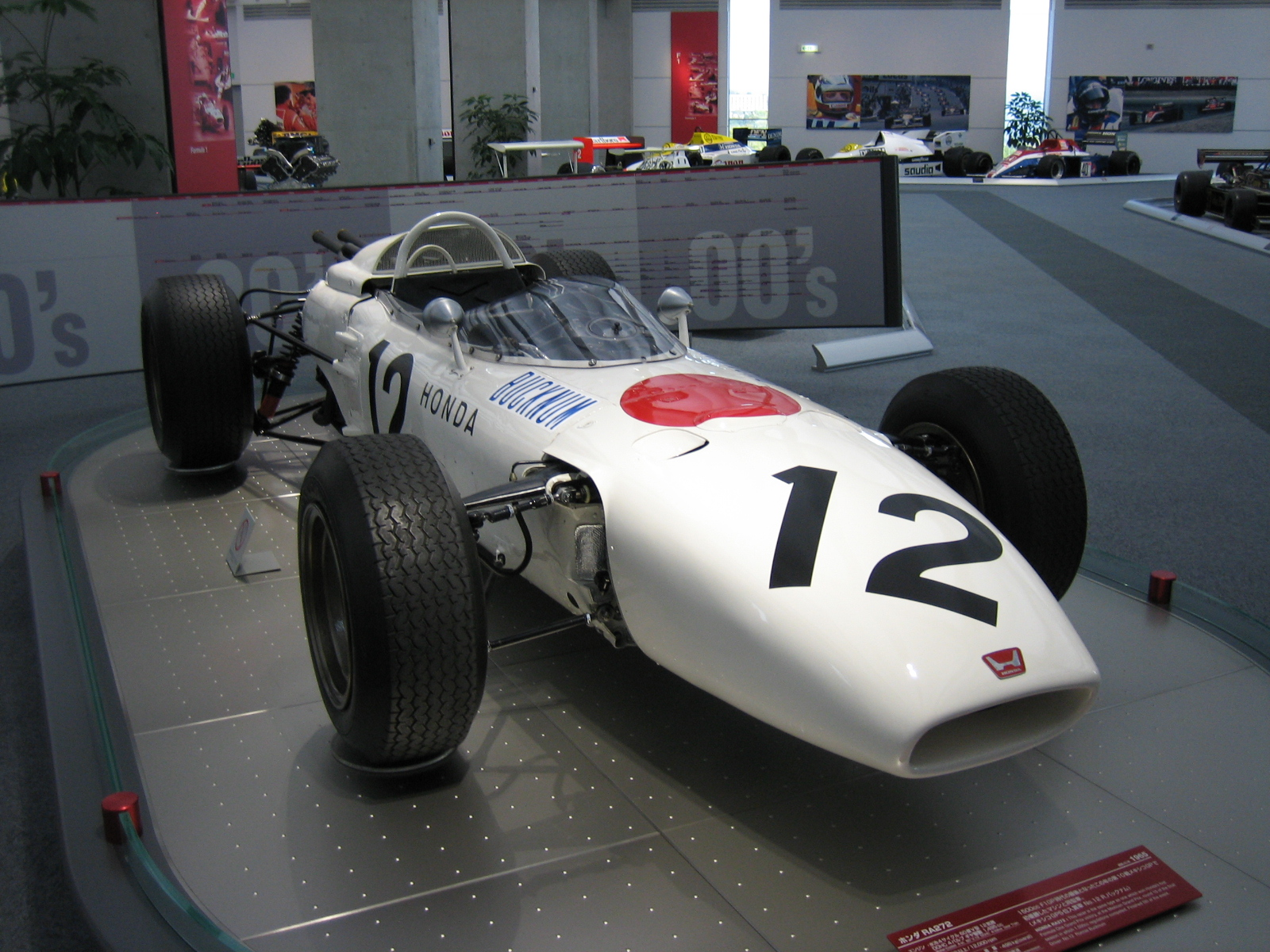
RA272
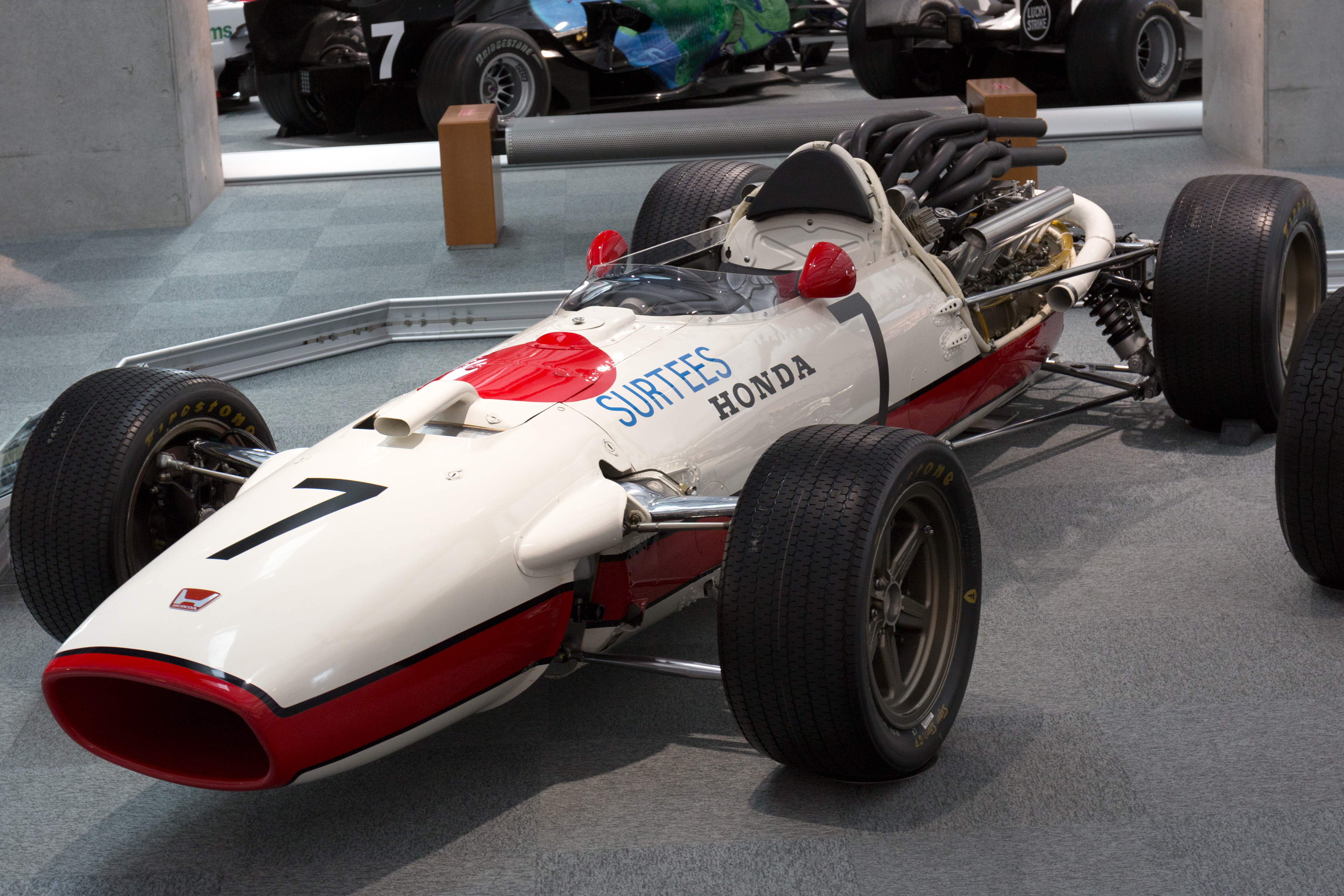
RA273
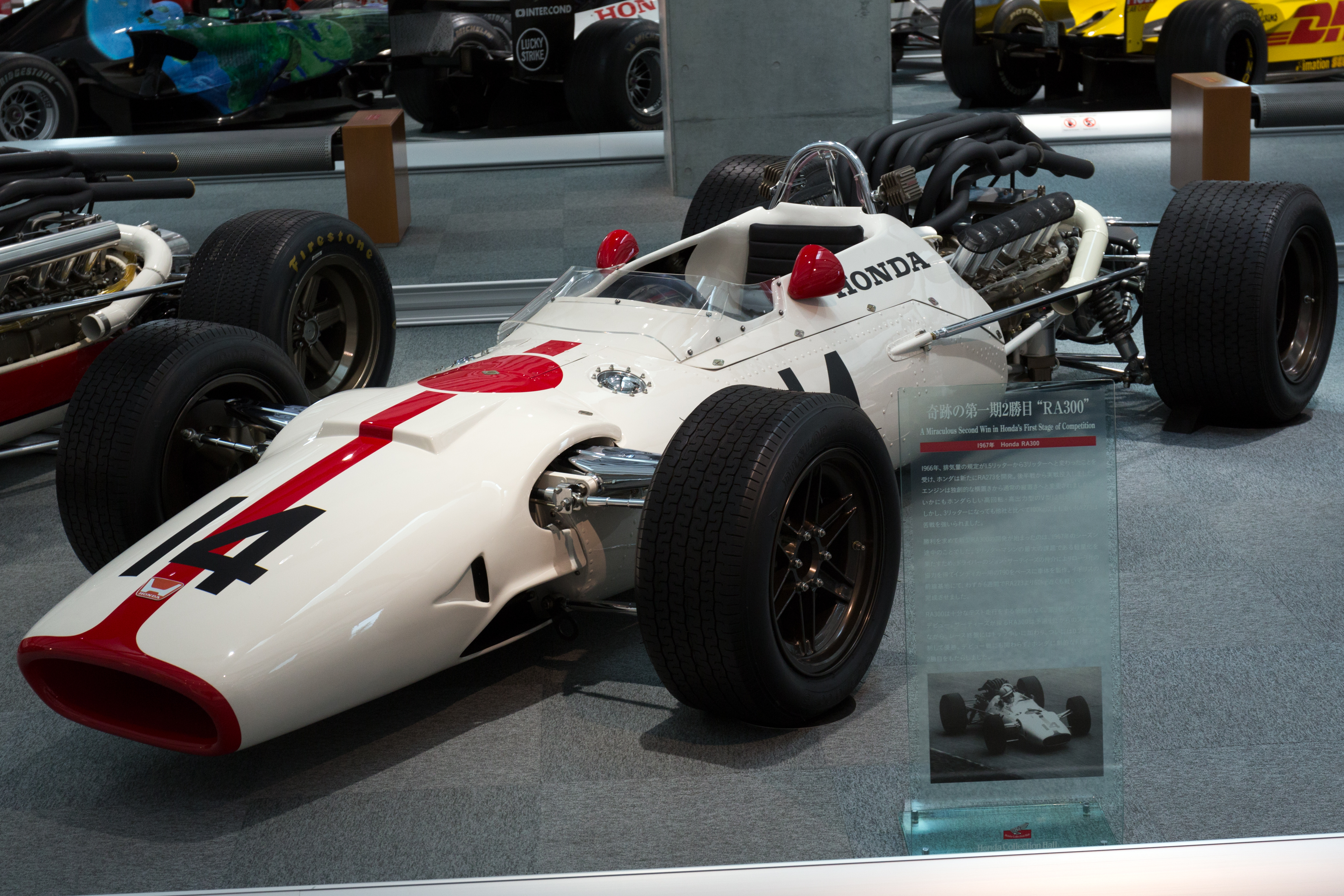
RA300
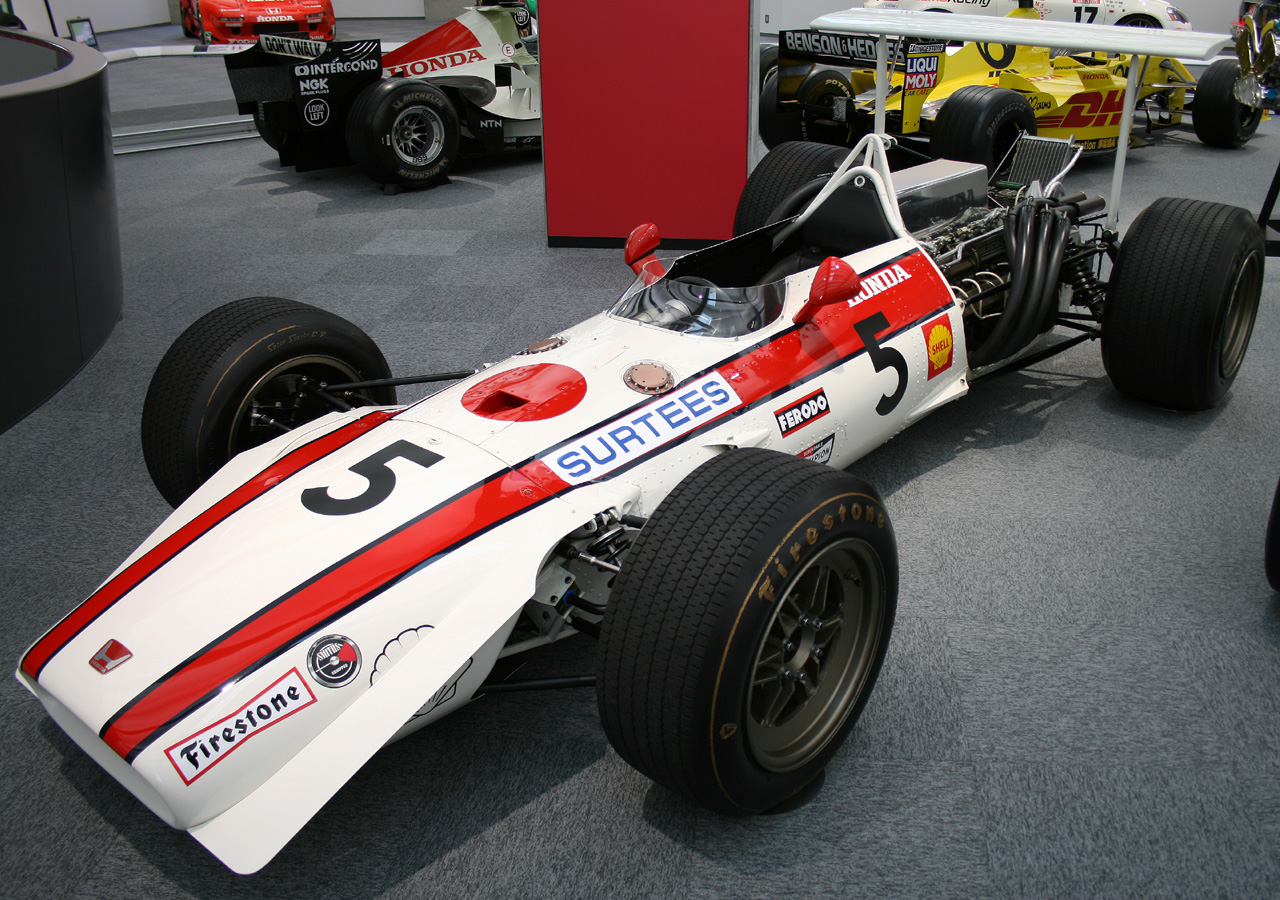
RA301
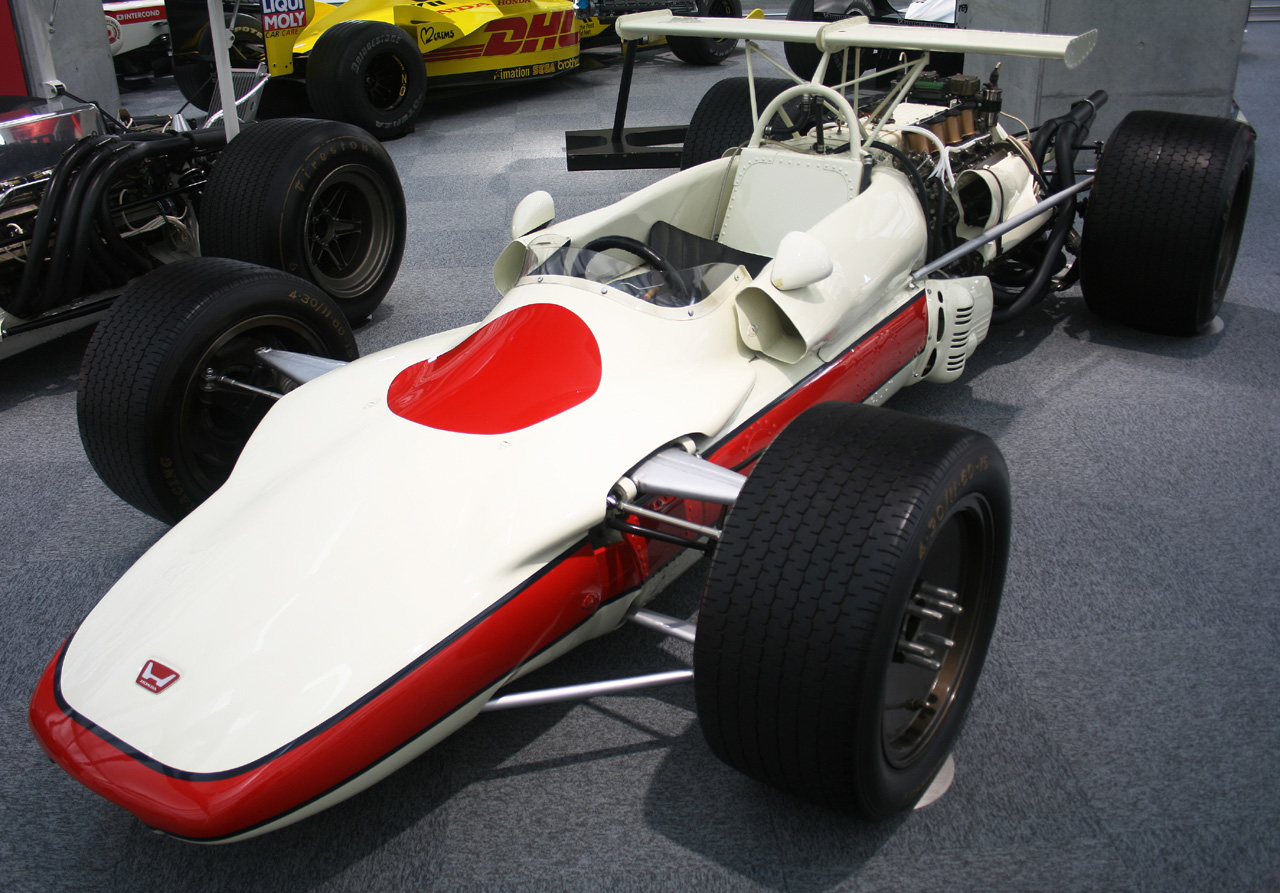
RA302

- ワークス (第3期)（2006年 - 2008年）

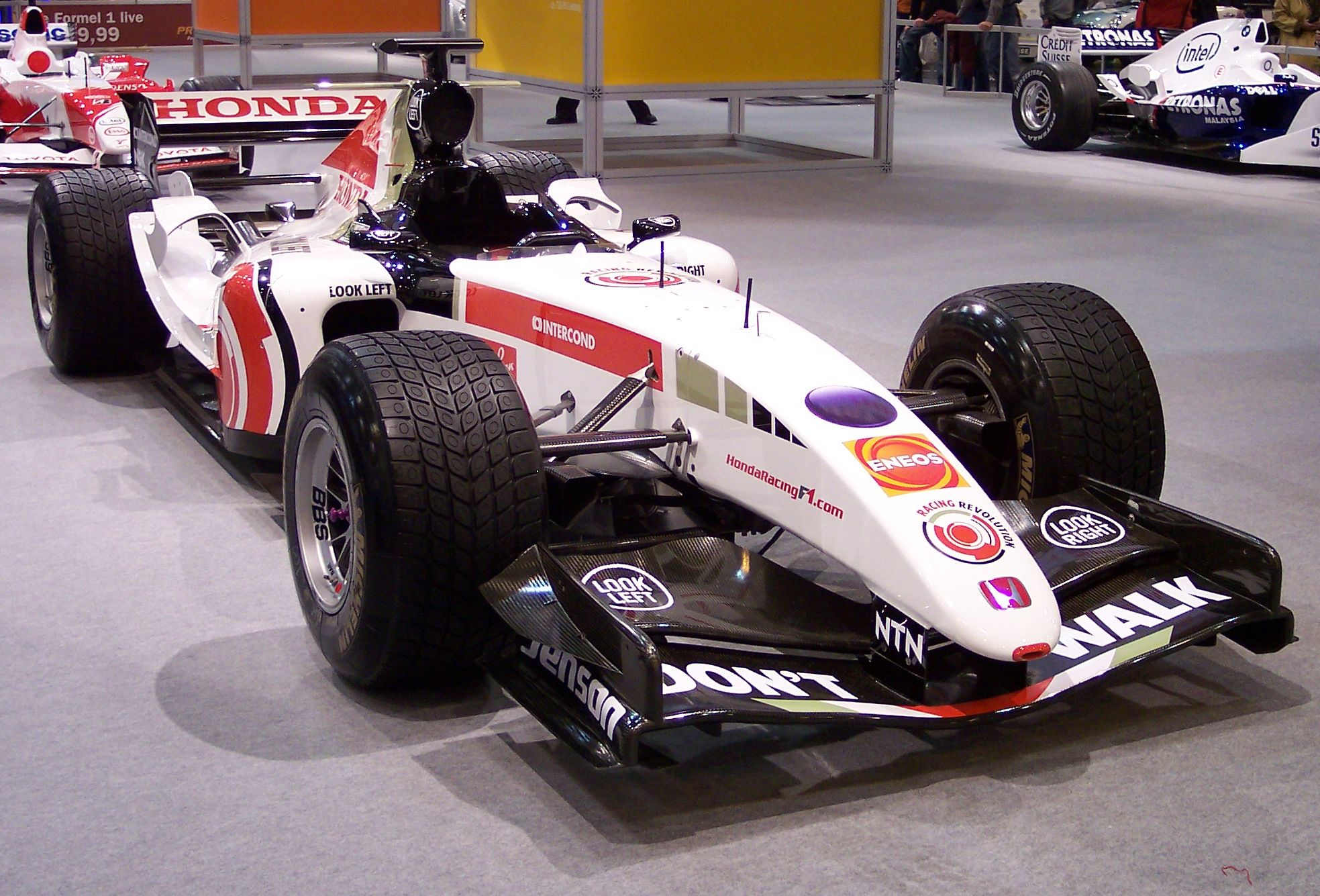
RA106 (=BAR・008)
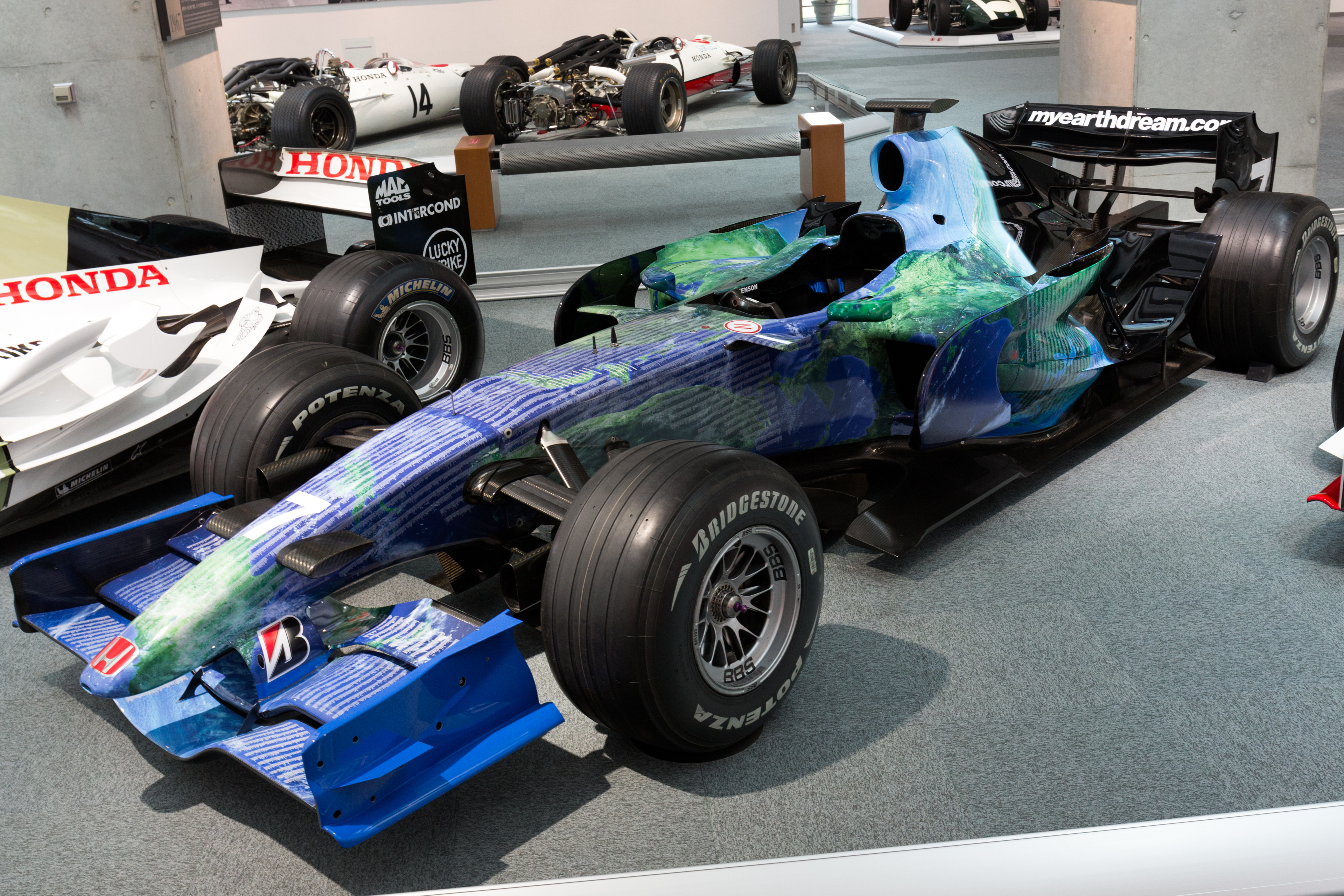
RA107
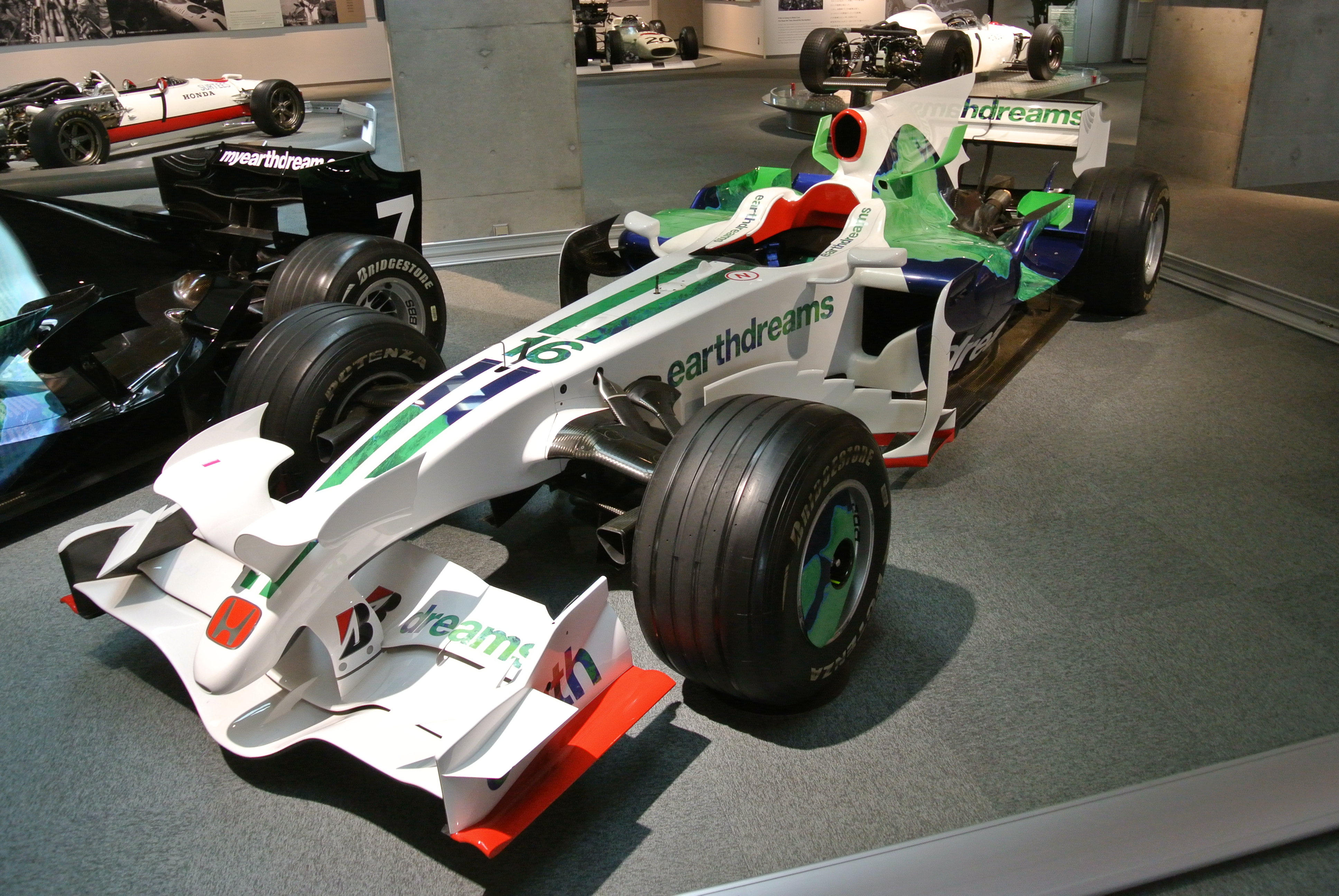
RA108

- サプライヤー (第2期)（1983年 - 1992年）

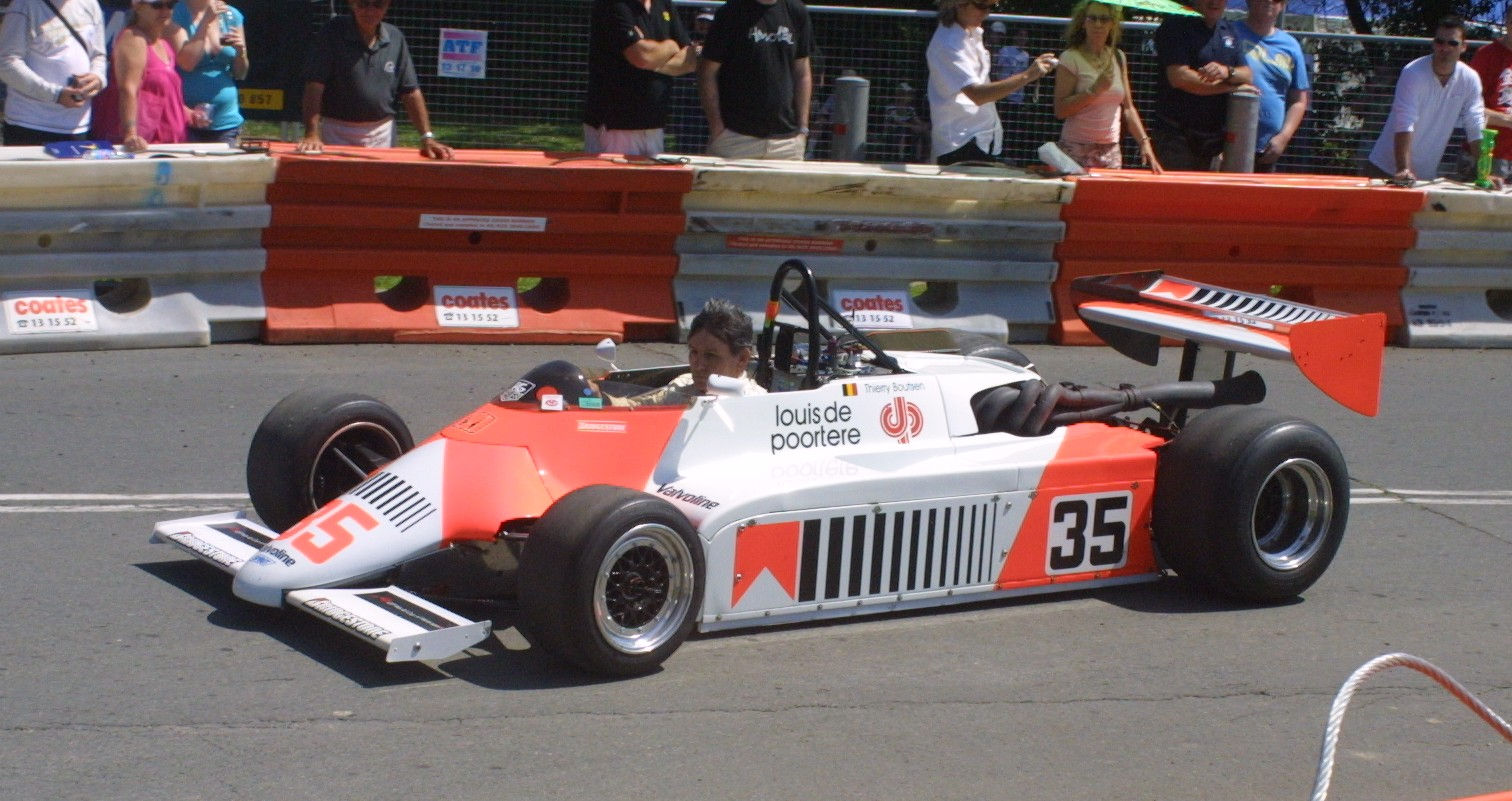
スピリット・201
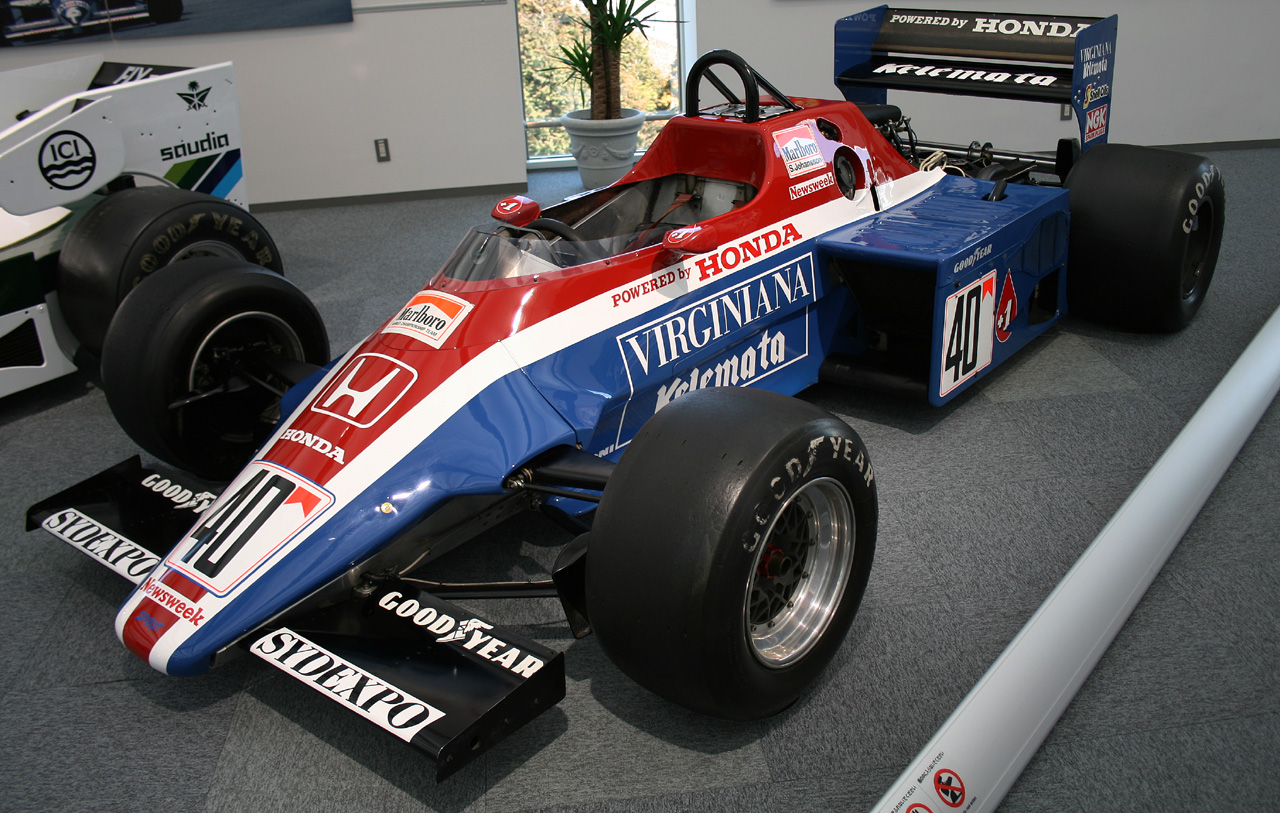
スピリット・201C
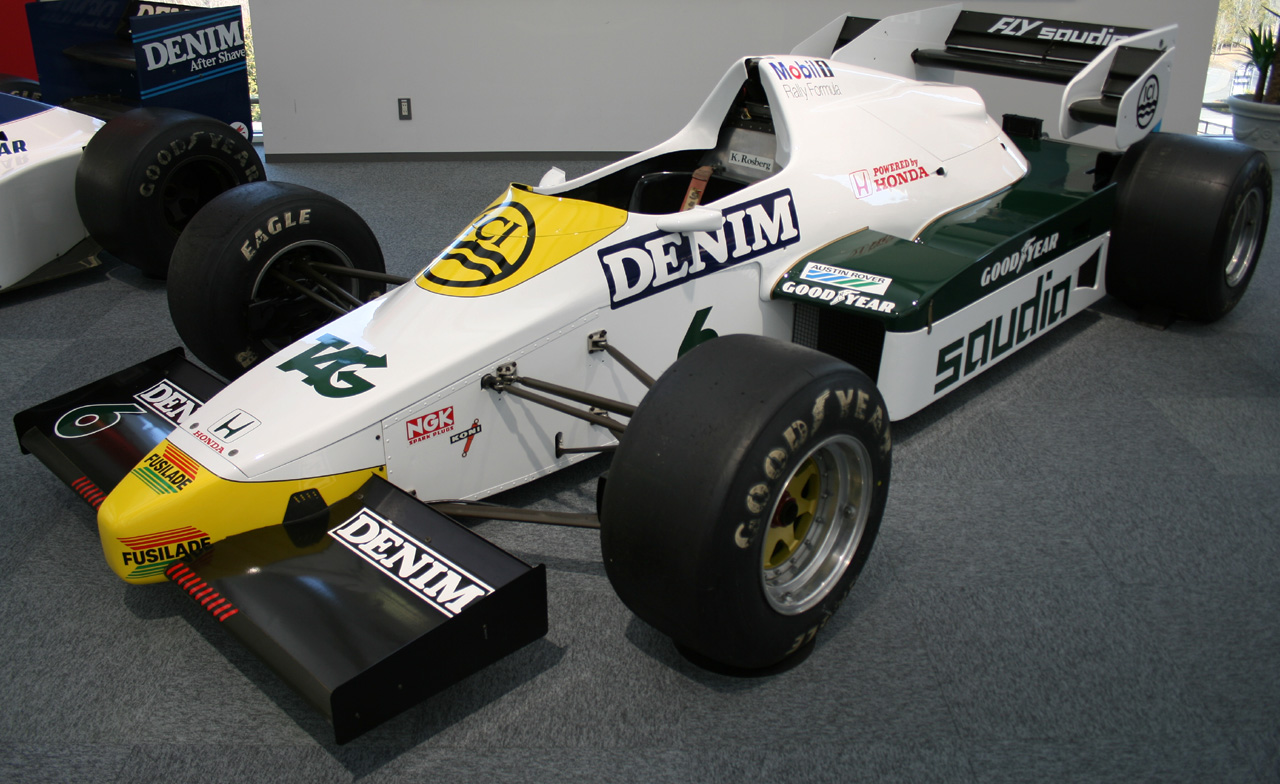
ウィリアムズ・FW09
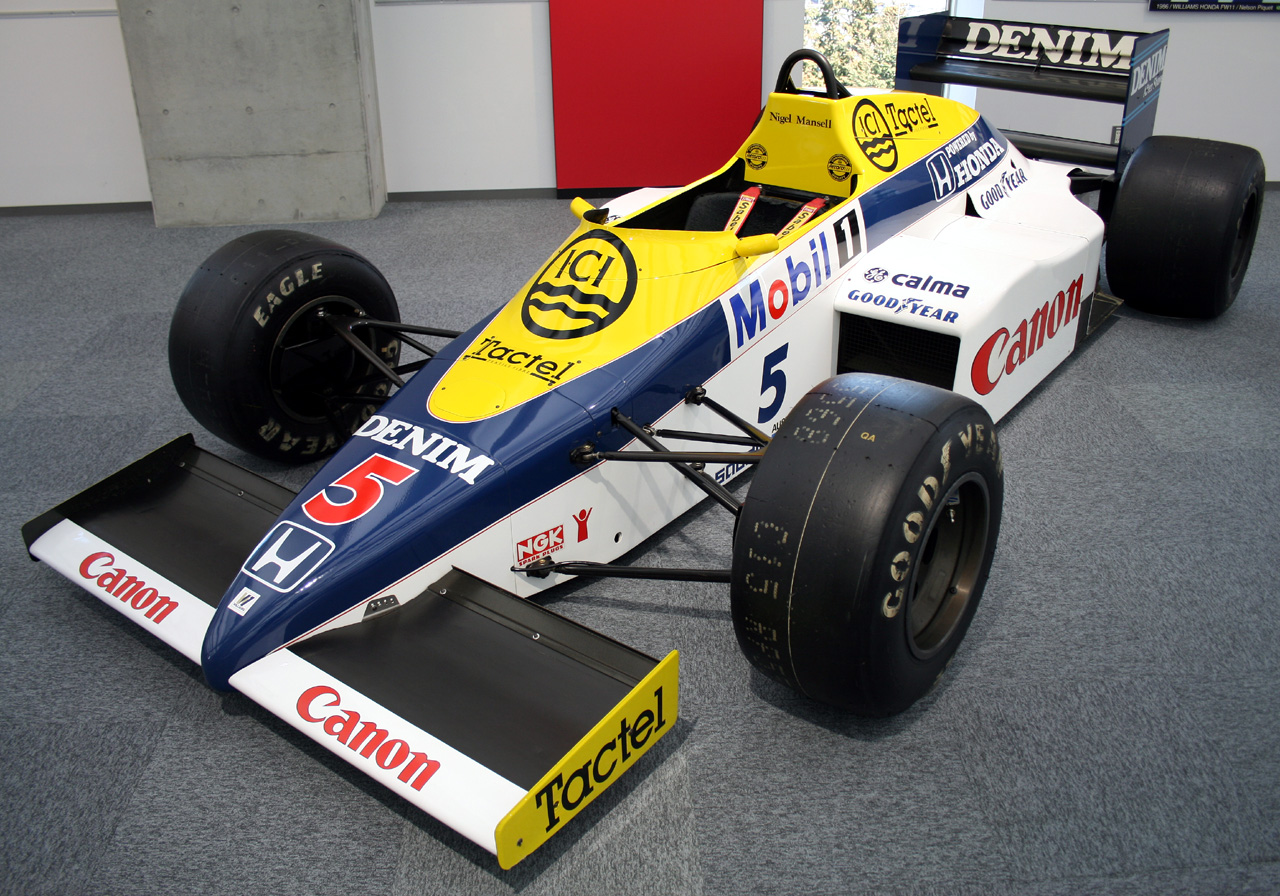
ウィリアムズ・FW10
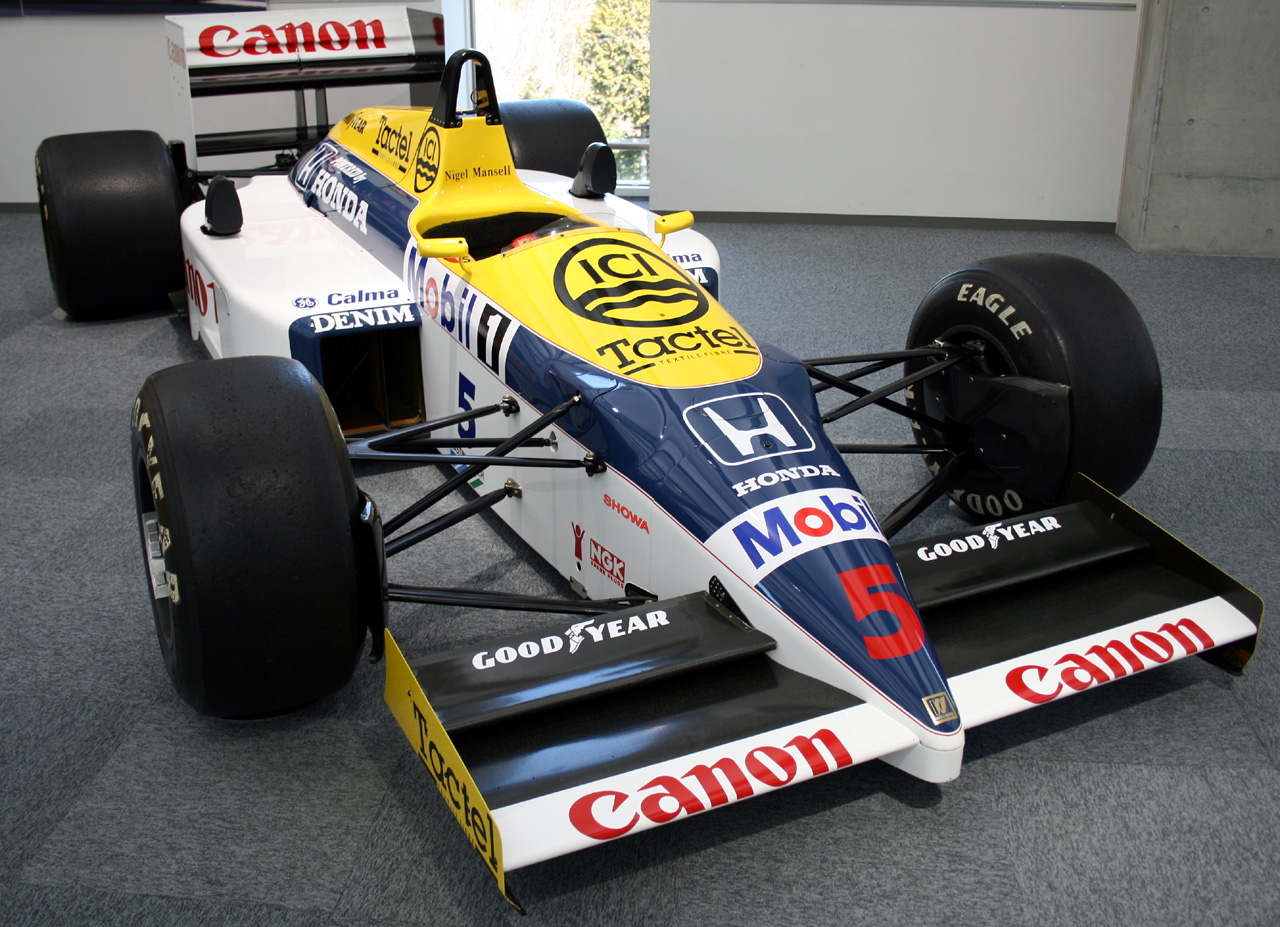
ウィリアムズ・FW11
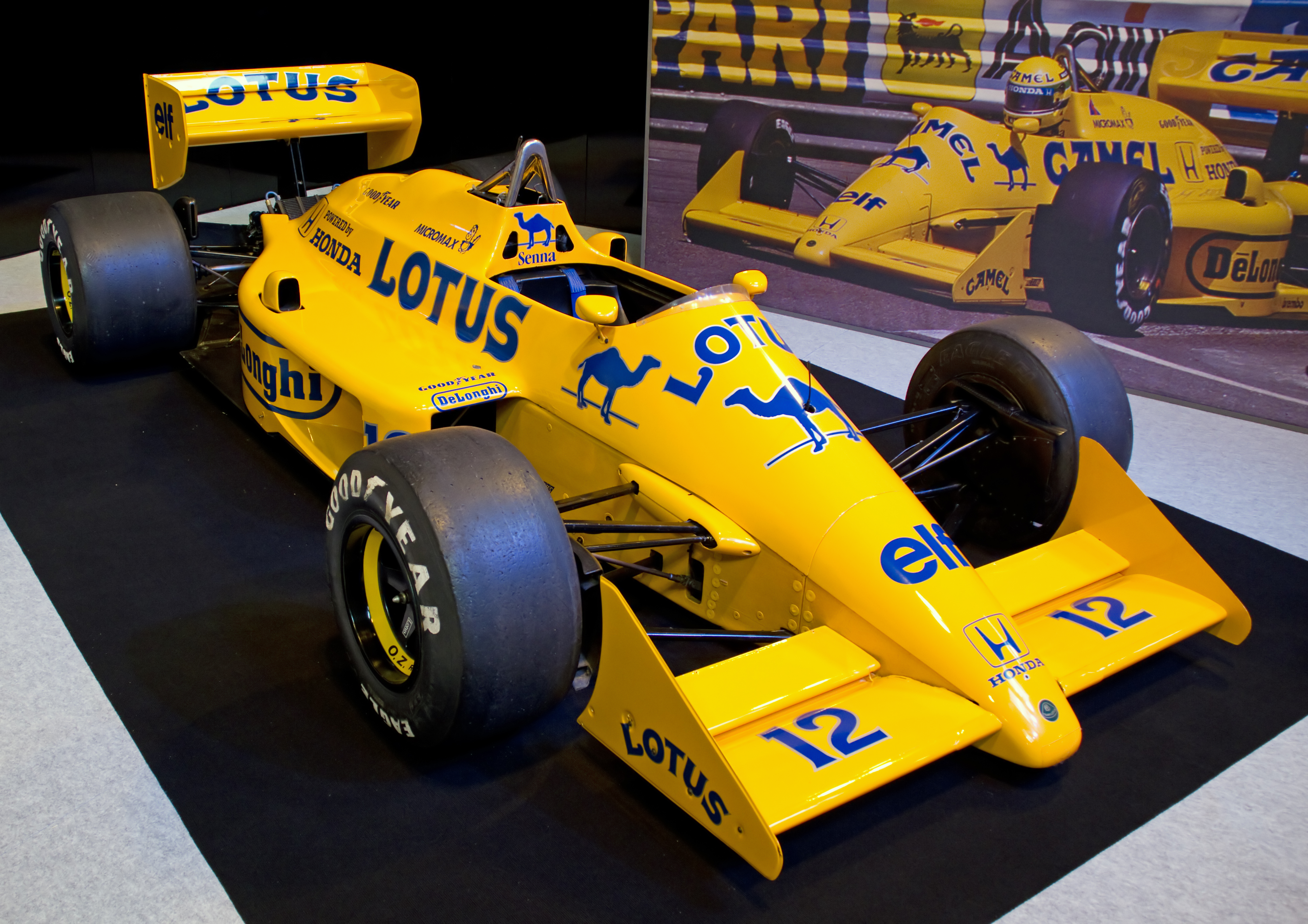
ロータス・99T
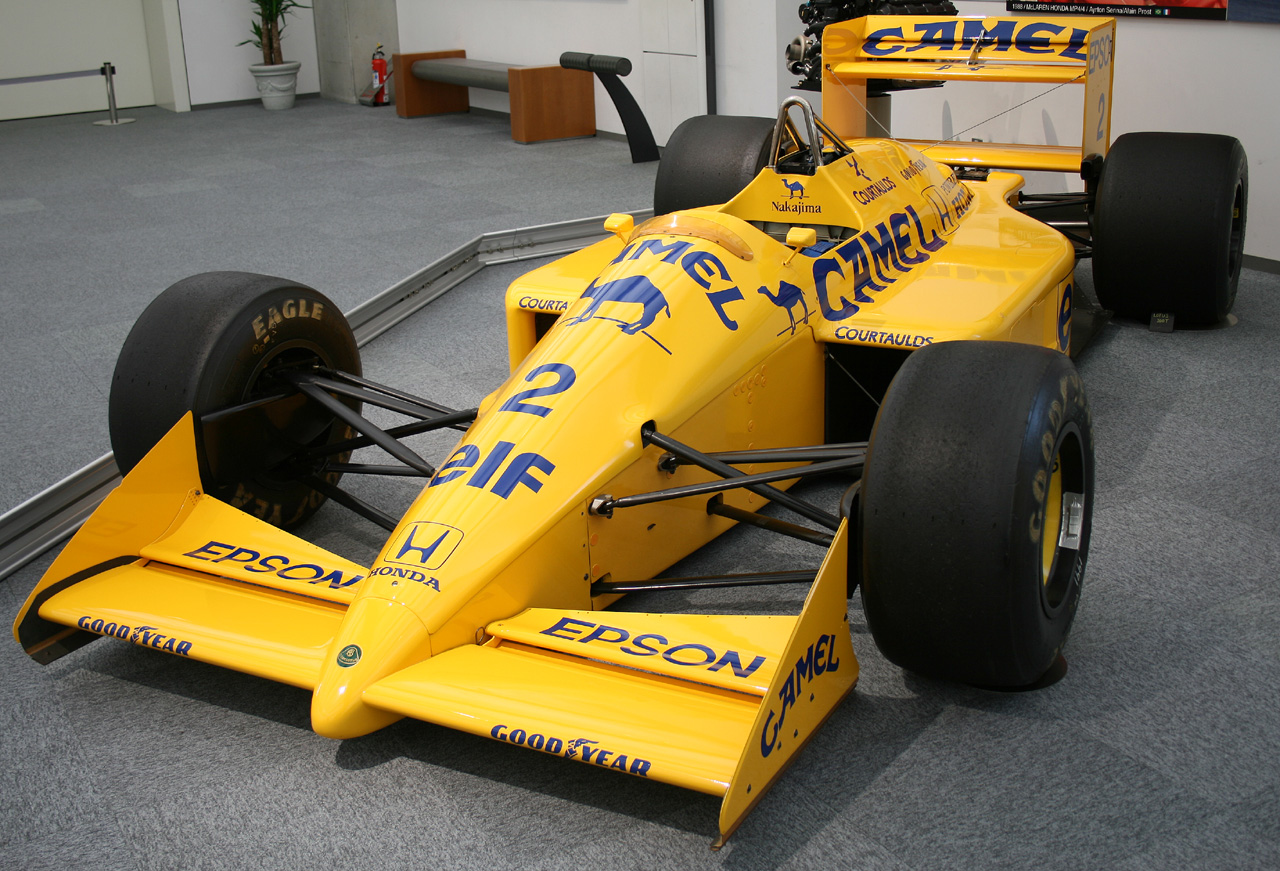
ロータス・100T
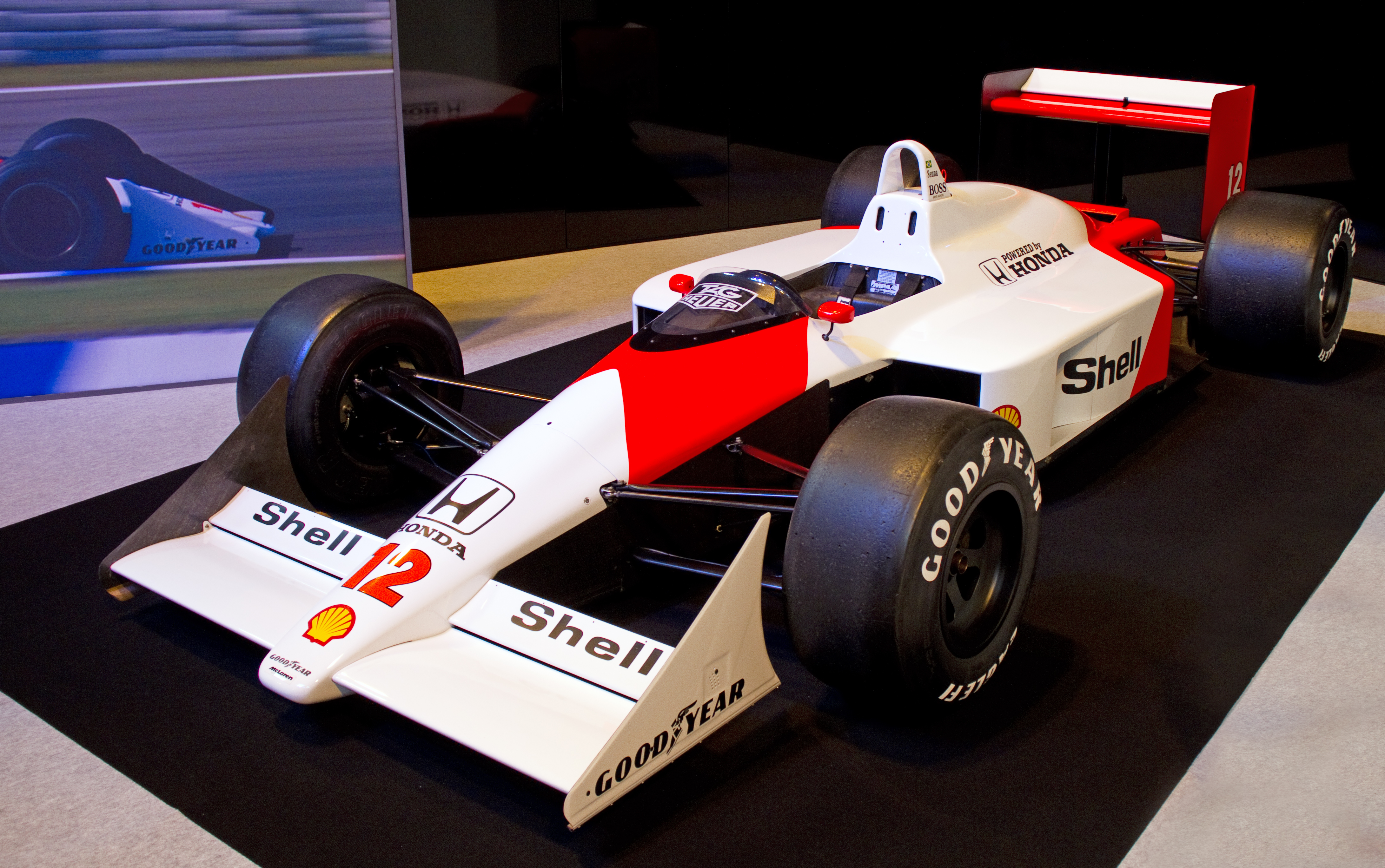
マクラーレン・MP4/4
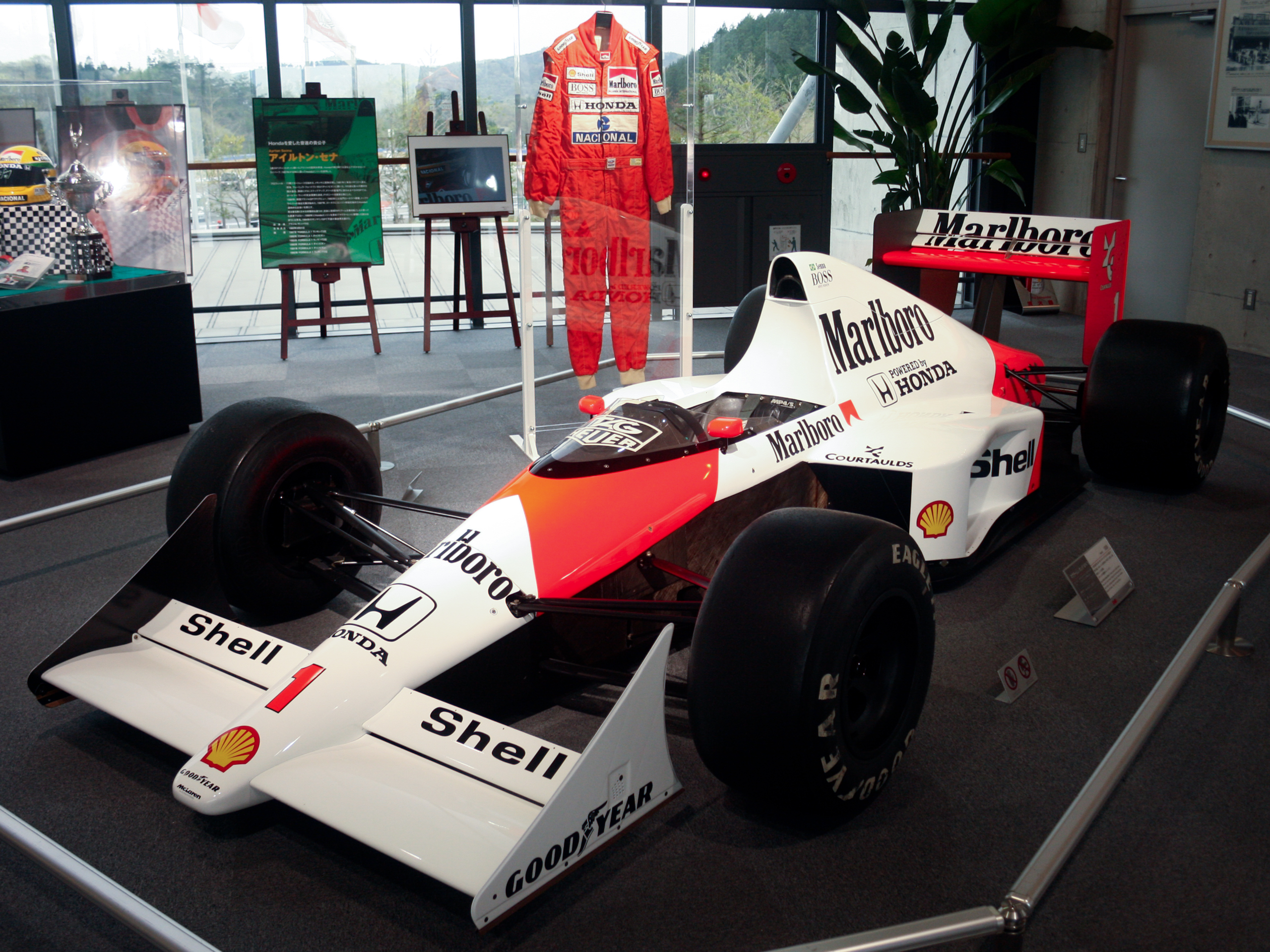
マクラーレン・MP4/5
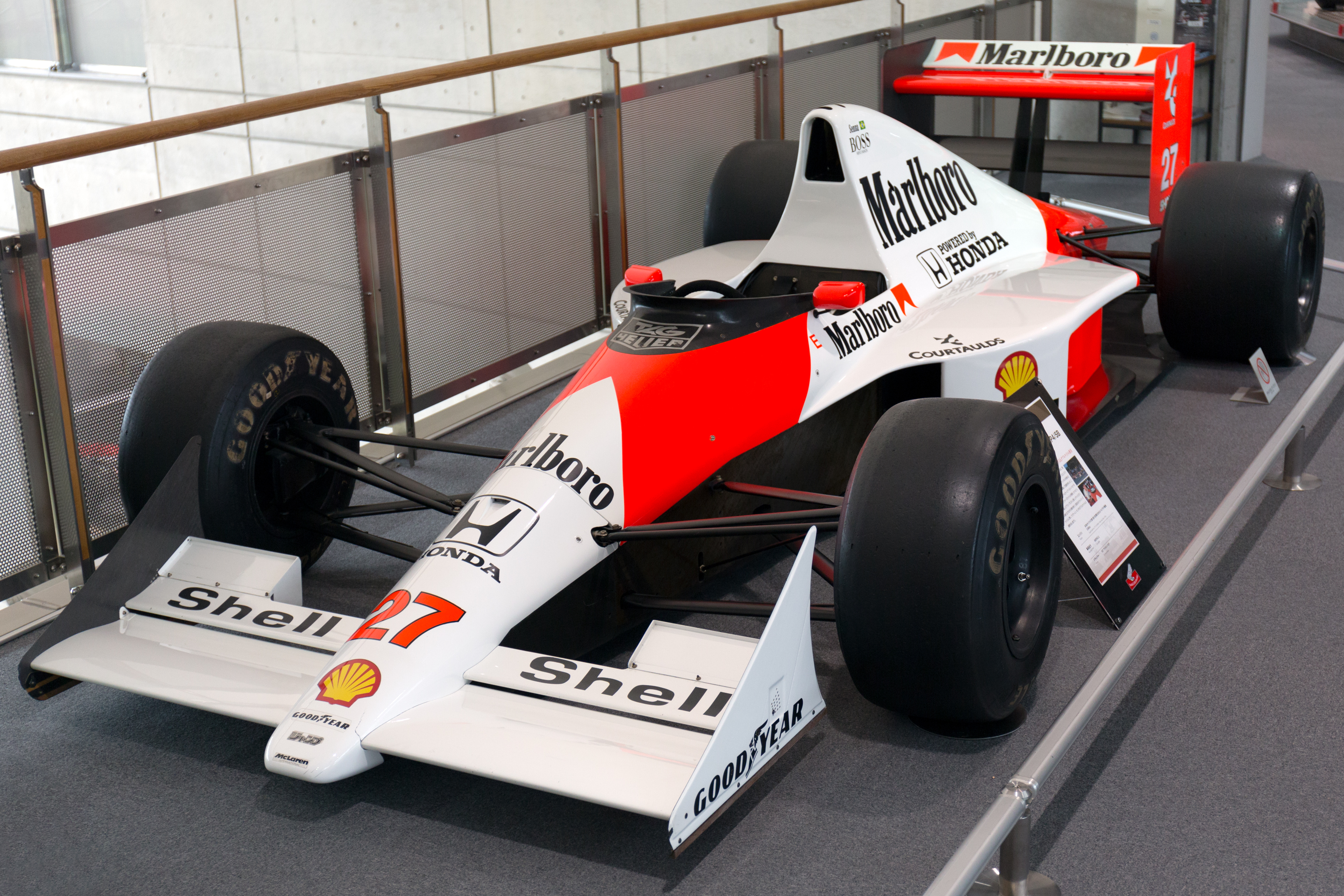
マクラーレン・MP4/5B
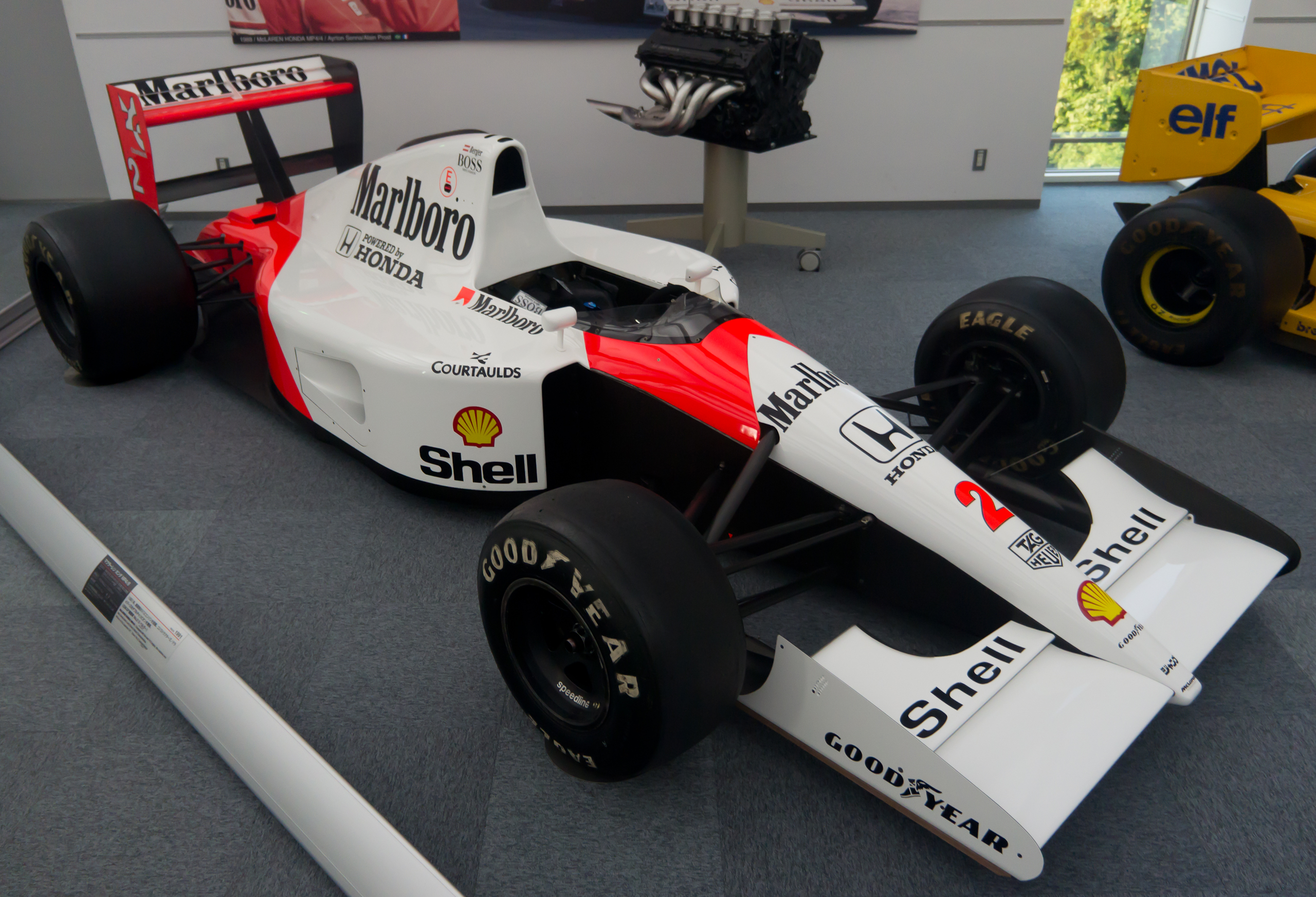
マクラーレン・MP4/6
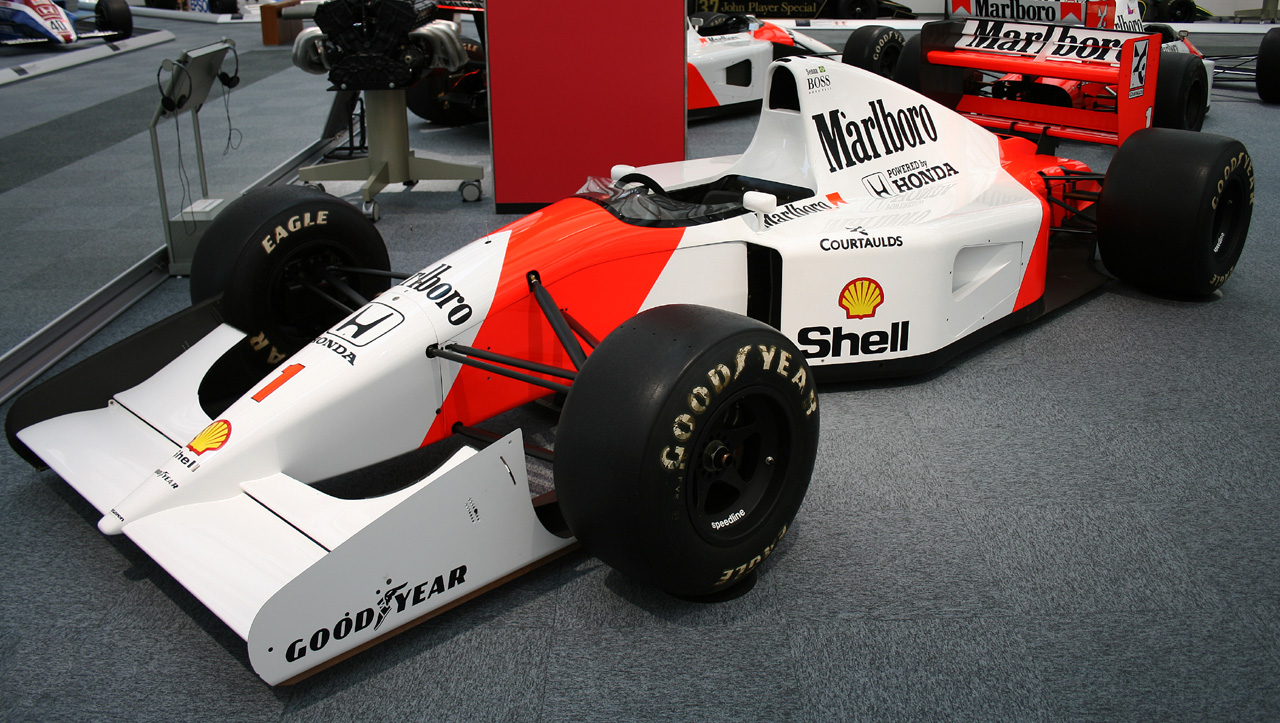
マクラーレン・MP4/7A
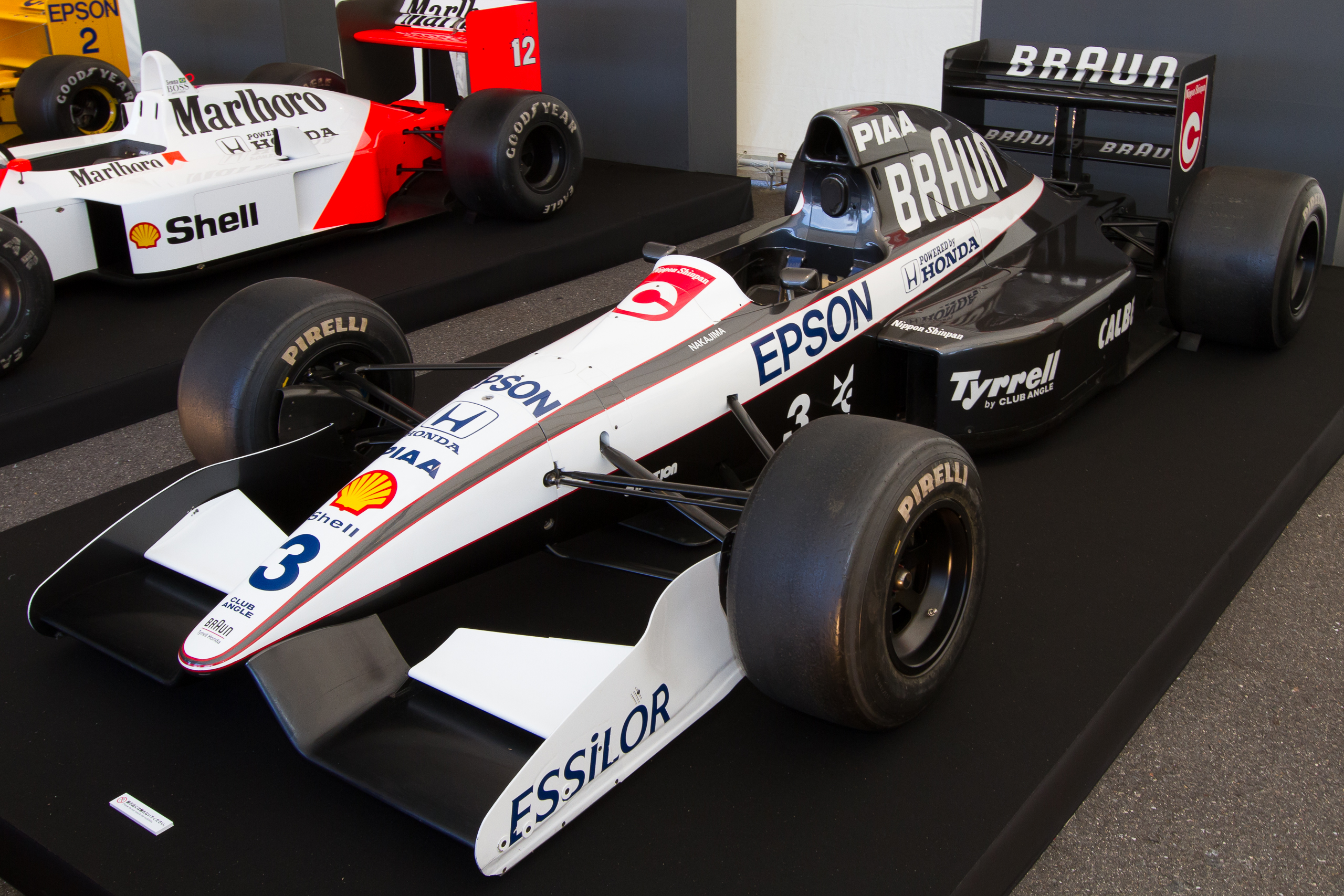
ティレル・020

- サプライヤー (第3期)（2000年 - 2008年）

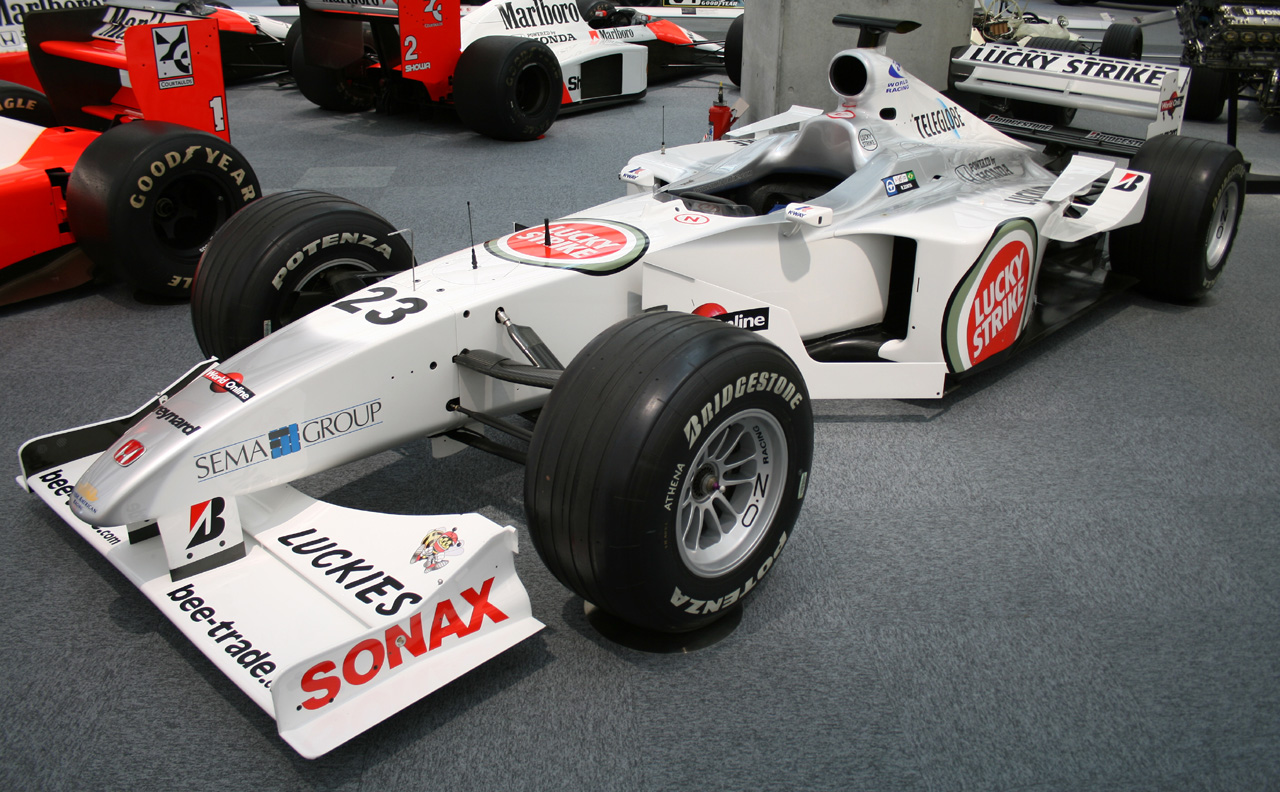
BAR・002 (2000)
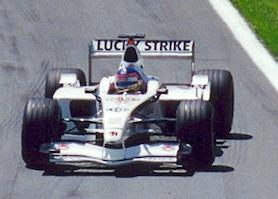
BAR・003 (2001)
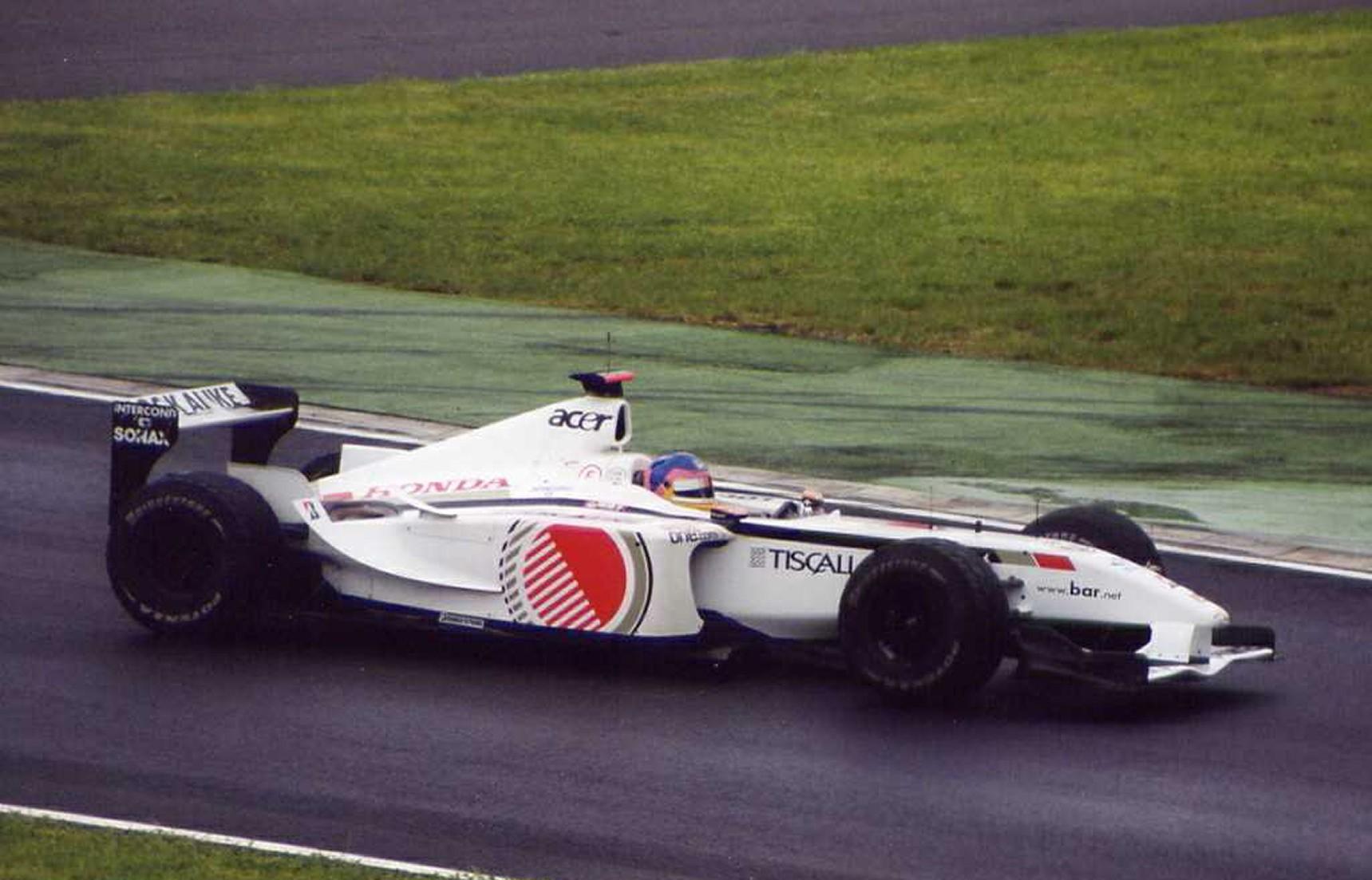
BAR・004 (2002)
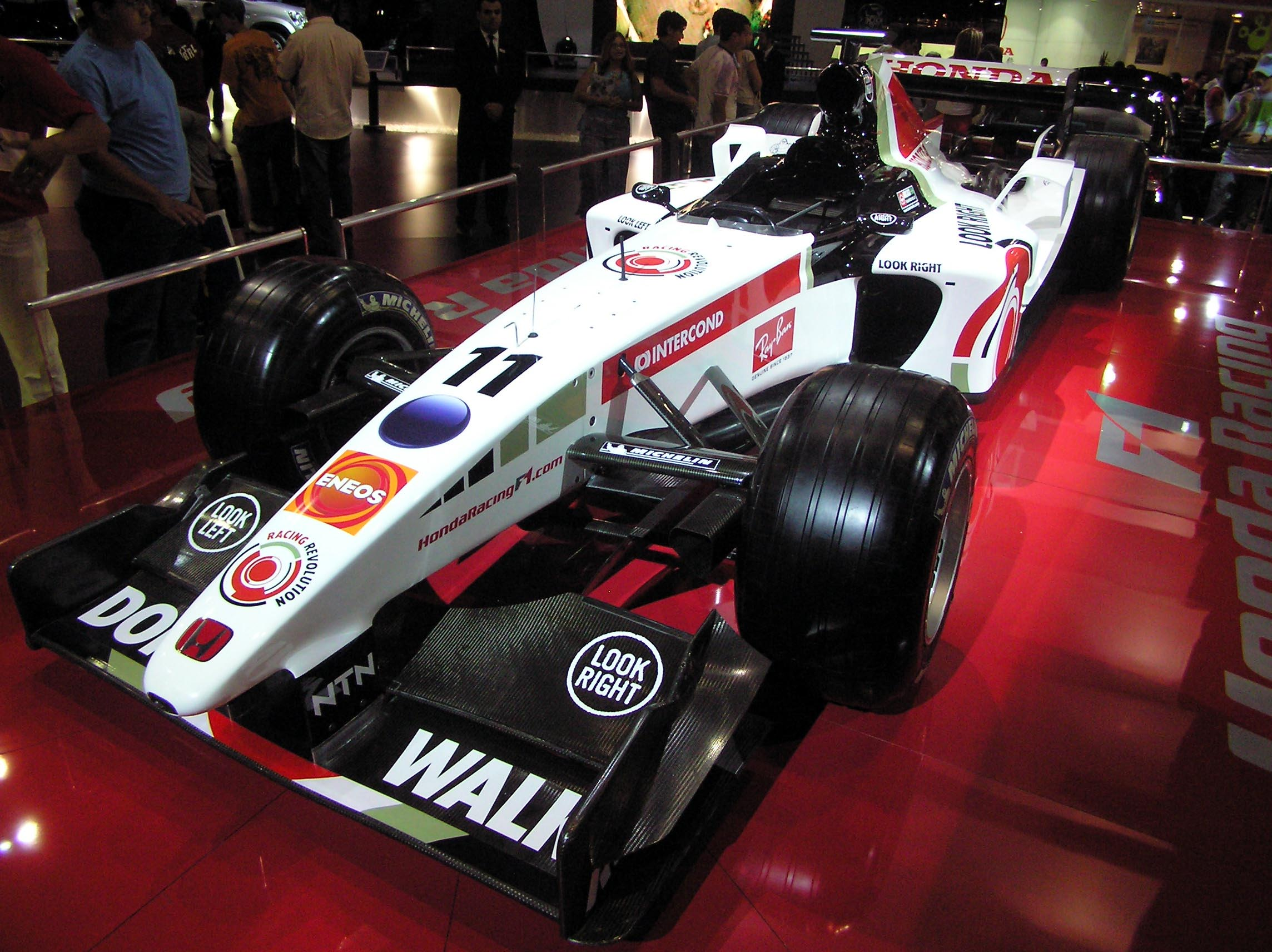
BAR・005 (2003)
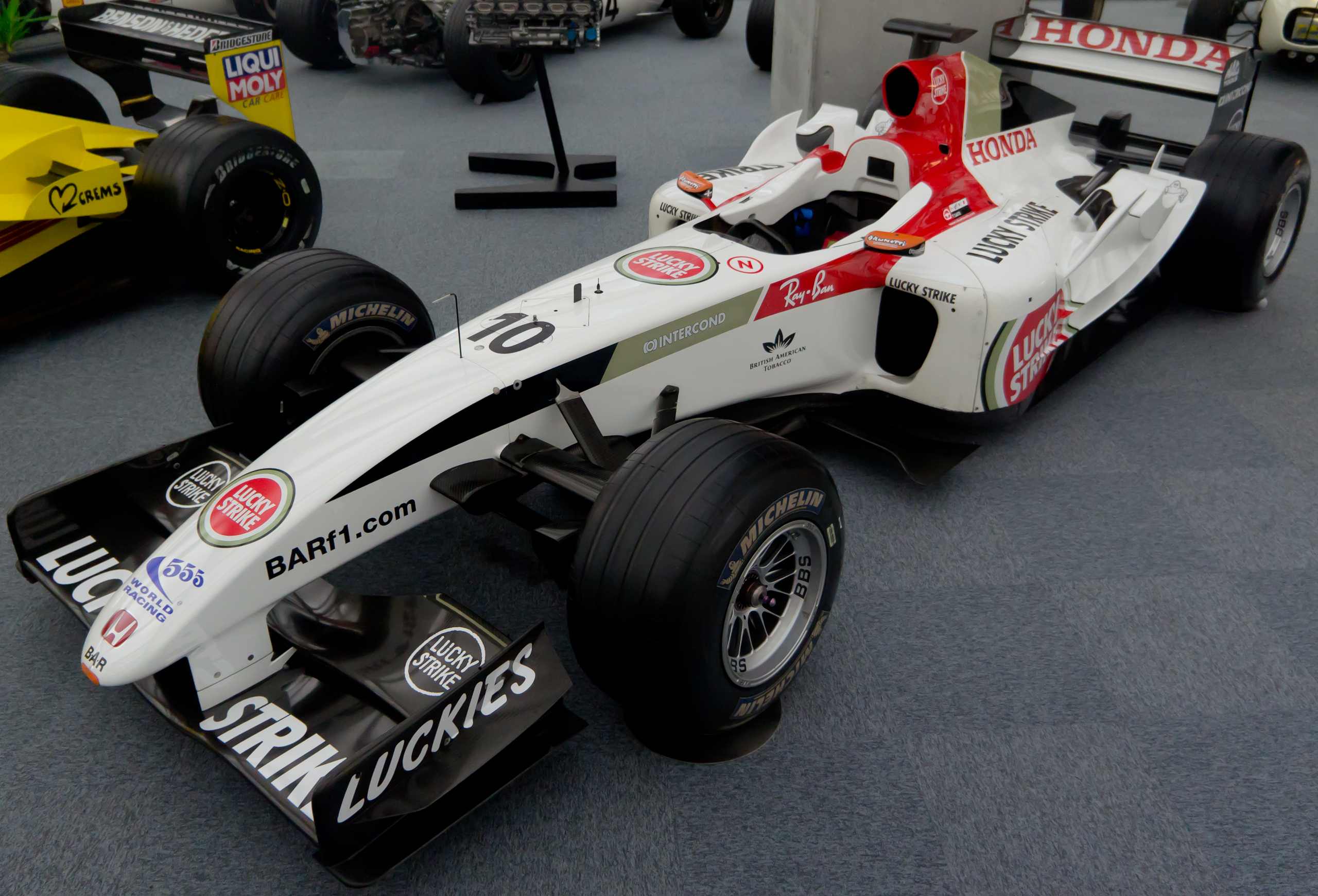
BAR・006 (2004)
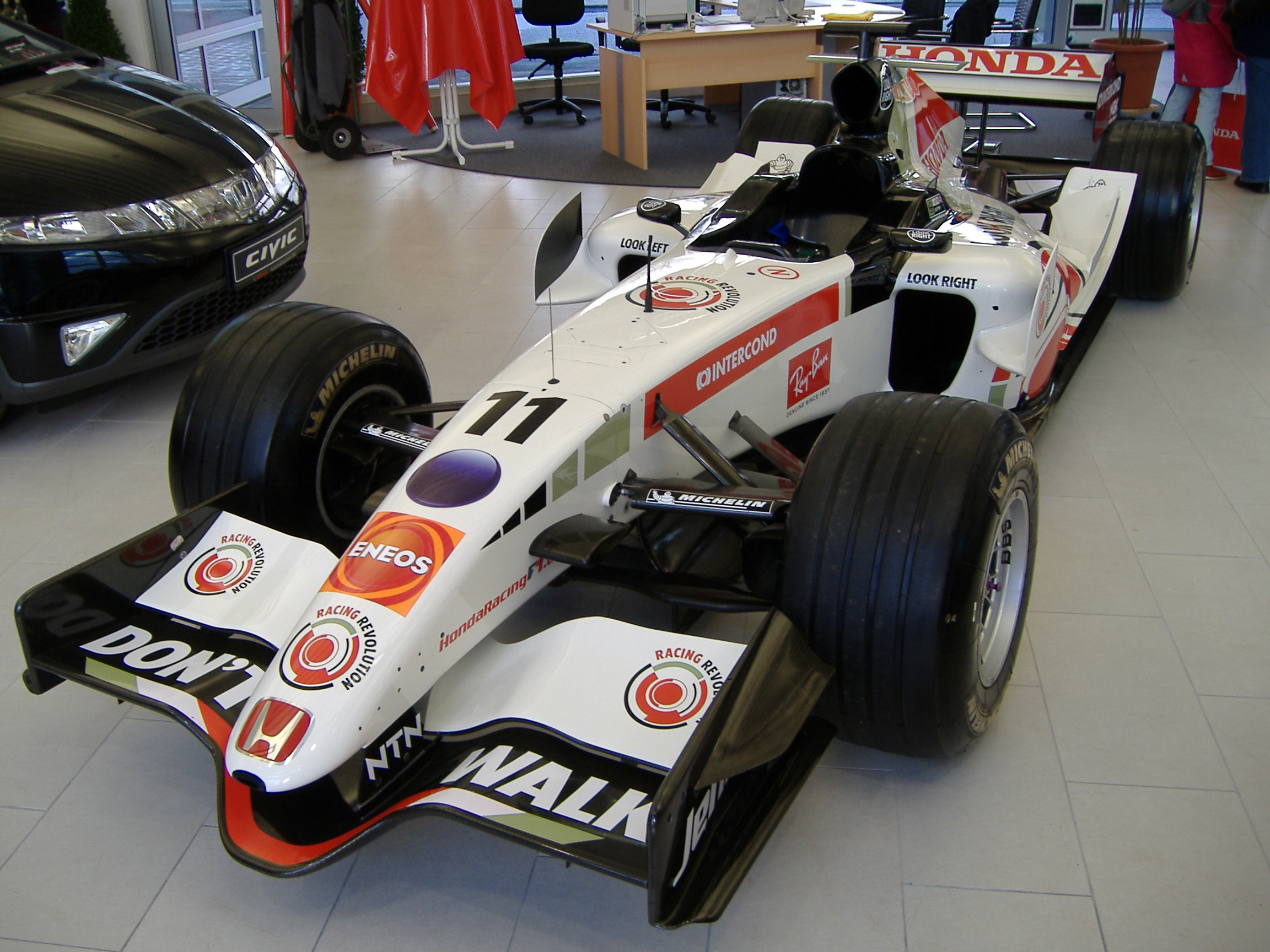
BAR・007 (2005)
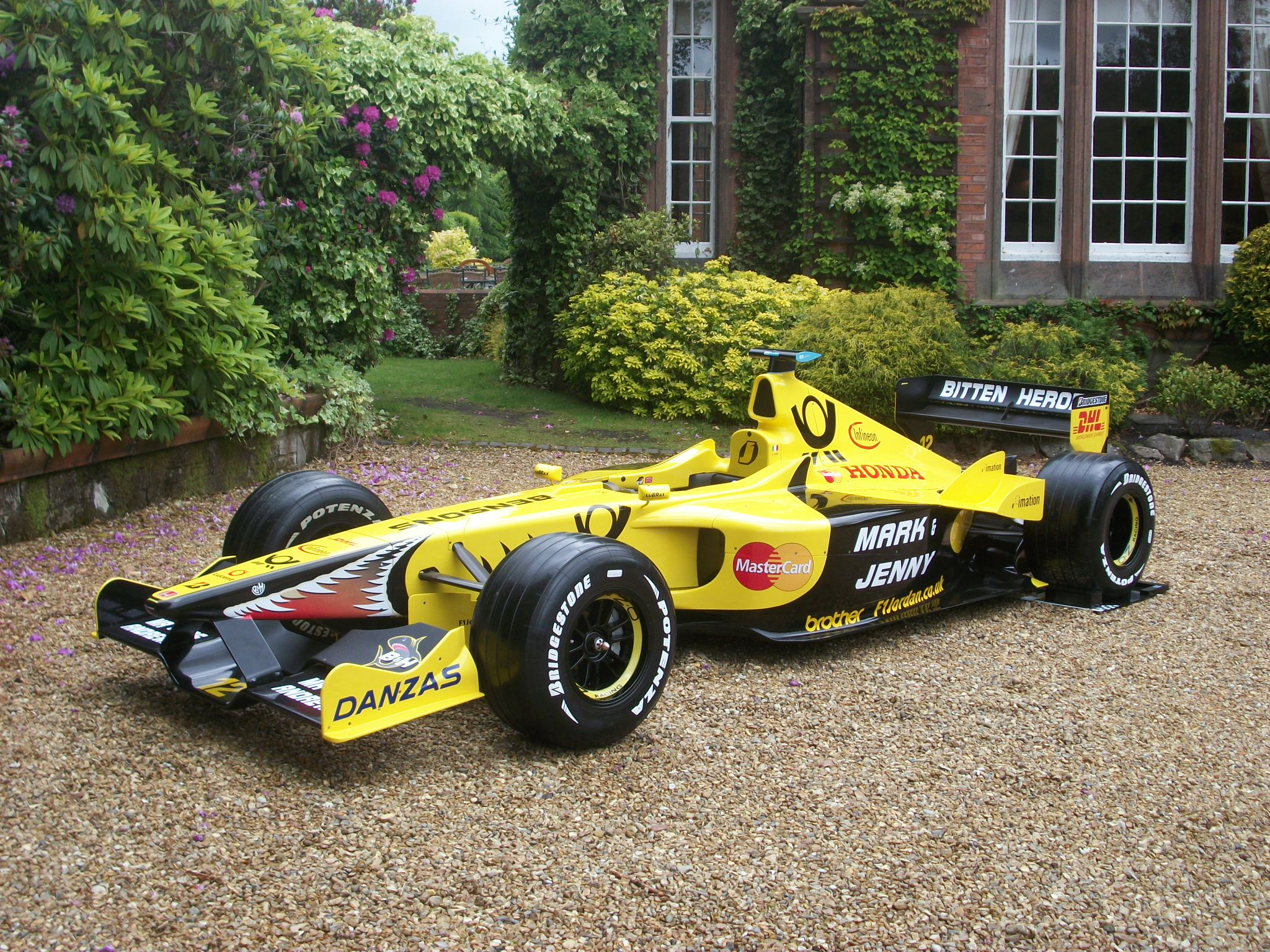
ジョーダン・EJ11 (2001)
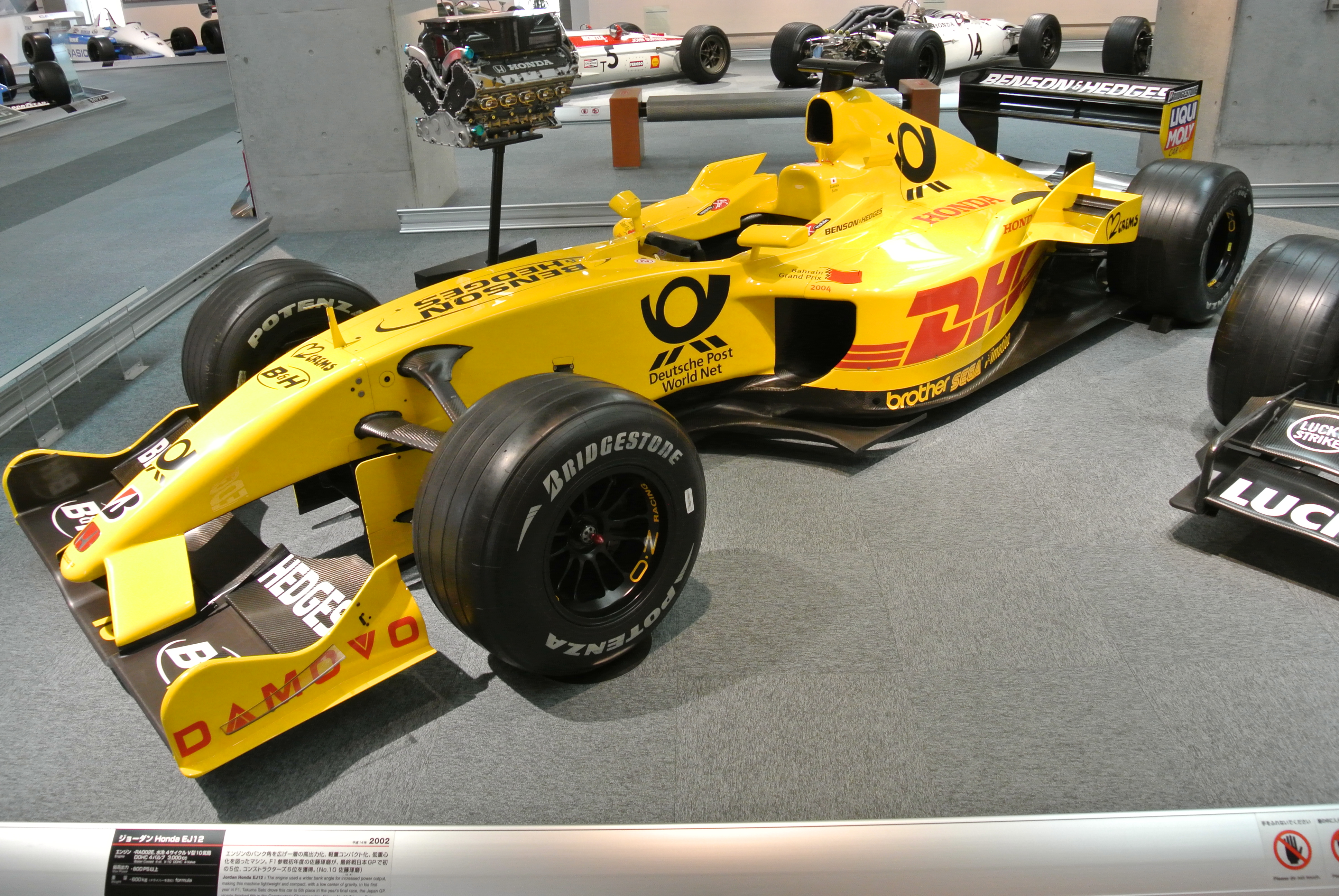
ジョーダン・EJ12 (2002)
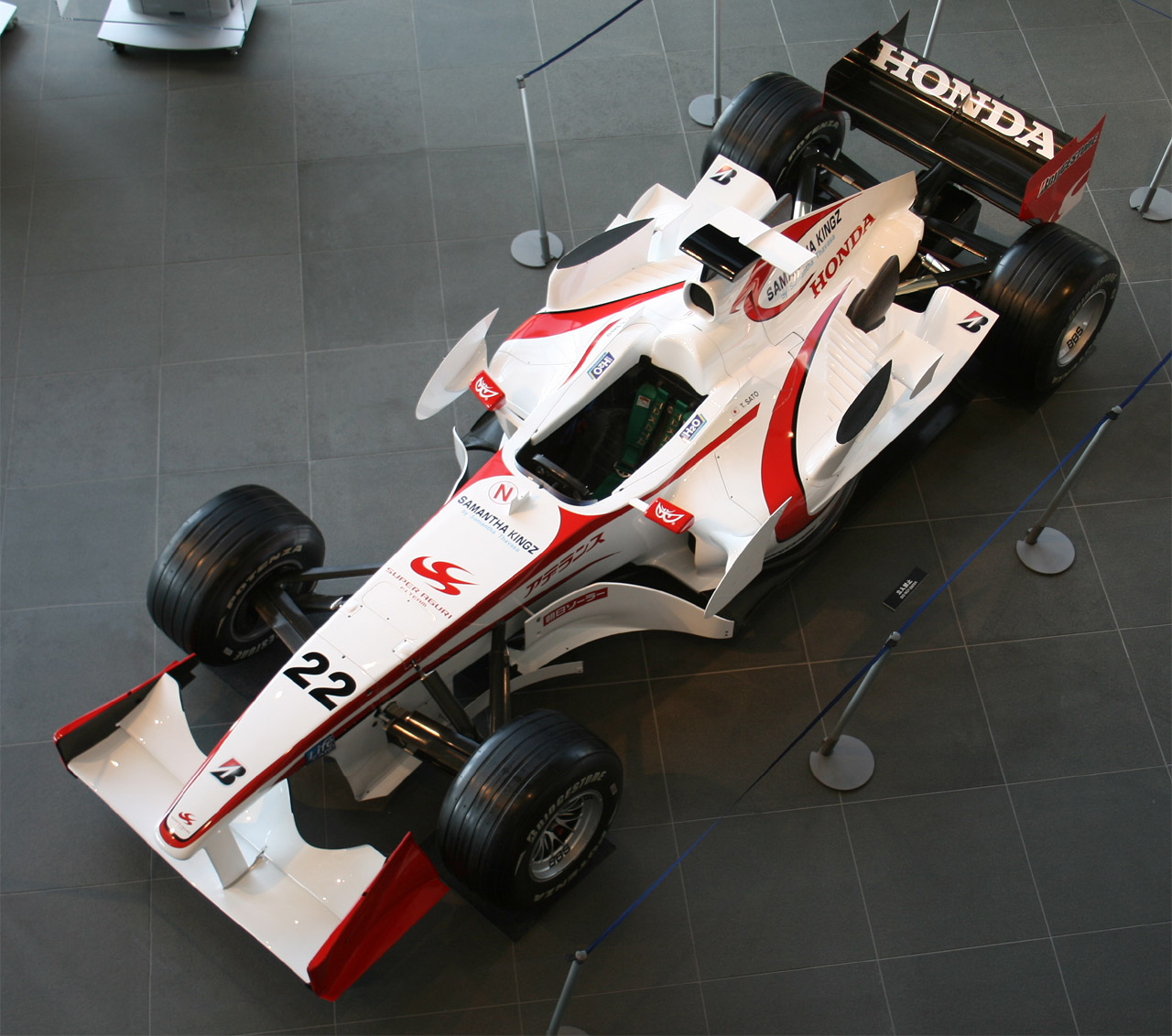
スーパーアグリ・SA05 (2006) (=アロウズ・A23改)
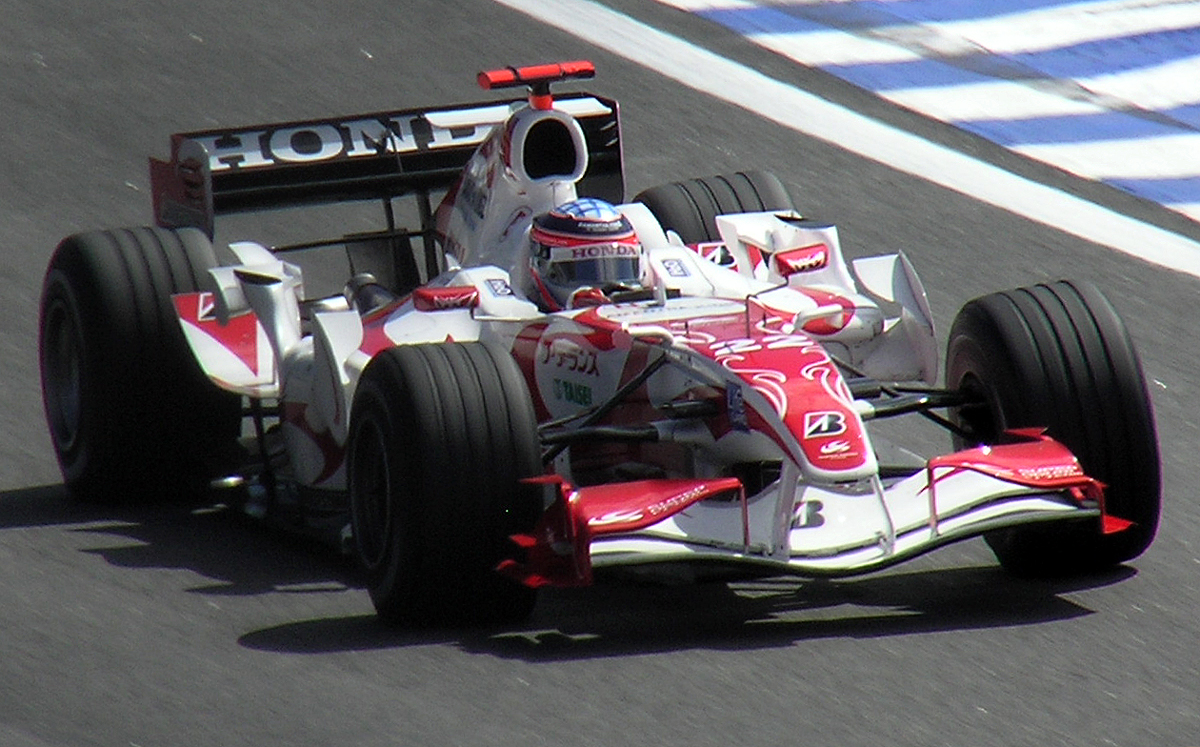
スーパーアグリ・SA06 (2006) (=アロウズ・A23改)
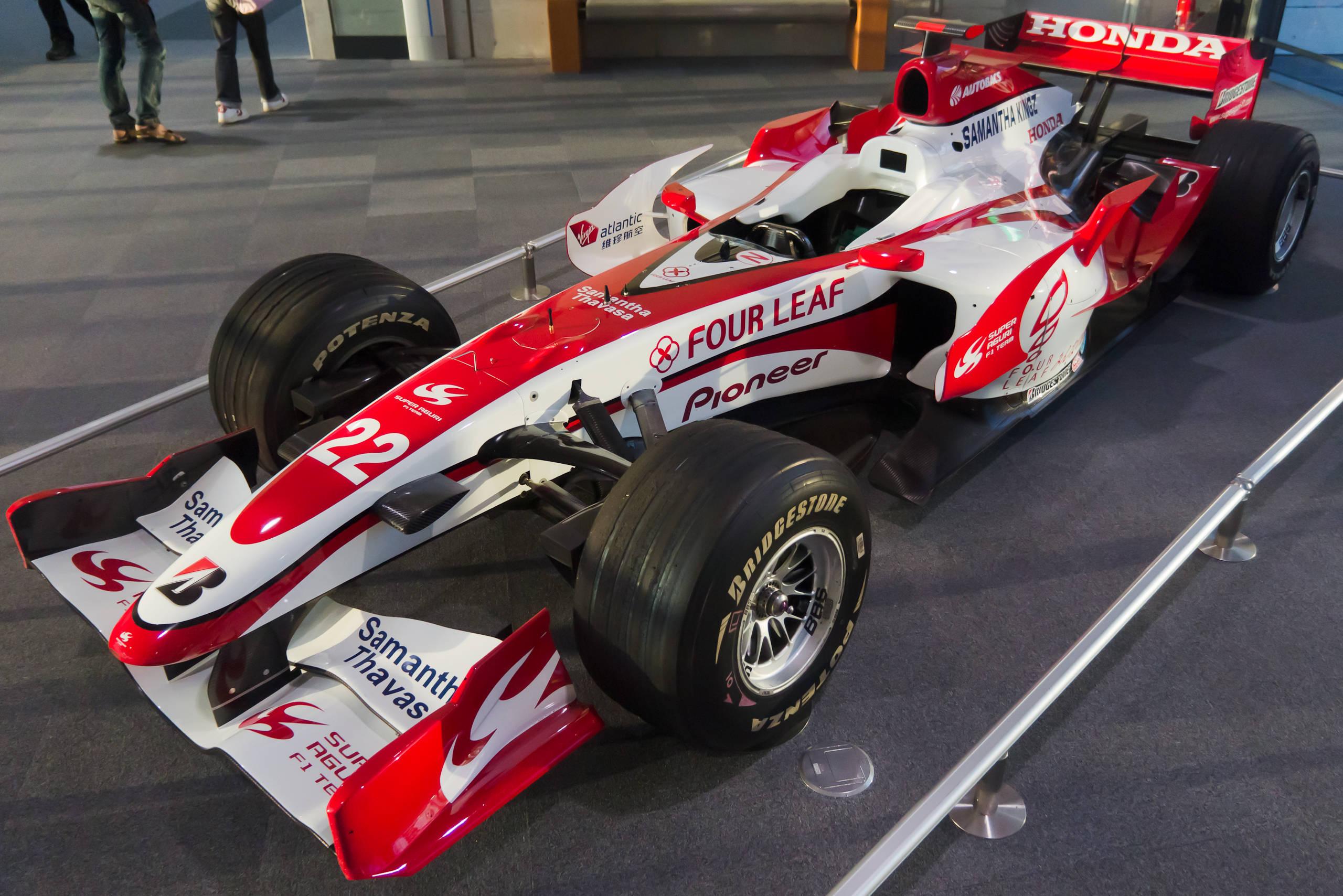
スーパーアグリ・SA07 (2007) (=B・A・R_008)
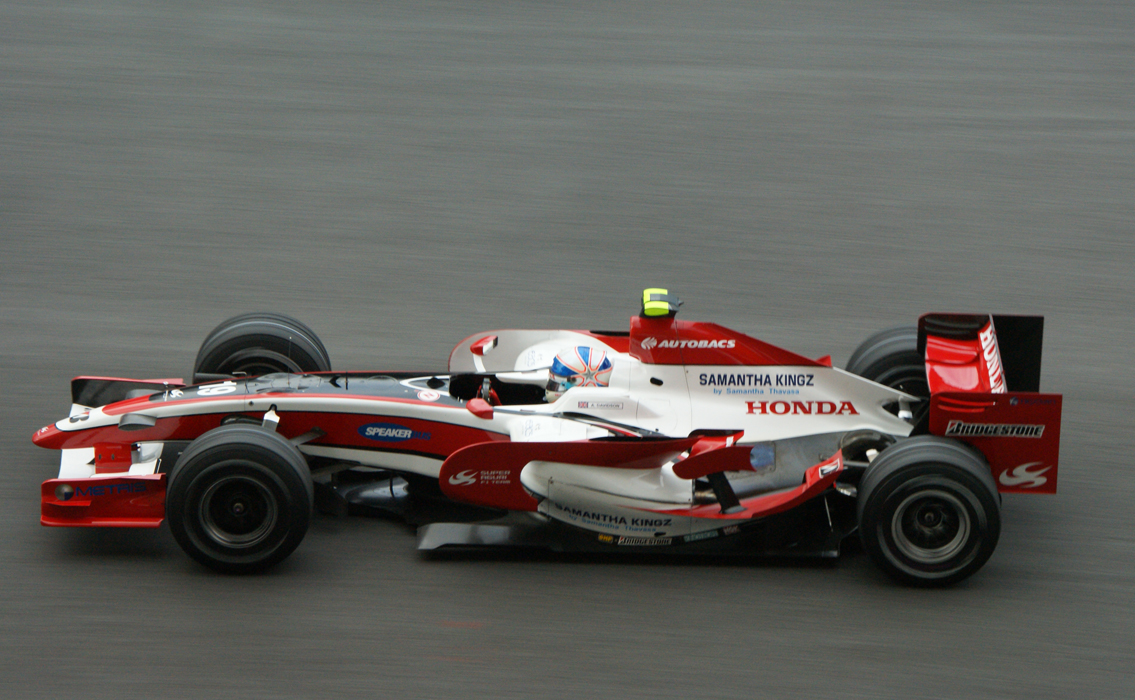
スーパーアグリ・SA08A (2008)

- サプライヤー (第4期)（2015年 - 2021年）

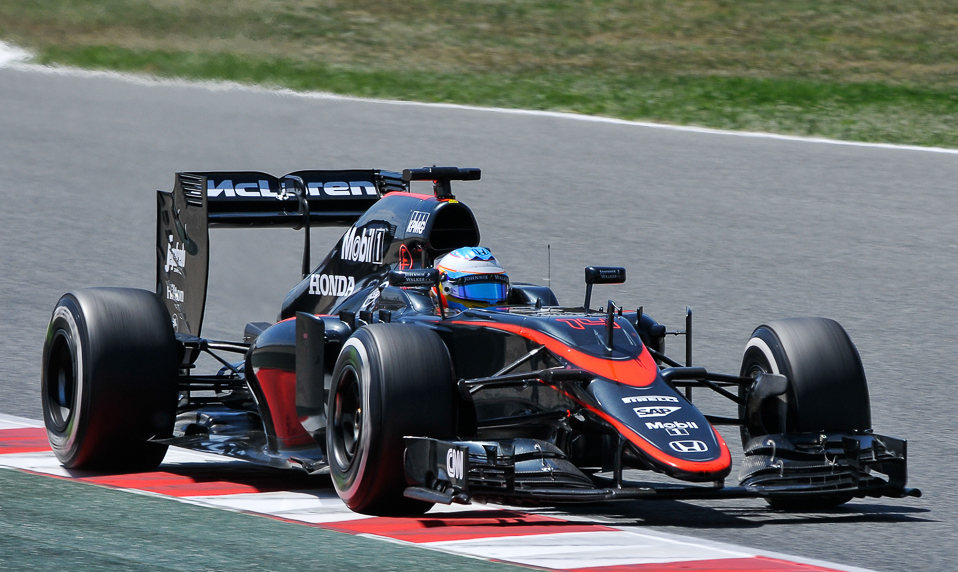
マクラーレン・MP4-30 (2015)
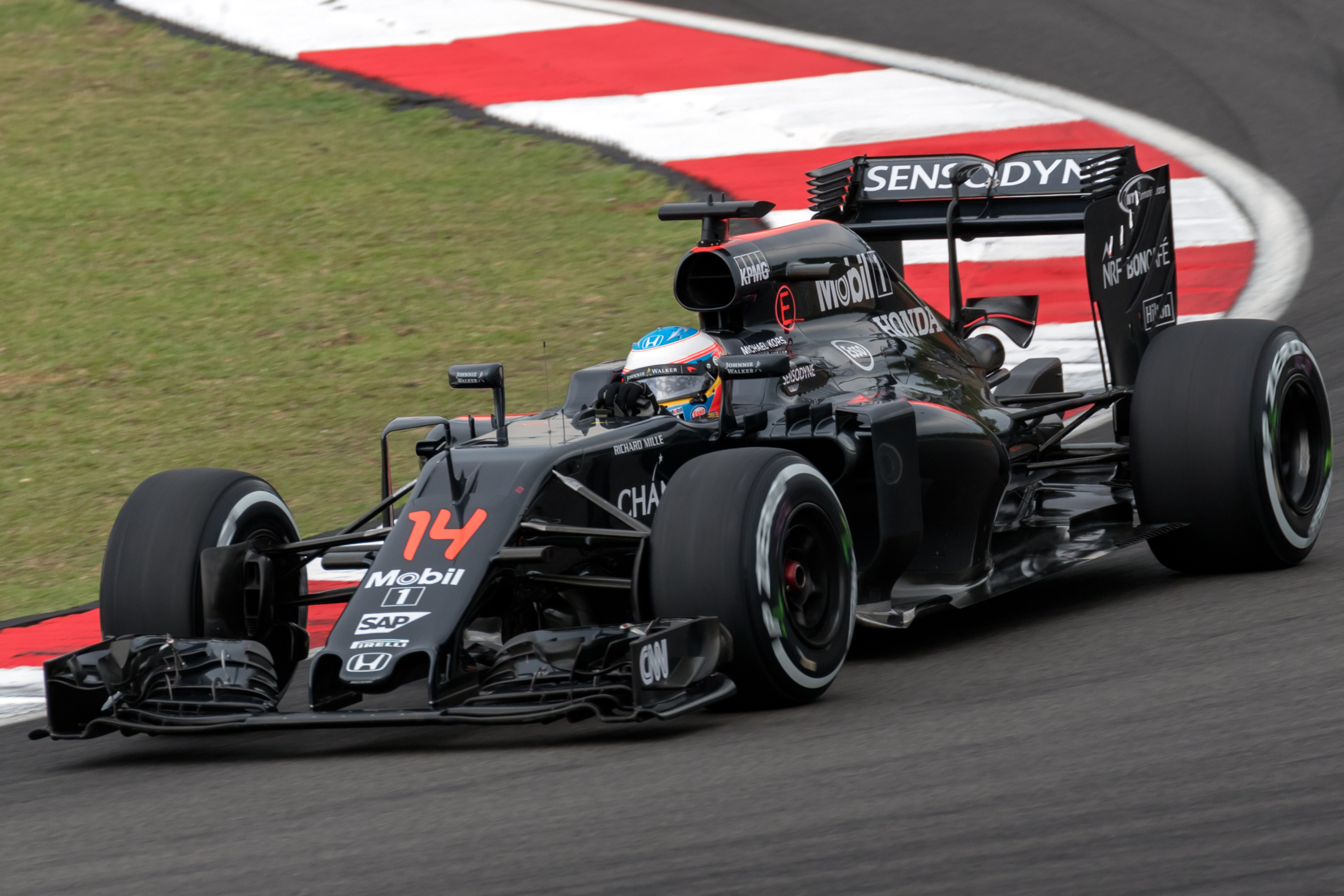
マクラーレン・MP4-31 (2016)
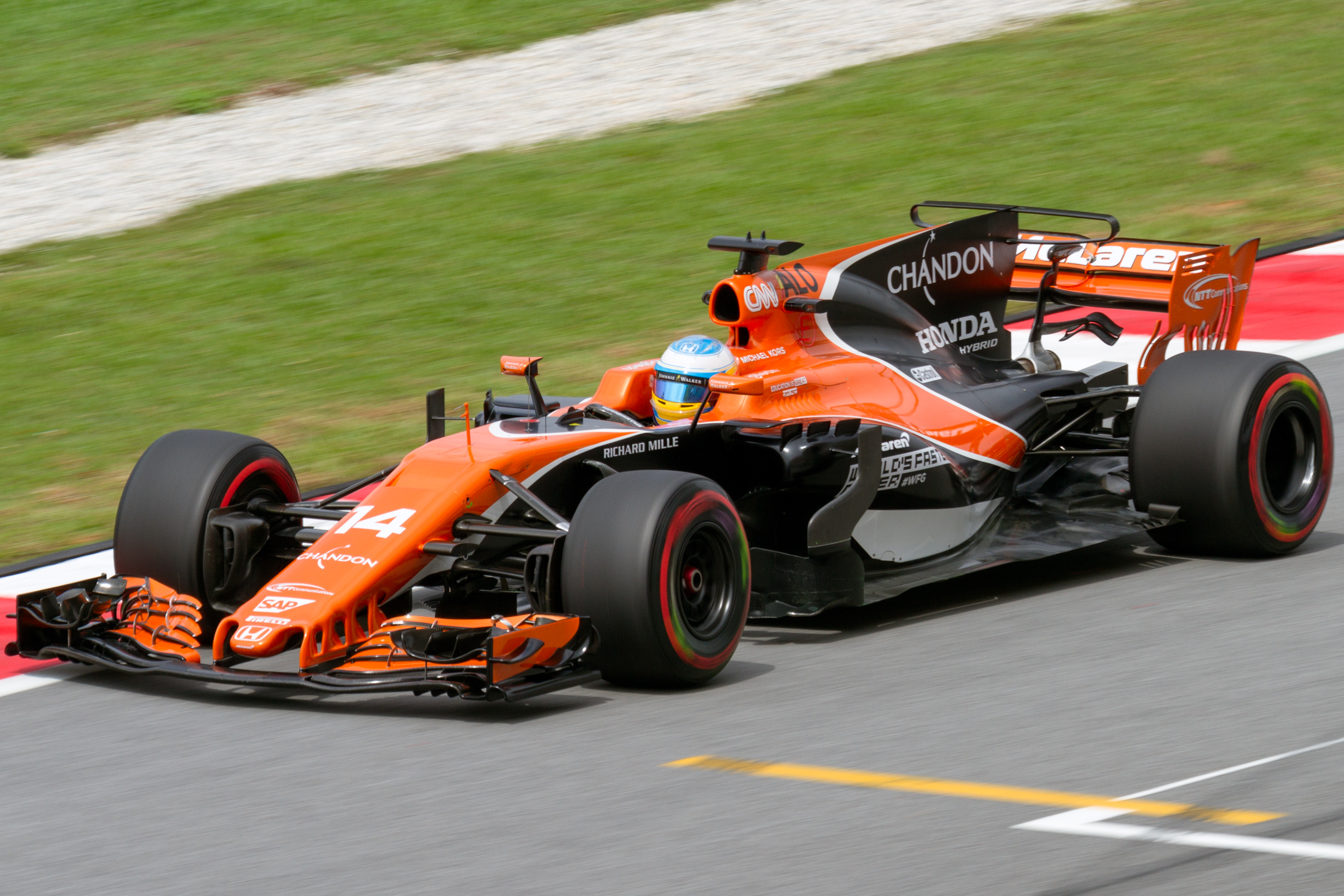
マクラーレン・MCL32 (2017)
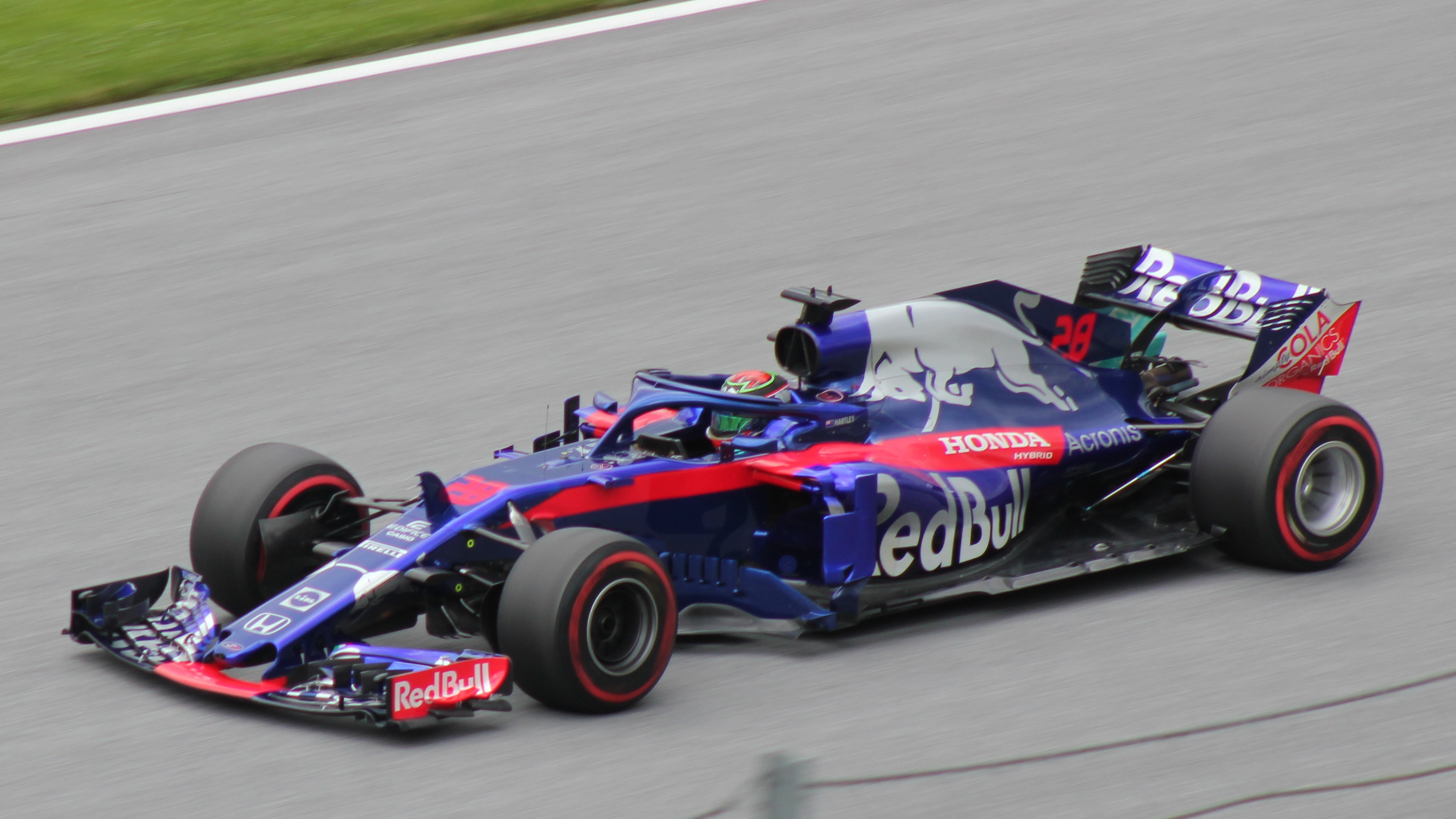
トロ・ロッソ STR13 (2018)
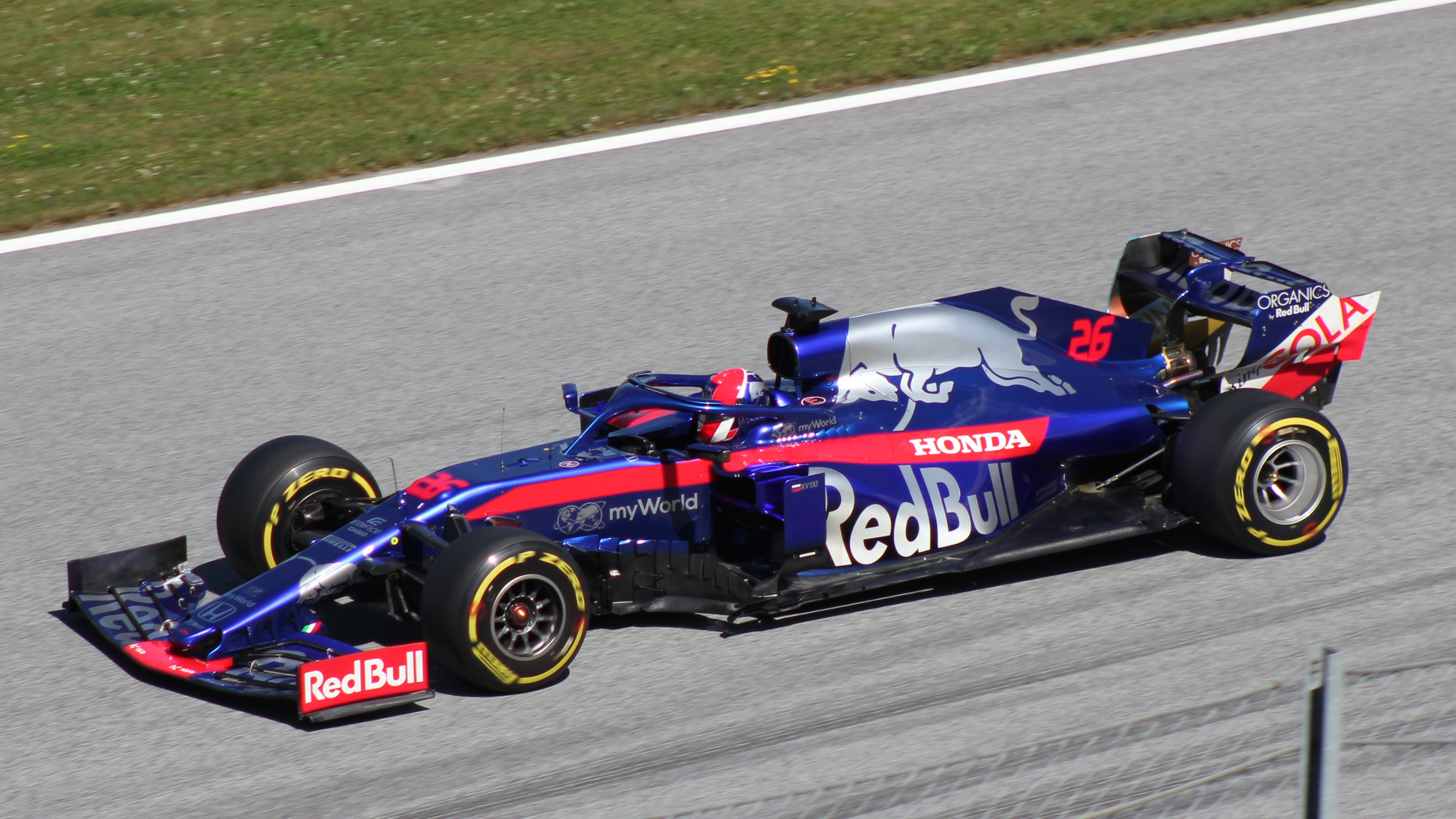
トロ・ロッソ STR14 (2019)
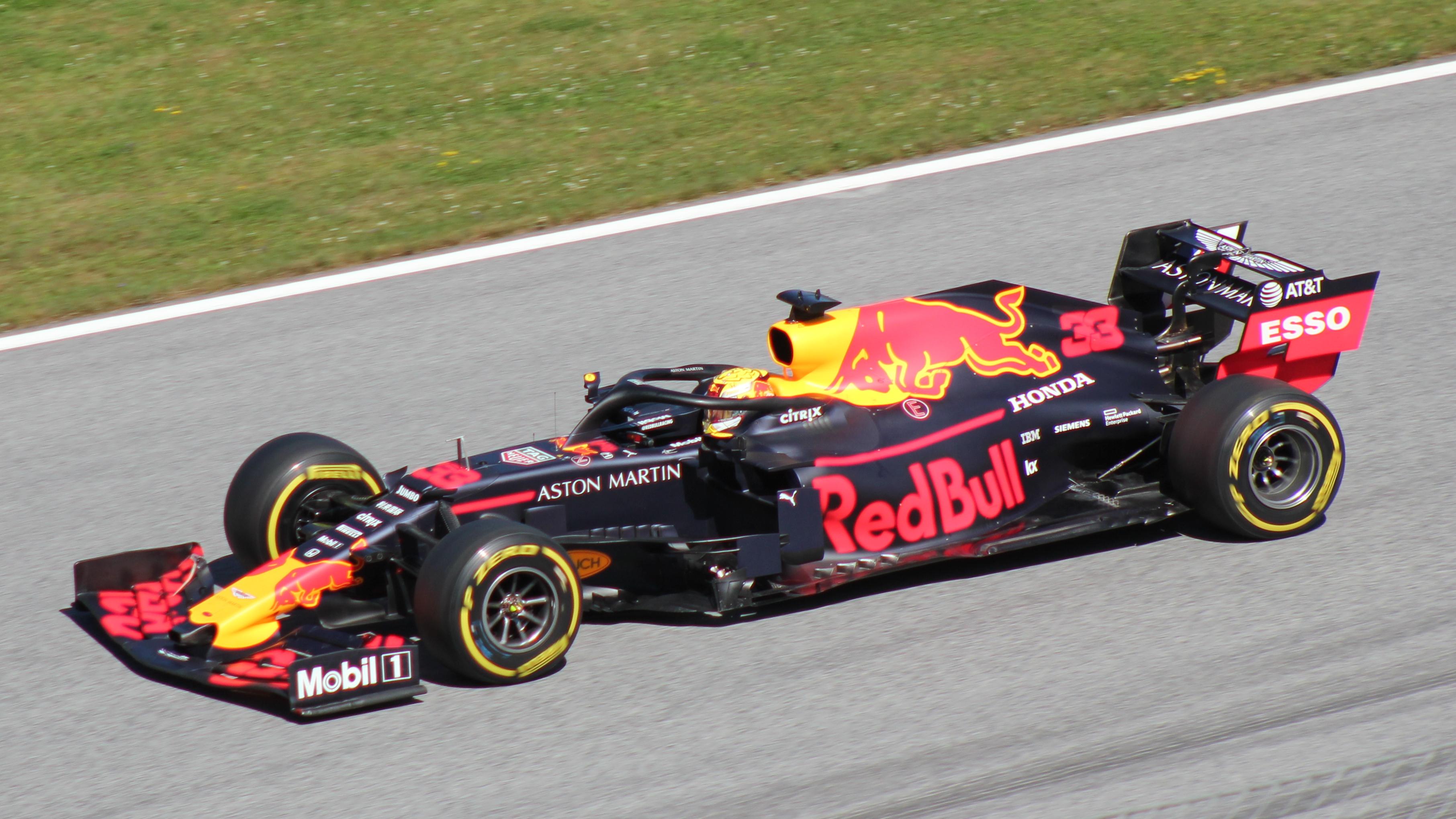
レッドブル・RB15 (2019)
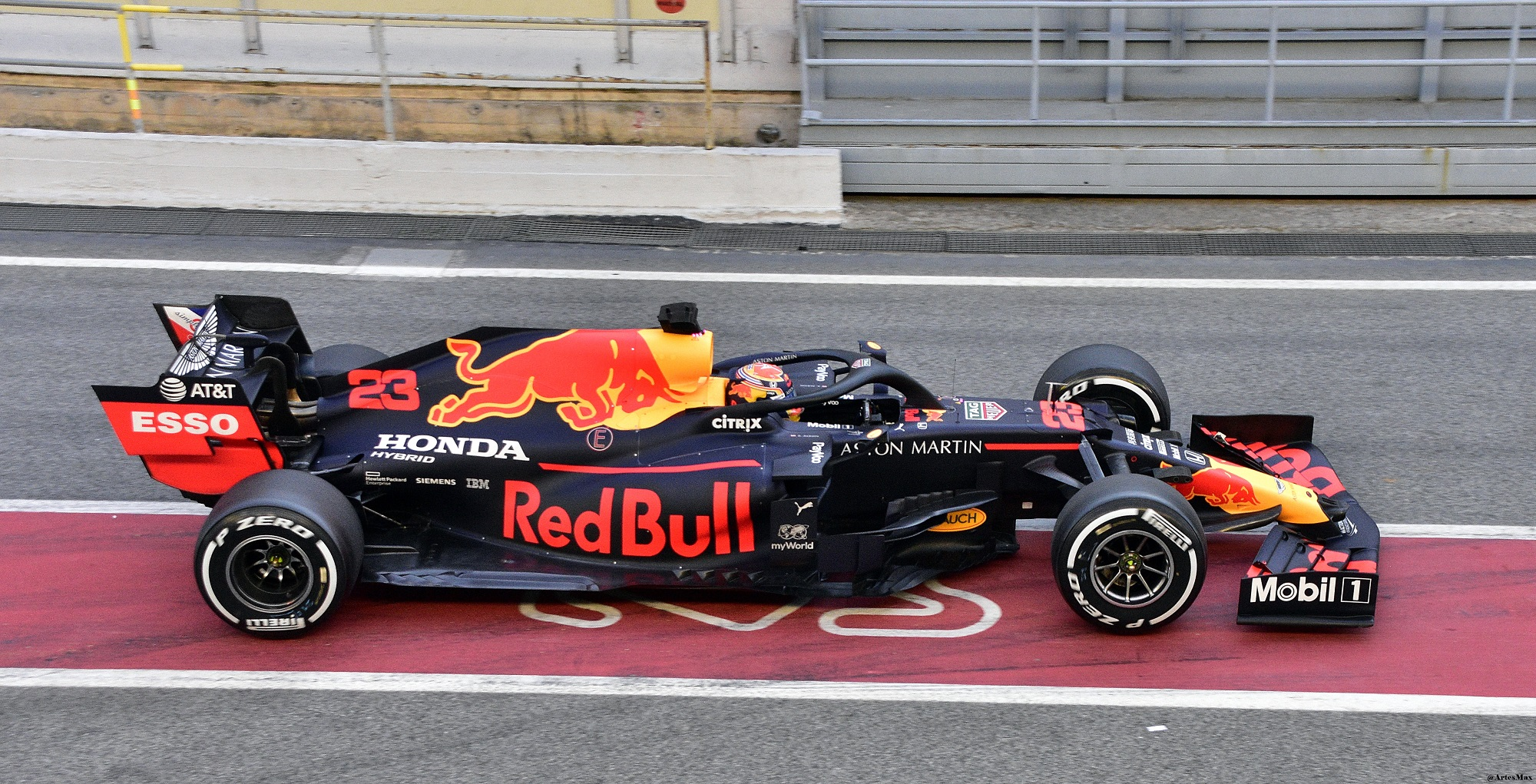
レッドブル・RB16 (2020)
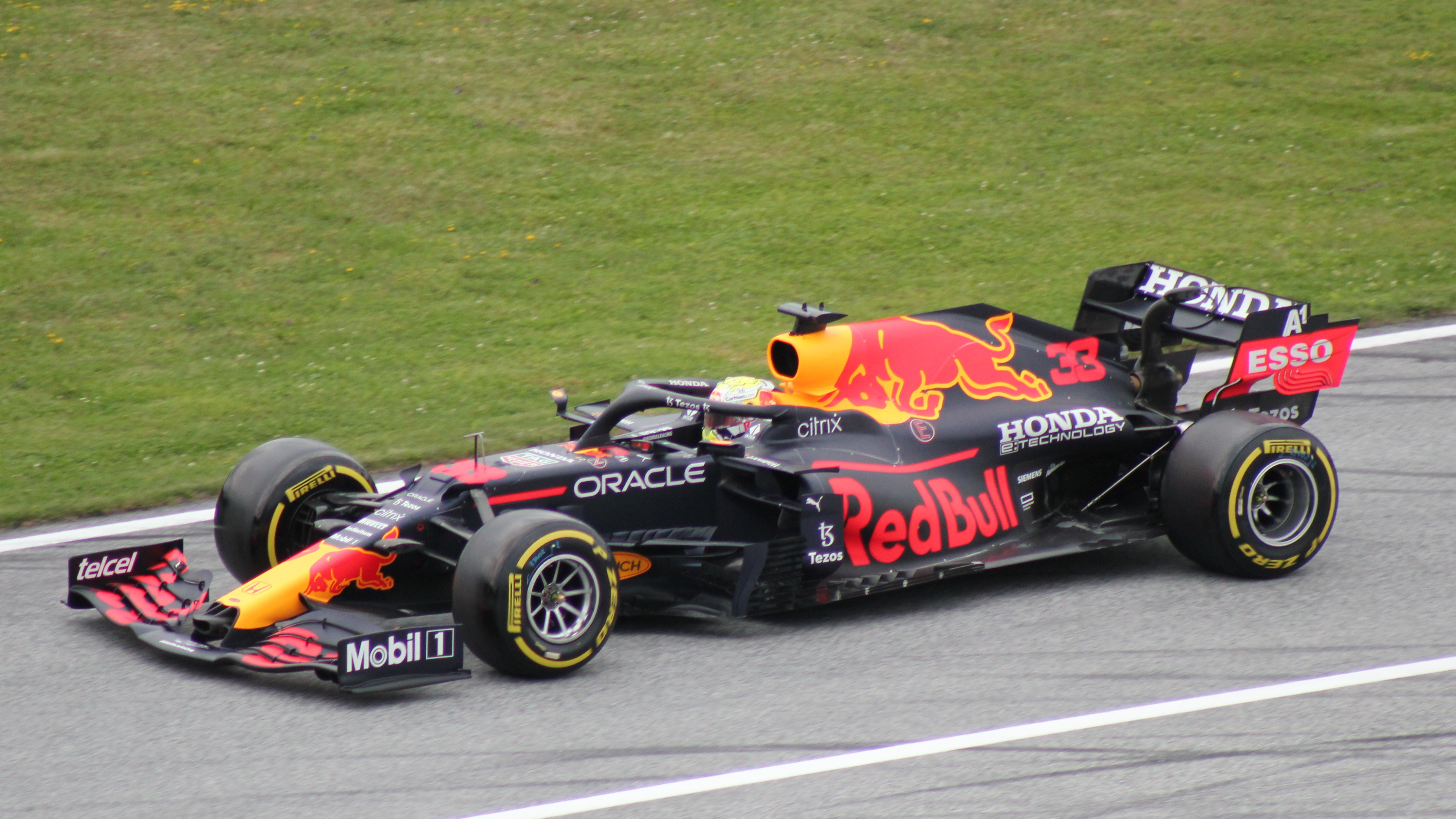
レッドブル・RB16B (2021)
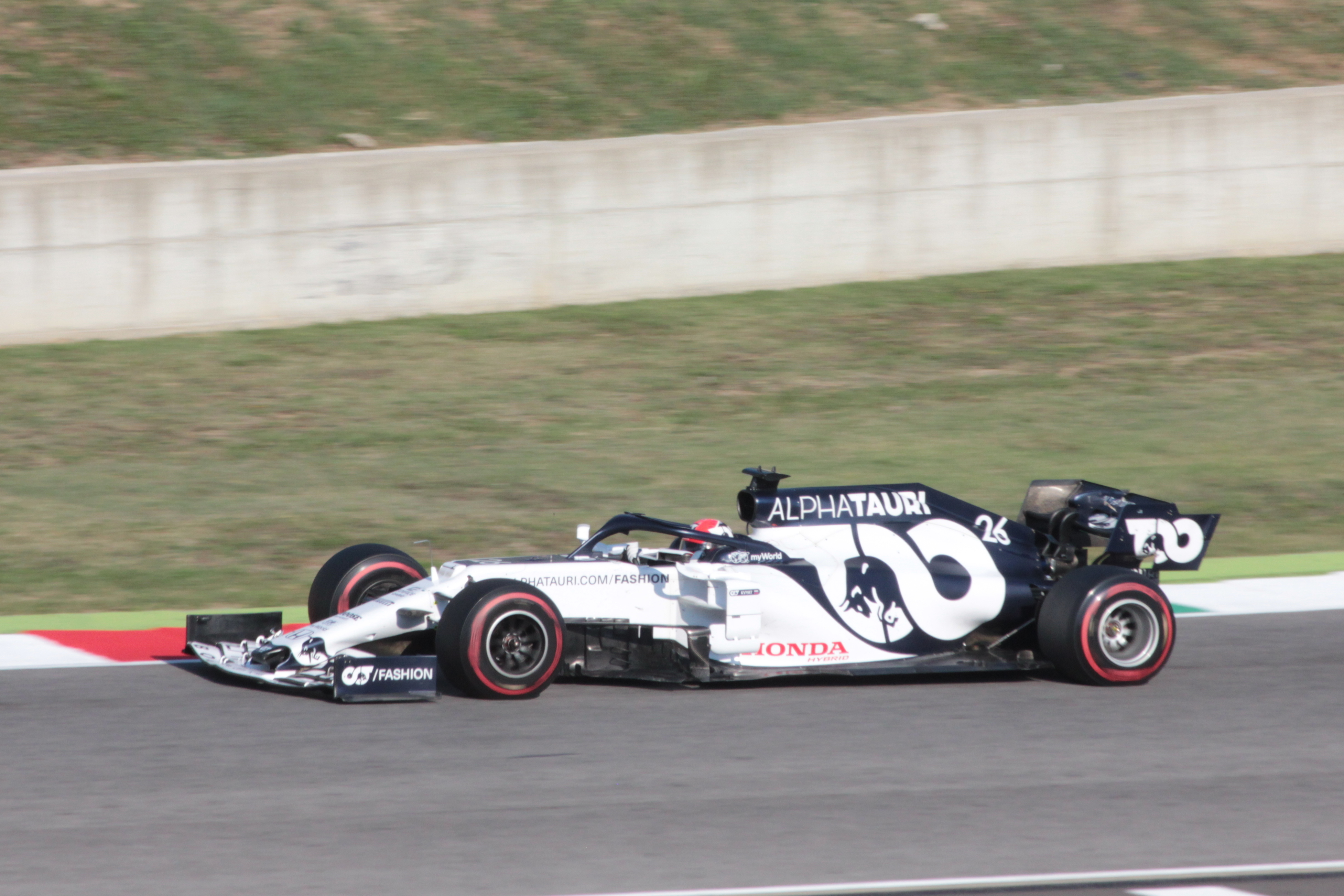
アルファタウリ・AT01 (2020)
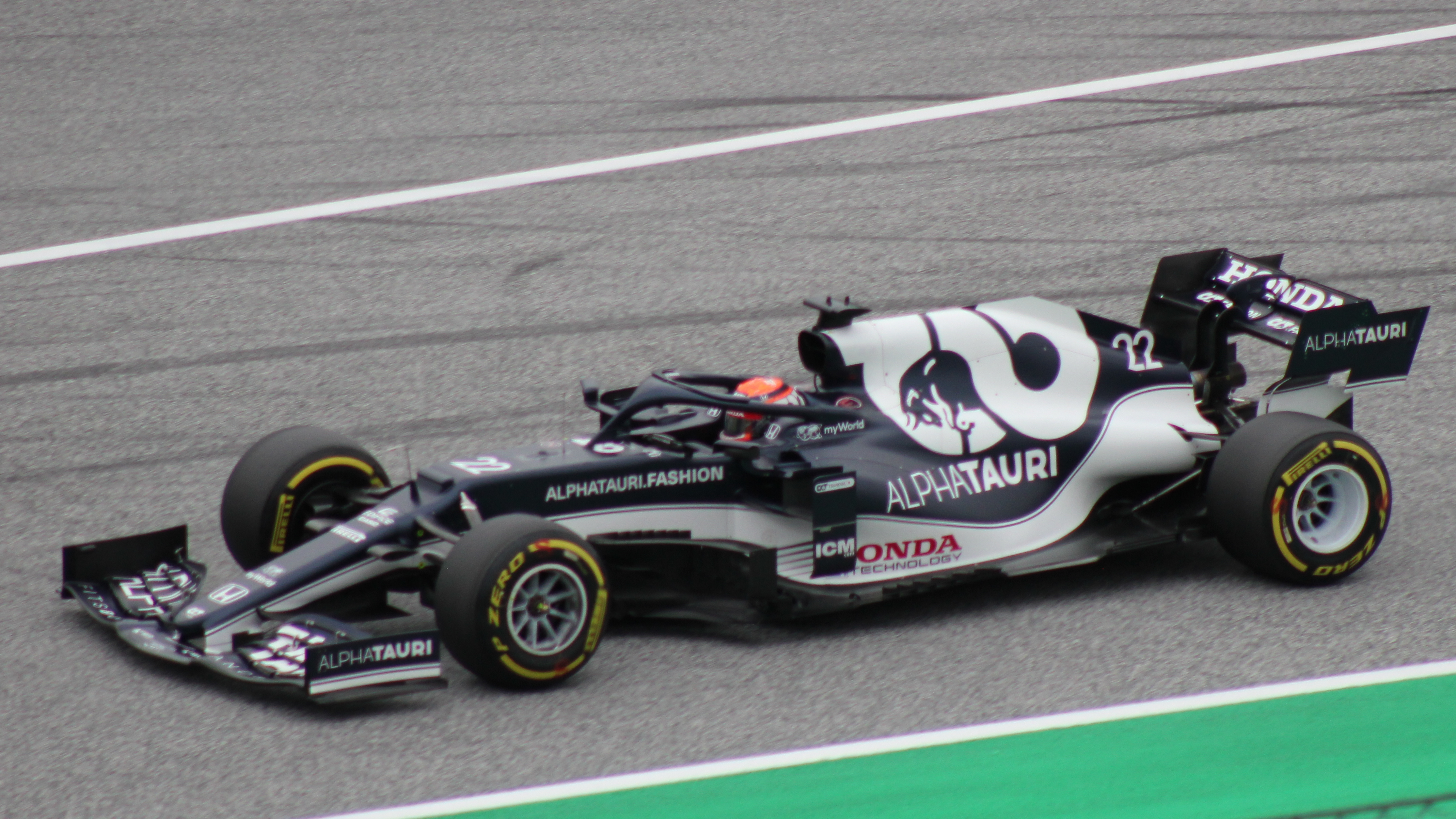
アルファタウリ・AT02 (2021)

- RBPTのOEMメーカーとして（2022年 - 2025年）

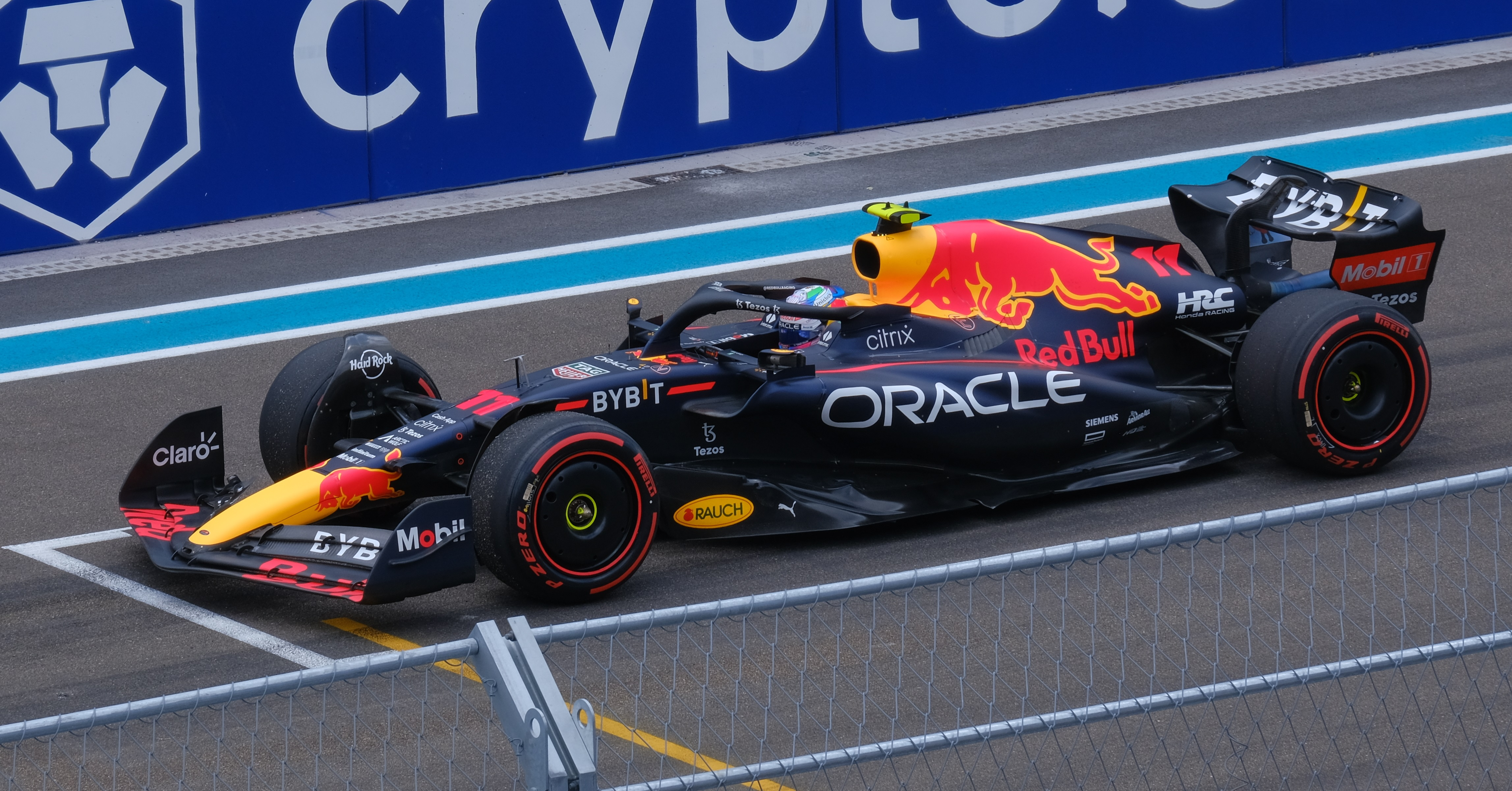
レッドブル・RB18 RBPT (2022)
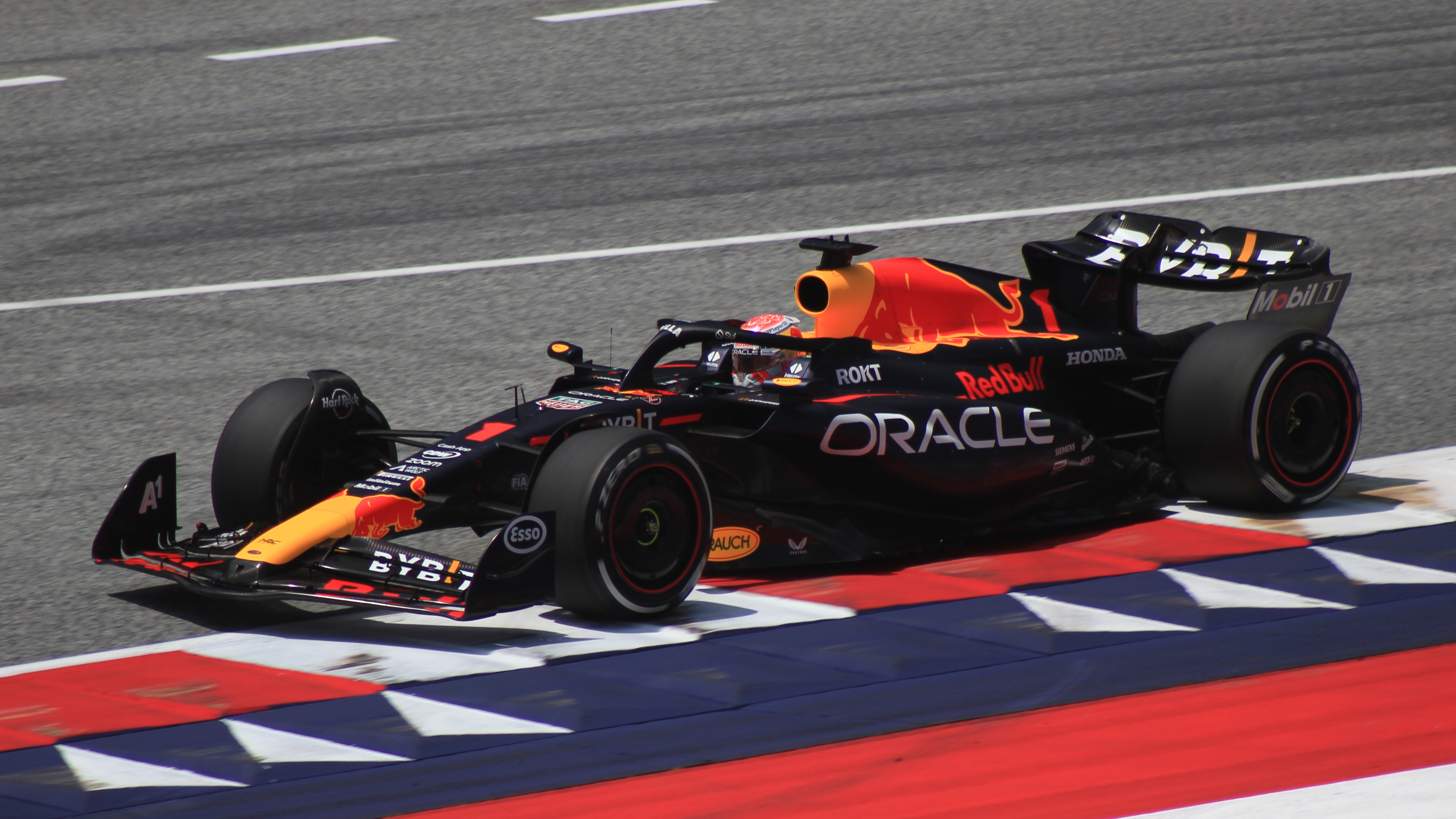
レッドブル・RB19 ホンダ・RBPT (2023)
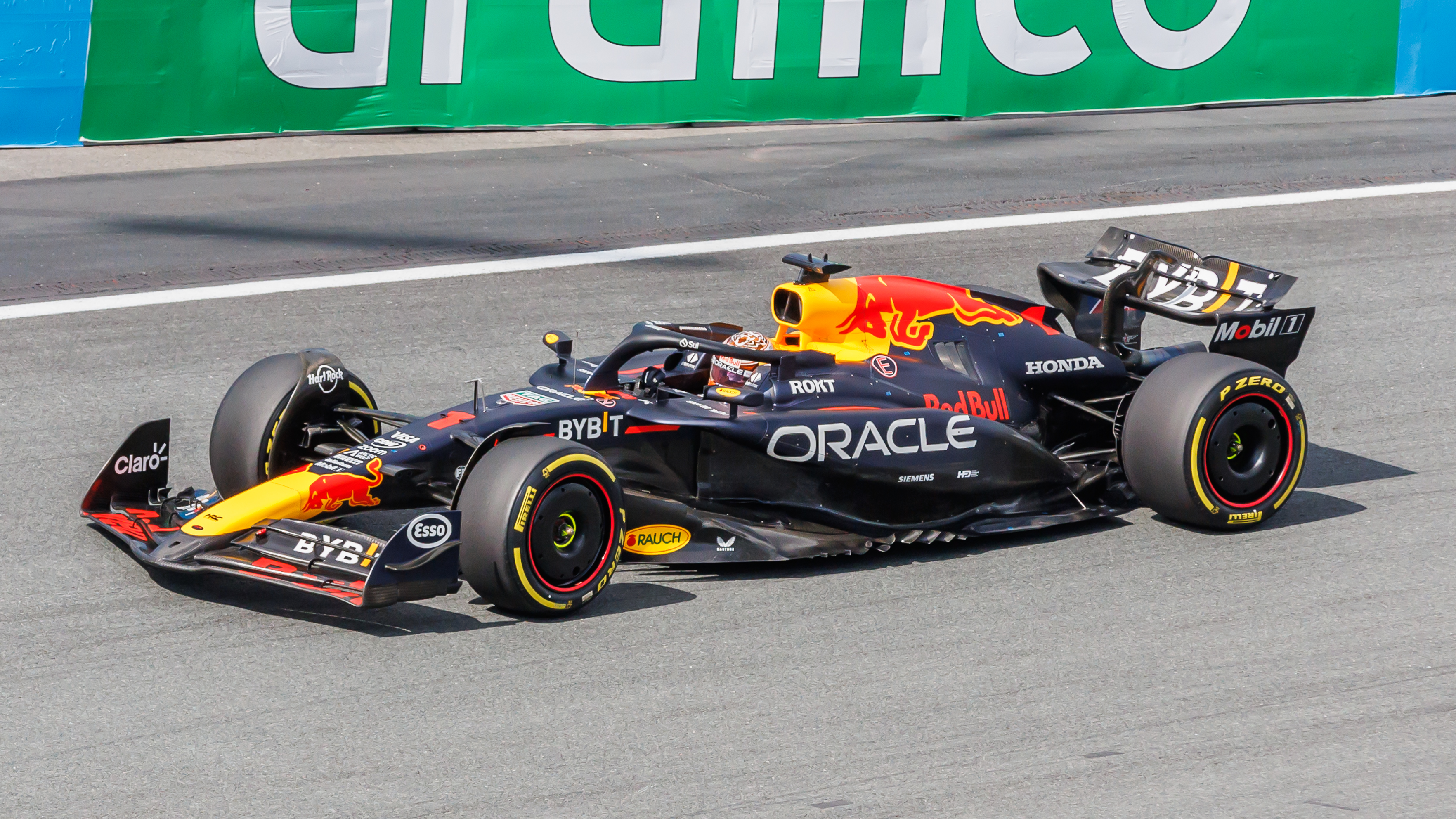
レッドブル・RB20 ホンダ・RBPT (2024)
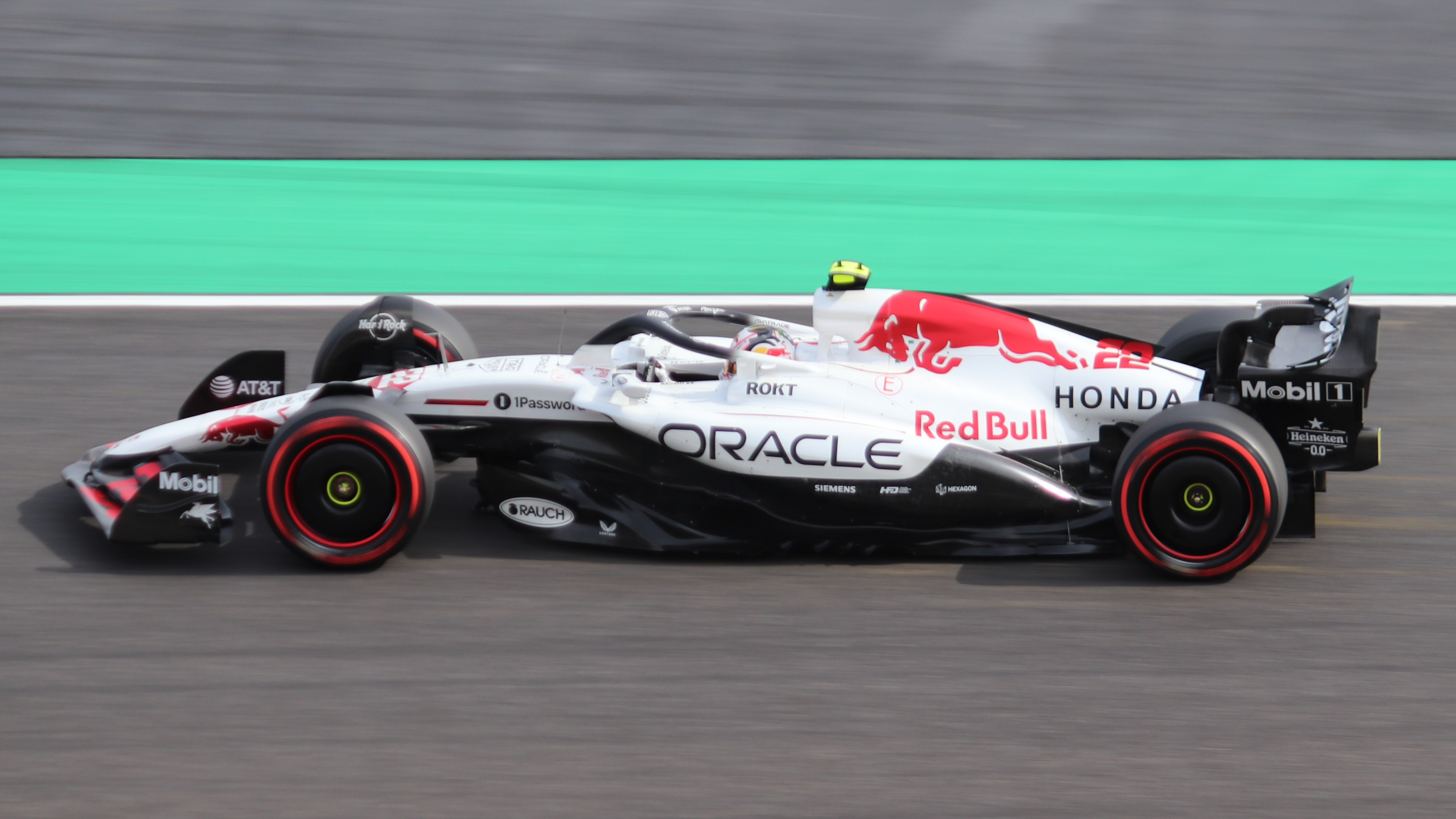
レッドブル・RB21 ホンダ・RBPT (2025)
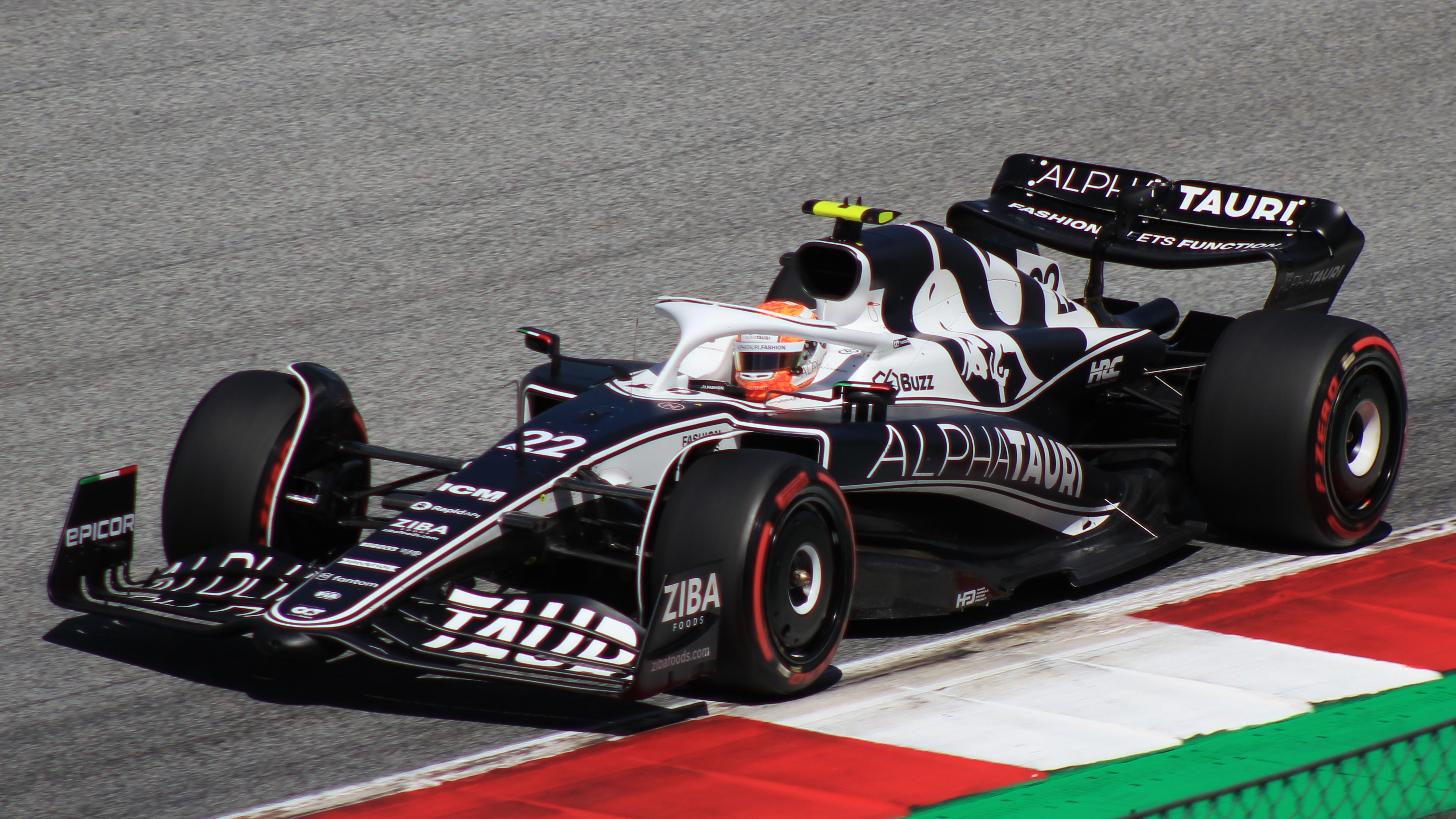
アルファタウリ・AT03 RBPT (2022)
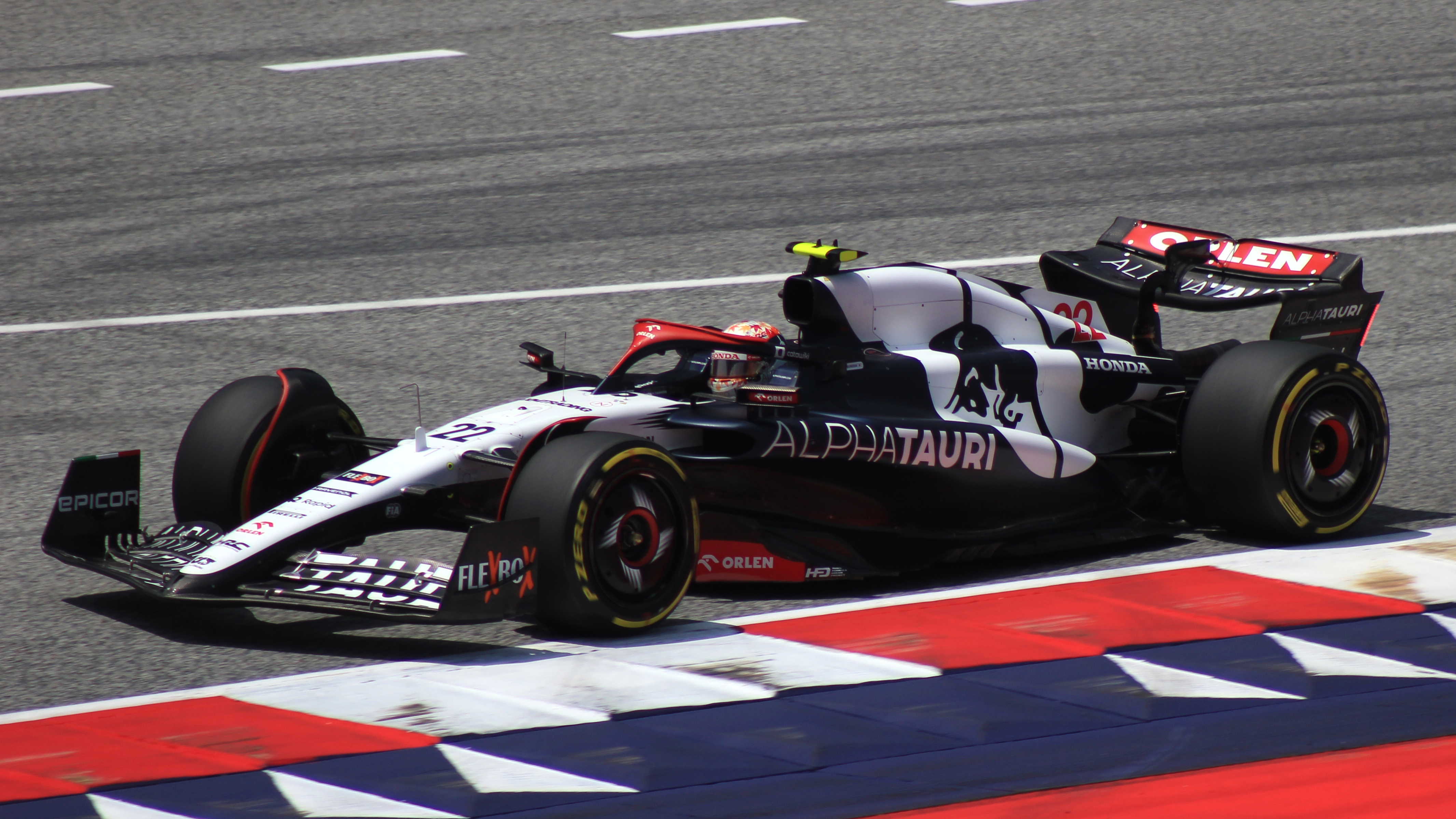
アルファタウリ・AT04 ホンダ・RBPT (2023)
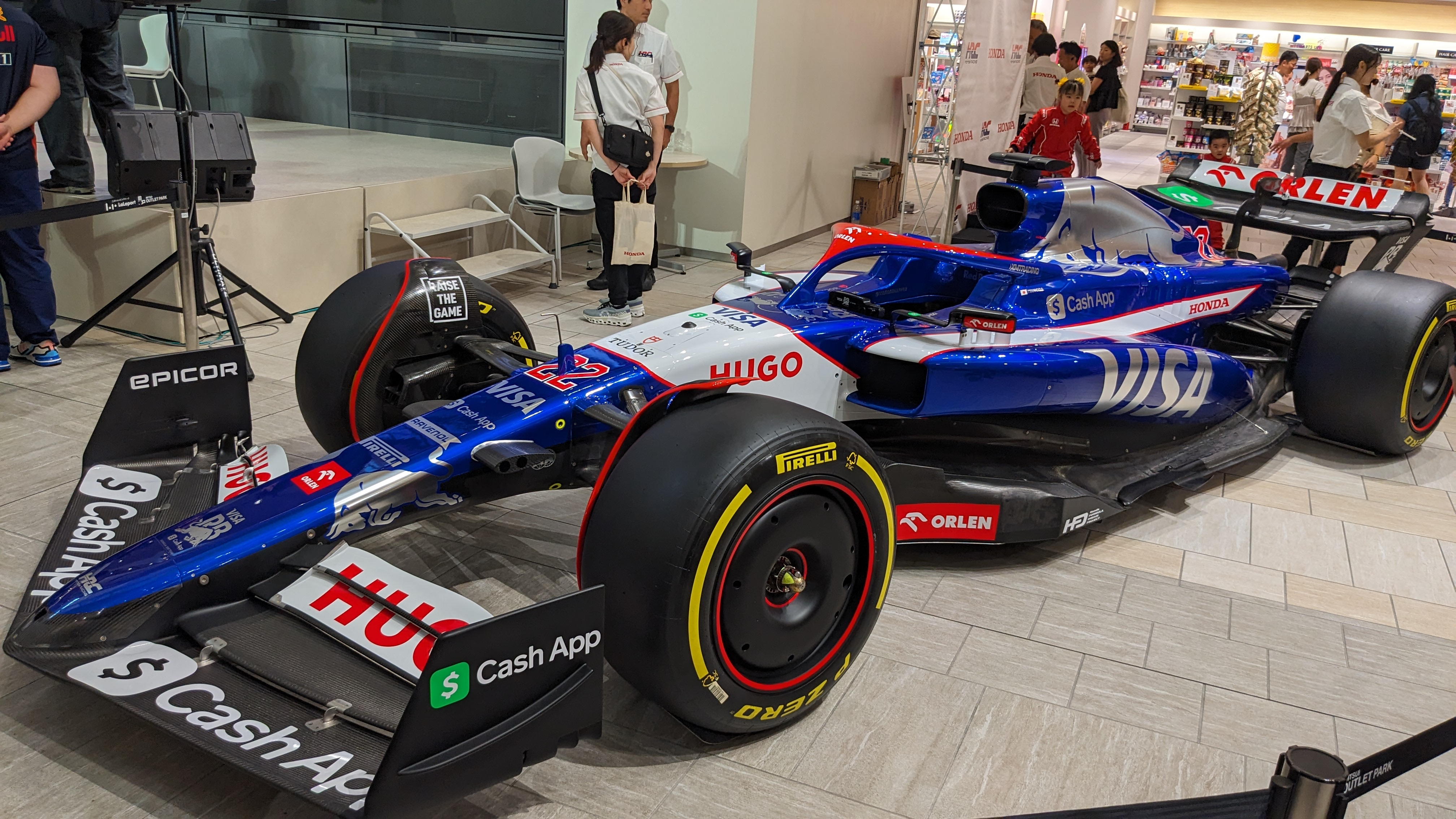
RB・VCARB 01 ホンダ・RBPT (2024)
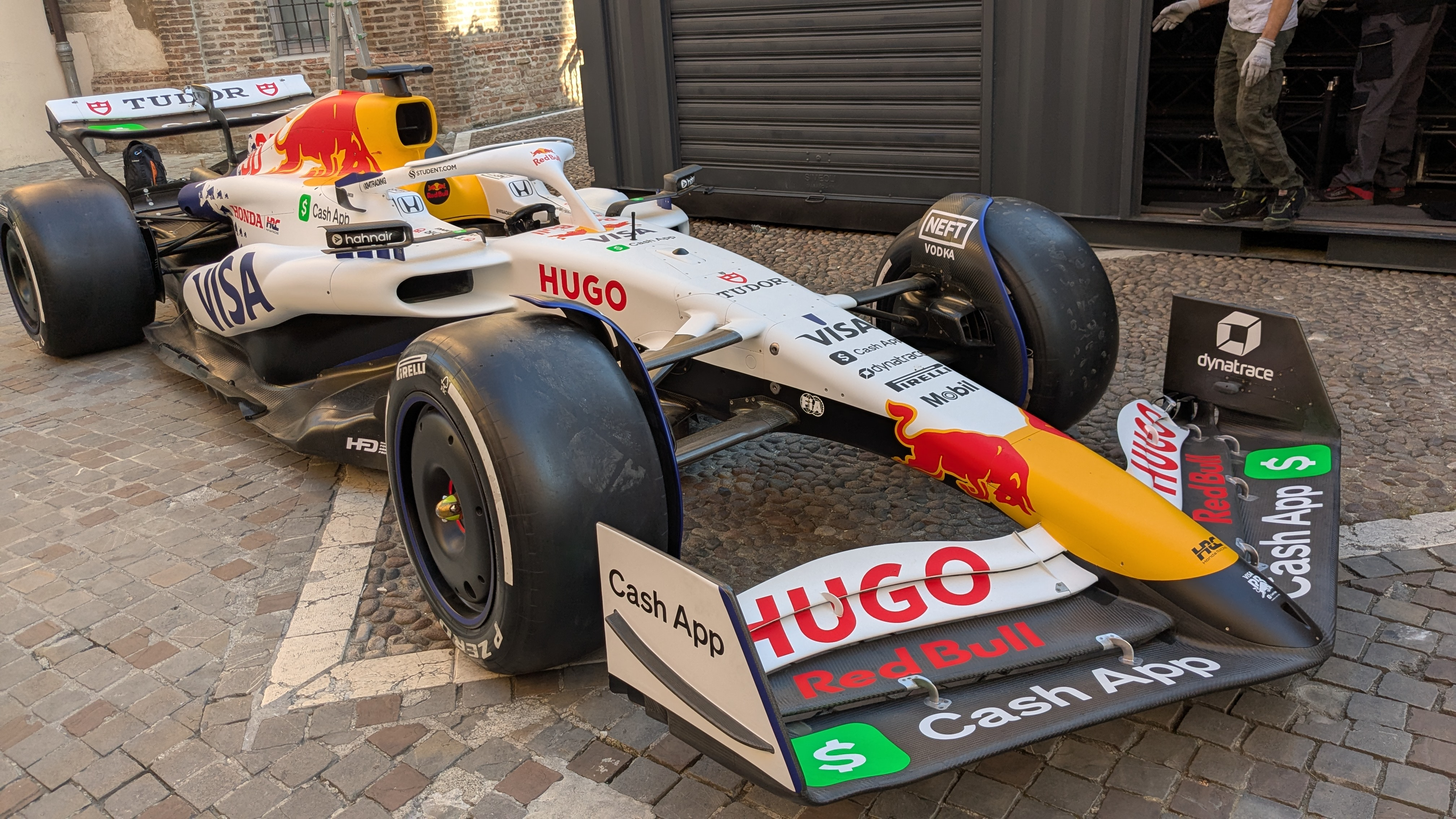
レーシングブルズ・VCARB 02 ホンダ・RBPT (2025)

- 車体設計の継承関連（1999年・2006年・2009年）

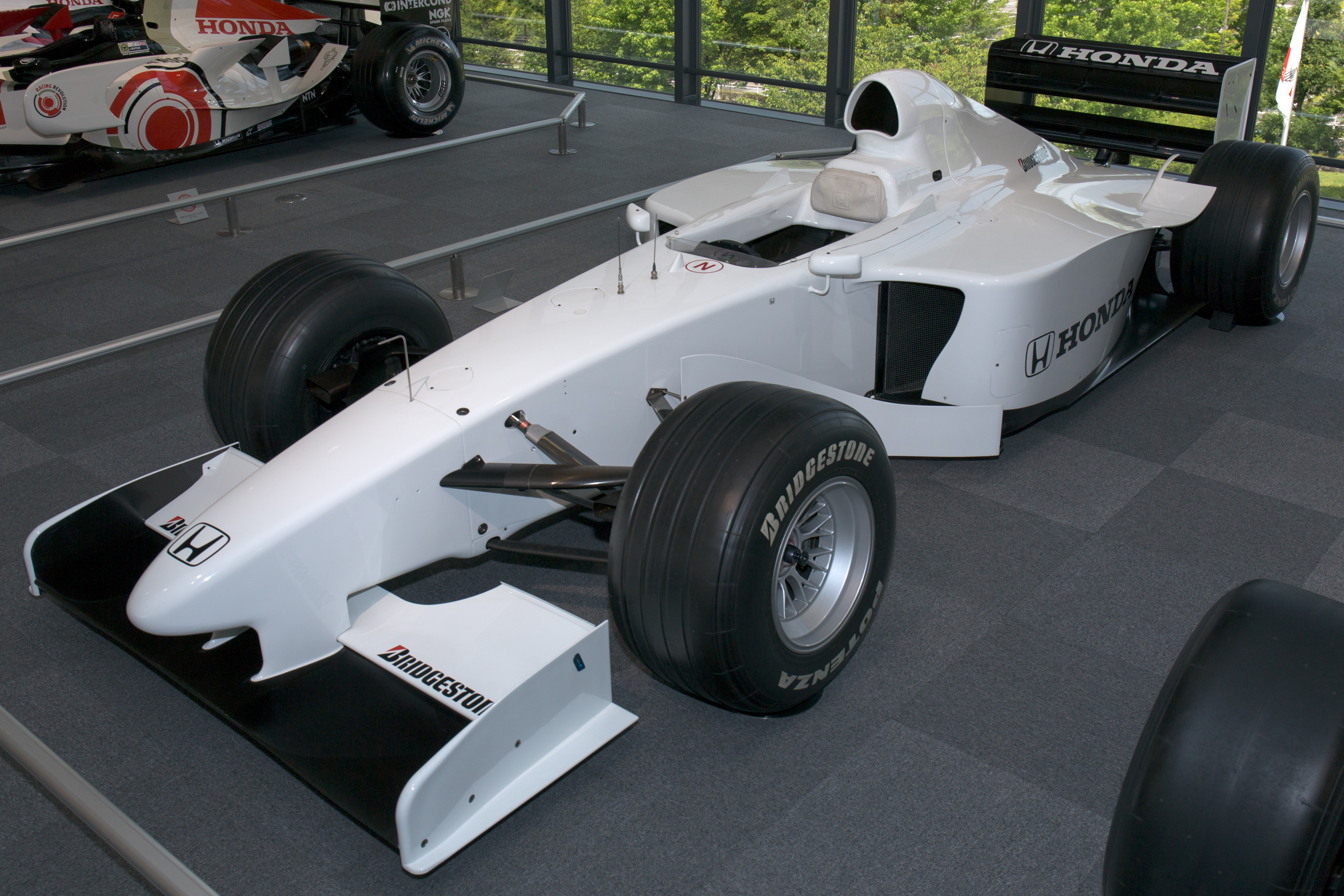
ホンダ・RA099 (1999) (=ティレル・027)
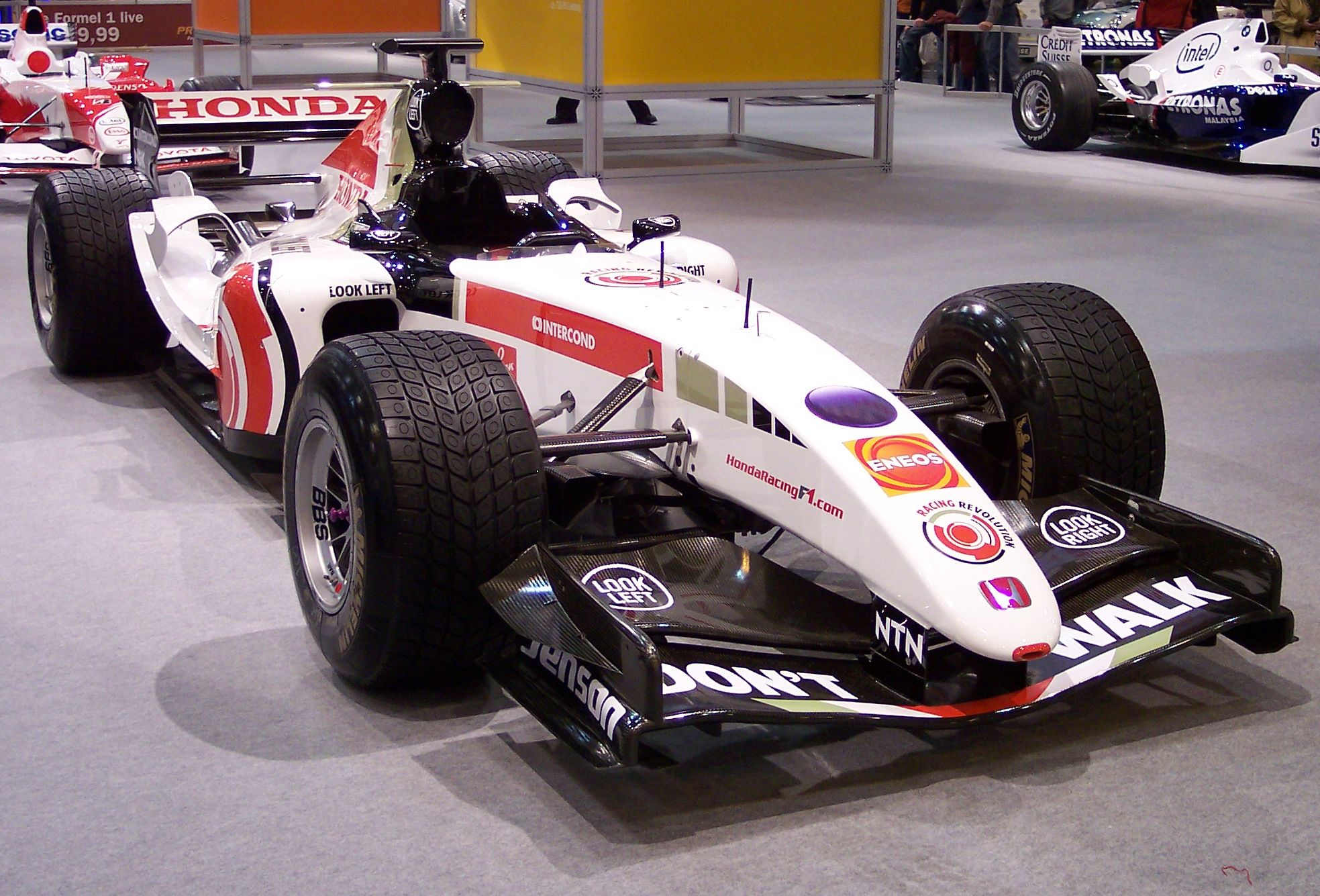
ホンダ・RA106 (2006) (=BAR・008)
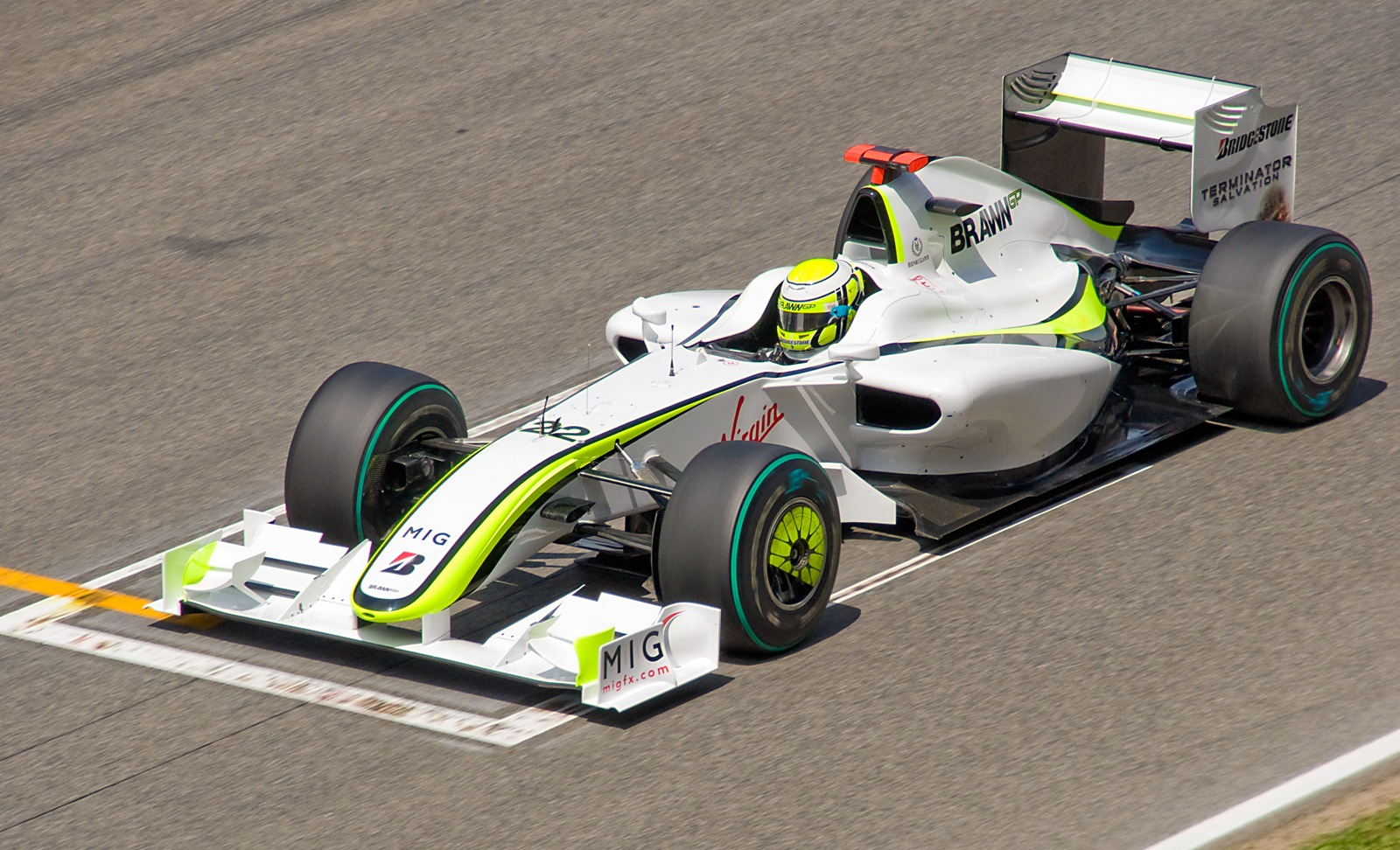
ブラウン・BGP001 (2009) (=ホンダ・RA109K)

## シャーシおよびエンジンの型式名
ホンダでは伝統的に「RA」で始まる型式名としているが、これは第1期のF1参戦時において、すでに実績を残していた2輪と区別する意味において、「Racing Automobile」を示す意味で付けられたもの。なお、その後に付けられる数字については参戦時期において下記のように異なる意味が込められている。
第1期
系統だった命名規則はなかった模様。最初に作られた試作エンジンの「RA270E」については、「最高出力270馬力（最高時速270kmという説もある）を目標とする」というところから「270」とつけられたと言われている。1967年の「RA300」以降については、シャシーの開発体制を日本の研究所が中心だった旧体制からイギリスの現地部隊中心の新体制に改めたことから、新たな飛躍を目指す意味で当時の監督だった中村良夫が番号を一新することを決め、きりの良いところで「300」とした。
第2期 ： RA1○△E
R(Racing)
A(Automobile)
1(Formula One)
○(シリンダー数の下1桁。0,2,6が用いられた）
△(西暦の下1桁)
E(Engine)
第3期のエンジン ： RA○△△E
R(Racing)
A(Automobile)
○(シリンダー数の下1桁。0,8が用いられた）
△△(西暦の下2桁)
E(Engine)
2006-2008年のシャーシ ： RA1△△
R(Racing)
A(Automobile)
1(Formula One)
△△(西暦の下2桁)
第4期 ： RA○△△H
R(Racing)
A(Automobile)
○(シリンダー数の下1桁。6が用いられている）
△△(西暦の下2桁)
H(Hybrid)

### 参戦年度・型式名
- 第1期
  - 1963年 RA270（試作シャシー）、RA270E（研究目的の試作エンジン、1.5L V12）
  - 1964年 RA271（シャシー）、RA271E（エンジン）
  - 1965年 RA272（シャシー）、RA272E（エンジン）
  - 1966年 RA273（シャシー）、RA273E（エンジン、レギュレーション改定に伴い排気量が3.0Lとなる）
  - 1967年 RA273, RA300（シャシー、ホンダとローラの共同開発によるマシン。通称Hondola）、RA273E（エンジン）
  - 1968年 RA300, RA301, RA302（シャシー）、RA301E, RA302E（エンジン、RA302EはV型8気筒空冷エンジン）
- 第2期
  - 1983年 RA163E（80度V型6気筒 1.5Lエンジン、F2用エンジンをショートストローク化した上でターボを付加した）
  - 1984年 RA164E
  - 1985年 RA164E、RA165E（完全新設計、ロングストローク化）
  - 1986年 RA166E
  - 1987年 RA167E
  - 1988年 RA168E
  - 1989年 RA109E（ターボエンジン禁止により3.5L NA・V10エンジンに移行）
  - 1990年 RA100E
  - 1991年 RA121E（V12エンジン、マクラーレンに供給）、RA101E（V10エンジン、ティレルに供給）
  - 1992年 RA122E、RA122E/B
- 第3期
  - 1999年 RA099（シャシー）、無限MF301HD（エンジン） - フルコンストラクター参戦準備のテストに使用された。
  - 2000年 RA000E（3.0L V10エンジン）
  - 2001年 RA001E
  - 2002年 RA002E
  - 2003年 RA003E
  - 2004年 RA004E
  - 2005年 RA005E
  - 2006年 RA106（シャシー）、RA806E（エンジン、レギュレーション改定に伴い2.4L V8へ移行）
  - 2007年 RA107（シャシー）、RA807E（エンジン）
  - 2008年 RA108（シャシー）、RA808E（エンジン）
- 第4期
  - 2015年 RA615H（1.6L V6ターボ）
  - 2016年 RA616H
  - 2017年 RA617H
  - 2018年 RA618H
  - 2019年 RA619H
  - 2020年 RA620H[166]
  - 2021年 RA621H

## 関連人物
- 第1期
  - 中村良夫 - 第1期(1964年 - 1968年(断続的))監督。同時期、監督と市販四輪車開発を兼務した。
  - 河島喜好 - 1965年に短期ながら監督を務めた（埼玉製作所の所長と兼務）。のちの第2代本田技研工業社長。
  - 久米是志 - RA302のエンジン設計者（当時は川本の上司）。のちの第3代本田技研工業社長。
  - 川本信彦 - RA300・RA301のエンジン設計者であり、第2期参戦当初（1983年～1984年）のチーム監督でもあった。のちの第4代本田技研工業社長。
  - 入交昭一郎 - RA273のエンジン設計者。入社まもない設計者だったが中村達に抜擢された。後のホンダ副社長、元セガ社長。
  - 佐野彰一 - RA271/272、RA300/301/302のシャシー設計者。第2期でも1985年頃に一時F1チームに合流していた。
- 第2期
  - 桜井淑敏 - 第2期前半(1984年 - 1987年)総監督。
  - 後藤治 - 第2期後半(1988年 - 1990年)プロジェクトリーダーを務める。退社後にマクラーレン、フェラーリ、ザウバーに在籍。
  - 本田博俊 - 元無限社長。本田宗一郎の長男。1992年から2000年まで「無限-ホンダ」としてエンジン供給し、実質的にホンダ不在の間を埋めた。
- 第3期
  - 吉野浩行 - 1998年、第5代本田技研工業社長に就任。就任直後の1998.05.08 HONDA RACING DIVELOPMENT Ltd. (略称:HRD, Honda Racing, ホンダレーシング)を設立。ホンダ第3期の関与のあり方自体を決定づける判断をした。
  - 福井威夫 - 2000年の第3期F1参戦開始時に指揮を執る。のちの第6代本田技研工業社長。2008年の撤退会見も社長として行うこととなった。
  - 木内健雄 - 第3期前半のHONDA F1総監督（F1プロジェクトリーダー）。第2期はアイルトン・セナやアラン・プロストの担当エンジニアを務めた。
  - 和田康裕 - 本社のモータースポーツ部長を務め、ワークス体制時には本田技術研究所「HRD」の社長を兼任した。
  - 西澤一俊 - HRD所属のテクニカルディレクター。その後、栃木研究所に異動し第3期前半のエンジン/パワートレイン部門責任者を務めた。
  - 中本修平 - HRD所属の技術ディレクター。ワークス体制時には技術部門の総責任者（テクニカルディレクター）を務めた。
  - 橋本健 - 車体の技術開発責任者。
  - 櫻原一雄 - エンジン開発責任者。
  - 村松慶太 - 第3期末期のモータースポーツ部長。
  - ニック・フライ - ホンダ・レーシング・F1チームのCEO。
  - ジェフ・ウィリス - 前身B・A・Rのテクニカルディレクター。ワークス体制初期まで同職を務めた。
  - ジル・ド・フェラン - 2005年より2007年7月までB・A・Rおよびホンダのスポーティングディレクターを務めた。
  - ロス・ブラウン - 2007年 - 2008年にチーム代表を務めた。
- 第4期[167]
  - 佐藤英夫 - 2011年春から2016年春までのモータースポーツ部長。
  - 山本雅史 - 参戦2年目、2016年春から2019年春までのモータースポーツ部長。就任時に、ブランド・コミュニケーション本部が設定される。2019年 - 2021年は現地のF1参戦本体のHRD-UKのマネージングディレクター。退社した2022年以降はコンサルティング事業でF1に携わりマルコに密着する。
  - 渡辺康治 - 2018年より執行役員総務担当。2020年よりブランド・コミュニケーション本部長 兼 広報部長。2022年度からホンダ・レーシング（HRC）の代表取締役社長に就任した[168]
  - 数佐明男 - 2019年以降のモータースポーツ部長。
  - 長井昌也 - 2021年以降のモータースポーツ部長。(以上本社関連人事、以下は技術職)
  - 新井康久 - 2015年のF1プロジェクト総責任者。
  - 長谷川祐介 - 2016年・2017年のF1プロジェクト総責任者。
  - 田辺豊治 - 2018年 - 2021年のテクニカルディレクター。2019年以降は現場統括責任者を兼任。第2期はゲルハルト・ベルガーのエンジニアを務めた。
  - 浅木泰昭 - 2018年以降「HRD Sakura」のセンター長および執行役員。2018年 - 2021年は開発責任者を兼任。
  - 本橋正充 - 2018年 - 2021年の副テクニカルディレクター。2019年以降はトロ・ロッソ（現RB・フォーミュラワン・チーム）担当チーフエンジニアを兼任。2022年から暫くはレッドブル・パワートレインズに出向し、田辺の後任として2023年4月まで現場のリーダーを務めた[131]。
  - デヴィッド・ジョージ - 2019年 - 2021年のレッドブル担当のPUチーフエンジニア。北米ホンダ、HPDのエンジンエンジニアで田辺の移籍を追ってF1の世界に移動。現在はHPDに戻ってエンジンをR&D、その開発車両は異音を発生させているという。彼の上司にあたるデビッド・ソルターズもPU設計の経験のある人で、今後の動向が期待される。(See also) ソルターズ職歴タイムライン
  - 折原伸太郎 - 2023年4月より「トラックサイドゼネラルマネージャー」として、本橋の後任の現場責任者を務める[132]。